# 仁義なき戦い
『仁義なき戦い』（じんぎなきたたかい）は、飯干晃一原作による日本のノンフィクションとその派生作品。

## 概要
第二次世界大戦後の広島県で発生した「広島抗争」の当事者の一人である美能幸三美能組組長の獄中手記に飯干が解説を加えた内容となっている。1973年1月に東映により同タイトルで映画化されて大ヒット作となり、全5作のシリーズが製作された。第1作の第二次世界大戦後間もなく、広島県呉市の闇市から出発した山守組が、対立組織との抗争と内紛を経て勢力を拡大してゆく様を、主人公・広能昌三を中心に描き、第5作の1970年まで時代を追ってドラマが展開し、全5作で一つの大河ドラマを形づくる東映の代名詞的映画シリーズである。シリーズ第一作が『キネマ旬報』が1999年に発表した「映画人が選ぶオールタイム・ベスト100 日本映画篇」で歴代第8位、同じく2009年の「オールタイム・ベスト映画遺産200 日本映画篇」では歴代第5位にそれぞれ選出されている。このほか、舞台化もなされた。

## 原作
『週刊サンケイ』1972年5月19日号から作家の飯干晃一による『広島やくざ・流血20年の記録 仁義なき戦い』と題するノンフィクションの連載が始まった（全46回）。この連載は戦後の広島県で発生した「広島抗争」に当事者として関わった美能幸三が網走刑務所で服役中に執筆した原稿用紙700枚に及ぶ手記をベースとし、これに飯干が当時の状況を書き加えた内容となっている。やくざと関わりの深い政治家、芸能人、プロ野球選手等の人名、団体・地名も全て実名で掲載されており、手記と解説が一対になって広島抗争が事件や行事ごとに時系列に沿って進行する。『週刊サンケイ』で連載が開始されると圧倒的な人気となり、印刷所ではゲラの奪い合いになったという。
獄中手記を美能幸三が執筆することになったきっかけは、中国新聞報道部記者の今中亙が『文藝春秋』1965年4月号に寄稿した手記「暴力と戦った中国新聞 - 菊池賞の栄に輝く "ペンは暴力よりも強し"」への怒りと悔しさだった。網走刑務所で服役中であった美能は、『文藝春秋』に掲載されたこの手記を偶然見つけ懐かしさのあまり飛びついて読んだが、「10日間もメシが食えないほど」腹を立てた。ケンカの張本人が自分と決めつけられている上、身に覚えのないことまで書かれていたからであった。「美能が他の組幹部の意向を無視して山口組と勝手に盃を交わした」「破門された美能が山口組と打越会に助けを求めた」という記述があったが、特に美能は「打越会に助けを求めた」という部分にプライドを傷つけられたという。「ヤクザとして生きていく以上、助けを求めたなどと書かれては黙ってはいられない。ウソを書かれて悔しい」と翌日から舎房の机で美能はこみ上げてくる怒りを抑えながらマスコミに対する怨念を込め、7年間を費やして原稿用紙700枚もの手記を書き上げた。手記は汚名返上の執念が書かせたものであった。
このため『週刊サンケイ』で連載が決定したとき、美能は「登場人物を全て実名で掲載すること」をその条件とした。実名を出せばトラブルになることはわかっていたが、あくまで名誉回復のためなので「実名でなければ断る」と頑なだったという。1971年秋、『週刊サンケイ』の矢村隆編集部次長は掲載許可を取りつけるため東京のホテルで美能と会った。手記の原稿には所々「幸三、お前の意志が弱いからだ」となどの注釈が書き込まれていた。これは美能が母親に読んでもらったときのもので、美能としてはそもそも無関係の第三者に読ませるつもりはなかった。しかし、5度目の交渉でようやく掲載を承諾した。このとき美能のつけた条件が前述の登場人物の実名掲載だった。これは「『中国新聞』も『文藝春秋』もみんな実名で書いている」と言う理由による。矢村が編集長と相談し、その条件を飲んで正式に打診した。『週刊サンケイ』の担当者は、ヤクザから数多くの恫喝を受けたといわれる。1972年12月に東京銀座の東映本社であった映画の製作発表会見に美能も出席し「私は嘘は書かなかった。これまでの広島の組の争いで、何十人もの人間が死んでおる。しかし、やくざの社会の中でなんといっても、親分に盾を突くのが一番悪いことなんや。それをわしがやったこと。そして手記を書いたこと。その辺を読み取ってほしいんですわ」などと話したという。
第二次広島抗争（広島代理戦争）の際、中国新聞はペンの力で暴力団に立ち向かう「暴力団追放キャンペーン」を展開し、その成果を『ある勇気の記録 : 凶器の下の取材ノート』として出版するなどした。こうしたキャンペーンにより中国新聞は1965年の第13回菊池寛賞を受賞。『ある勇気の記録』のタイトルでテレビドラマ（NET、1966年10月 - 1967年1月）も制作放送され、池上彰をはじめこのドラマを見てジャーナリストを志した者も多い。しかし、21世紀に入った今日では『仁義なき戦い』と比べものにならないほど『ある勇気の記録』の知名度は低くなっている。『ある勇気の記録』の制作に協力した広島県警察は『仁義なき戦い』の映画化にあたって暴力団追放のキャンペーンにもなると考え、当初は製作に協力してくれたという話がある。

## 映画

### 解説
1973年（昭和48年）1月13日、東映配給網により正月映画第2弾として公開されたヤクザ映画。監督深作欣二。シリーズを通しての主演は菅原文太。製作は東映京都撮影所（以下、京撮）。富士フイルムカラー、シネマスコープ、99分、映倫番号:17462。やくざ同士の抗争を題材にしながら仲間を裏切り、裏切られることでしか生きられない若者たちが描かれている。公開時の併映は『女番長』。
この映画が登場するまでのヤクザ映画の多くはいわゆる、チョンマゲを取った時代劇と言われる虚構性の強い仁侠映画であり、義理人情に厚く正しい任侠道を歩むヒーローが描かれていた。1969年（昭和44年）から始まる菅原文太主演の「現代やくざシリーズ」で既にヤクザを美化した従来の任侠映画の常識を覆す現実的なワルを主人公にしたが、本作の特色としては、それまでの任侠映画の善玉悪玉が伝統的な定型の展開を見せるような様式美を全く無視して殺伐とした暴力描写を展開させた点、ヤクザを現実的に暴力団としてとらえた点、手記→実話小説→脚本→映画という経緯、実在のヤクザの抗争を実録路線として、リアリティを追求した点等が挙げられる。本作は実録物の先駆けとなり、東映イメージ及び、日本のヤクザ映画のイメージを決定づけた。登場するヤクザの大半は金にがめつく、弱者に強い社会悪としての姿が描かれており、仁侠映画のようにヤクザを美化することはない。一時的に英雄的に表現されるキャラクターも最後には無残に殺される場面が多い。「仁侠映画」は安保闘争の学生運動の盛り上がりと軌を一にしており、運動の衰退とともに「仁侠映画」の人気は落ち、70年安保の敗北を受けて登場したのが『仁義なき戦い』であった。
本作はヤクザを主人公にしているが、優れた群集活劇でもあり、暗黒社会の一戦後史でもあり、青春映画でもあり、海外作家からは「優れたバイオレンス映画」と崇められ、また自己啓発としての側面もある。基本的に娯楽映画/エンターテイメントであるため、登場人物に感情移入させるためにもヤクザを魅力的な存在であるかのように描いており、犯罪者を美化しているとする批判もつきまとうことになる。実録のため、映画に登場する人物・団体は、ほぼ全て実在している（いた）人物で、役名はモデルとなった人物・団体の名前をもじったものになっている。
シリーズ全作の冒頭や中間部などで印象的に使われる“やくざ映画中のナレーション”という手法は、笠原が1968年（昭和43年）の『博奕打ち 総長賭博』で、初めてシナリオの段階から導入したもので、「アル・カポネは19××年……」のナレーターから始まる『アンタッチャブル』を真似たという。

### あらすじ
敗戦直後の広島県呉市。戦地から帰ってきた若者・広能昌三は、山守組組員達に代わって刀を振り回す暴漢を射殺し、刑務所に収監される。そこで呉の大物ヤクザ土居組の若衆頭の若杉寛と知り合って義兄弟となり、彼の脱獄を手伝ったことから、彼の計らいで保釈される。そして逮捕の原因と、土居組の友好組織ということから、広能は山守組の組員となる。
間もなく呉の長老・大久保の手引きにより、市議選に絡んで山守組と土居組は敵対関係となる。広能との関係から穏便に解決したい若杉に対し、山守組幹部の神原が裏切って土居につき、山守組は組織力に勝る土居組に追い詰められていく。ついに山守組は、組長の土居清暗殺を計画し、名乗りを挙げた広能に山守義雄は出所したら全財産を渡してやると感謝する。かくして広能は土居に重傷を与え、再び刑務所に収監される（土居は担ぎ込まれた病院で死亡）。一方、若杉は義侠心から裏切り者の神原を殺害して高飛びしようとするが、何者かによって警察に密告され、乱闘の末射殺される。
組長と若頭が亡くなったため壊滅した土居組と対照的に山守組は朝鮮特需で財をなし、呉を代表する大組織となる。しかし、組織が大きくなったがゆえに、ヒロポンなどによる稼ぎを巡って若衆頭の坂井鉄也一派と幹部の新開宇市一派の内紛が起き始める。坂井は山守に親として解決を迫るものの、山守はのらりくらりとかわす上に、新開派の不満の原因の1つでもあった子分から奪ったヤクの横流しまでしていた。ついに業を煮やした坂井は山守から組の実権を奪い、内部抗争の果てに新開も暗殺するのだった。
講和条約の恩赦で広能が仮釈放されることとなり、ただちに山守は彼に接近して坂井の暗殺を頼み込む。山守に不快感を持つものの親子の仁義を通すか迷う広能は、偶然、坂井と出会う。広能は暗殺の話を明かした上で坂井に和解を説くが、逆上した坂井は山守を強制的に引退させ、対立する古株の矢野も殺害する。広能は坂井派の槙原に呼び出されるが、そこには山守がおり、広能は槙原の正体を理解する。山守は坂井を襲わなかった広能を非難し、再び協力を迫るが、広能は山守・坂井双方を非難して、山守との縁を切り、けじめとして坂井を殺すことを宣言する（その際、若杉の密告者が山守・槇原だと示唆される）。
単身で坂井を襲撃した広能だったが、事は成せず逆に捕まってしまう。しかし、坂井は弱気になっている胸中を明かした上で、広能を生かしたまま解放する。その直後に坂井は暗殺されてしまう。
後日、広能は大規模な坂井の葬儀の式場に平服姿で現れる。山守達によって営まれていることを確認すると、坂井の無念を代弁するかのように、拳銃を供物に向かって発砲する。

### 出演
山守組（モデル・山村組）
もともとは闇市の土建屋だったが若者たちを集めて博徒「山守組」となる。土居組壊滅後、呉の覇権を握り大組織となるが統制がとれず内部抗争がおきる。
- 山守義雄（モデル・山村辰雄）（演者・金子信雄）…山守組組長。吝嗇、臆病、狡猾な策士。朝鮮特需で富を得て県有数の実業家になるが子分からの人望はまるでない。自分の地位を守るため子分同士を争うように仕向ける。
- 坂井鉄也（モデル・佐々木哲彦）（演者・松方弘樹）…山守組若衆頭。組を公平に運営しようとするが山守の策謀もあって、これに不快を示す幹部仲間を次々と粛清する。子供への土産を買っている最中に射殺される。
- 広能昌三（モデル・美能幸三）（演者・菅原文太）…山守組若衆（幹部）。物語の主人公。復員して鬱屈した日々を過ごしていた時にひょんなことから山守組のために殺人を犯し服役する。すぐに出所して組員となるが土居組との抗争やその結果の長期間の服役を経験し、出所後は内部抗争に巻きこまれていく。山守と坂井を和解させようとするが、両方に裏切られる形となる。坂井の葬儀の場でピストルを乱射。
- 矢野修司（モデル・野間範男）（演者・曽根晴美）…山守組若衆（幹部）。坂井に対抗。坂井の子分たちに殺される。
- 神原精一（モデル・前原吾一）（演者・川地民夫）…山守組若衆（幹部）。裏切って土居組につく。若杉に頭を撃たれ殺される。
- 槙原政吉（モデル・樋上実）（演者・田中邦衛）…山守組若衆（幹部）。坂井の手下のように振舞うが裏では山守と内通している。
- 山方新一（モデル・山平辰巳）（演者・高宮敬二）…山守組若衆（幹部）。広能の親友。有田たちに殺される。
- 新開宇市（モデル・新居勝巳）（演者・三上真一郎）…山守組若衆（幹部）。坂井に対抗。坂井の子分たちに駅構内で殺される。
- 有田俊雄（モデル・今田泰麿）（演者・渡瀬恒彦）…映画では山守組若衆。新開の舎弟。ヒロポン密売グループのリーダーで禁止させようとする坂井と激しく敵対する。
- 岩見益夫（演者・野口貴史）…山守組若衆。広能を慕う。
- 杉谷伸彦（演者・宇崎尚韶）
- 川西保（演者・宮城幸生）
- 山守利香（モデル・山村邦香）（演者・木村俊恵）…山守義雄の妻。広能に指のつめ方を教える。
- 新庄秋子（演者・渚まゆみ）…山方の女。さらに坂井の女へ。

土居組（モデル・土岡組）
- 土居清（モデル・土岡博）（演者・名和宏）…土居組組長。広能に暗殺される。
- 若杉寛（モデル・大西政寛）（演者・梅宮辰夫）…土居組若衆頭で後に山守組につく。広能の兄貴分で広能から慕われていた。広能逮捕後、山守の本性に気付き神原射殺後に逃亡中の隠れ家を警察に踏み込まれ射殺される。密告者は山守か槙原と推測される。
- 江波亮一（演者・川谷拓三）…土居組若衆。
- 野方守（演者・大前均）…土居組若衆。
- 国広鈴江（演者・中村英子）…若杉の女。
- 寺内八郎（演者・池田謙治）
- 貫田秀男（演者・司裕介）
- 水谷文次（演者・有田剛）

海渡組（モデル・岡組）
- 松永武（演者・林彰太郎）
- 垣内次郎（演者・国一太郎）
- 打森昇（演者・藤本秀夫）
- 吉永進（演者・西山清孝）
- 柳田敏治（演者・壬生新太郎）
- 川南時夫（演者・木谷邦臣）

坂井組
- 大竹勇（演者・大木吾郎）
- 高野真二（演者・西田良）
- 西谷英男（演者・笹木俊志）
- 石堂寅雄（演者・松本泰郎）

上田組（モデル・小原組）
- 屋代光春（演者・平沢彰）
- 古屋誠（演者・白川浩二郎）
- 倉光正義（演者・藤沢徹夫）

有田組
- 横川信夫（演者・志賀勝）
- 下中隆次（演者・福本清二）
- 安条啓介（演者・奈辺悟）
- 広石金作（演者・藤長照夫）

新開組
- 脇田登（演者・友金敏雄）

矢野組
- 目崎武志（演者・片桐竜次）
- 楠田丈市（演者・北川俊夫）

その他
- 大久保憲一（モデル・海生逸一）（演者・内田朝雄）…呉の長老。山守組結成の媒酌人。
- 上田透（モデル・小原馨）（演者・伊吹吾郎）…愚連隊上田組組長から山守組舎弟に。大久保の親戚。坂井とは仲が良くそれが原因で理髪店で有田らに射殺される。上田の死により坂井一派と新開一派の抗争が激化する。
- 着流しのやくざ（演者・岩尾正隆）…旅の人。山守組のシマで酒に酔って暴れ、刀を振り回しているところを広能に射殺される。
- 金丸昭一（演者・高野真二）…呉市会議員。
- 中原重人（演者・中村錦司）…呉市会議員。
- 前川巡査（演者・江波多寛児）
- けい子（演者・小島恵子）…娼婦
- 中村捜査係長（演者・唐沢民賢）
- 珠美（演者・榊浩子）…キャバレーのホステス
- 山城佐和（演者・小林千枝）…不良米兵に襲われた後、パンパンとなる。
- 国弘とめ（演者・東竜子）…鈴江の母
- 加谷刑事 （演者・山田良樹）
- 小室刑事 （演者・疋田泰盛）
- 洋品店主人 （演者・村田玉郎）
- 看守（演者・小田真士・大城泰・松田利夫）
- 三国人（演者・小峰一夫）
- 警官（演者・波多野博）
- 初子（演者・高木亜紀）

※ ナレーター…小池朝雄

### スタッフ
- 監督…深作欣二
- 企画…俊藤浩滋・日下部五朗
- 原作…飯干晃一
- 脚本…笠原和夫
- 撮影…吉田貞次
- 音楽…津島利章
- 録音…溝口正義
- 照明…中山治雄
- 美術…鈴木孝俊
- 編集…宮本信太郎
- 助監督…清水彰
- 記録…田中美佐江
- 装置…近藤幸一
- 装飾…山田久司
- 美粧結髪…東和美粧
- スチール…藤本武
- 演技事務…上田義一
- 衣裳…山崎武
- 擬斗…上野隆三
- 進行主任…渡辺操[出典 32]

### 映画化されるまで
映画化されるまでの経緯は諸説あり、すでに故人となった当事者も多く、真相は不明である。
広島県呉市美能組の元組長・美能幸三が1970年（昭和45年）9月、網走刑務所から出所。獄中で書いた700枚に及ぶ手記の存在を再会した知人が知り、預かった手記をいくつかの出版社に持ち込む。これが編集者から編集者へ渡った後、『週刊サンケイ』が「これは面白いから是非連載をやらせて欲しい」ということになり、『週刊サンケイ』は、その解説者として飯干晃一を選定することになった。なぜ飯干だったのかというと『週刊サンケイ』は手記を入手した時点で、既に東映社長・岡田茂に映画化の話を打診しており、ゲラ刷りの内容を岡田は持っていた。岡田は著書で「『週刊サンケイ』の小野田政編集長がおもしろい獄中記があると美能の獄中記を持ち込んできた」と述べている。立松和平とのインタビューでは「ある日『週刊サンケイ』の編集長が『岡ちゃん、いい素材が入ったぞ。ともかく来いよ』と電話してきたんです。さっそく編集部へ行って『どんな素材だ?』と聞いたら『仁義なき戦い』だった。いいタイトルだ。編集長は「こんどうちの雑誌で連載する。飯干晃一に書かせようと思っている。美能幸三が書いた手記はこれだ』と分厚い原稿を見せてくれたんだ。『これは面白い。のった。ぜひ映画化したいから頼む』といいました。それから脚本を笠原に頼んだ。笠原は、脚本家にしては珍しく実証派のシナリオライター。広島へ行って徹底的に調べました。おかげで私もずいぶん迷惑したんです。親分のところに行って『あんたら、帰れないぞ』と脅されるぐらい笠原は調べまわり『これは絶対自信ある。面白いのが書ける』といって書き上げた。ところが、いよいよ監督を決めようという段になったら、笠原が『深作なら私を下ろしてくれ』という。『なんでだ?』ときいたら『あいつはすぐ本を直すんだ。これは俺の一生をかけた自信作だから直されるのはいやだ。顔も見たくねえ』というんです。深作を呼んで『この本、おまえ読んでみろ』とぽんと渡しました。読んだ深作は『ぜひやらしてください』といいました。『おまえは直すから嫌だと笠原がいってんだ』と、と今度は笠原を呼んで『絶対直さんといってるがどうだ』といったら、深作は『直しません』『それじゃ、しょうがない』と一杯飲んで手打ちをやらせたことを昨日のように覚えています。なぜ深作かというと、こういうものを撮るのは、任侠物を撮りつけた監督では難しいと思ったんだ。その頃、深作が監督して当たったためしがなかった。実録、実証的な映画のほうがいいと思ったんです。（中略）深作には力がある。それは見抜いておった。深作が『仁義なき戦い』に飛びついたからやろうとなった」などと話している。岡田は映画化に興味を示すが、手記をそのまま映画化した場合、多々、困難な問題が生じてしまう。そこで、岡田が「週刊サンケイ」に出したのが原作者を立てるという提案だった。そして、このプランにふさわしい人物として東映と『週刊サンケイ』が選んだのが、飯干晃一だったのである。美能の手記が直接掲載されなかったのはこうした理由から。『週刊サンケイ』での連載が始まる前に、同誌編集部から岡田に映画化の打診があったことは、高岩淡の著書にも書かれている。『仁義なき戦い』が世に出ることによって噴出する誤解や非難は、すべて最終的には美能に被せることができる。このドキュメントに於ける原作者・飯干は単なるアンカーで、文責を負うことはない。飯干は「美能さんが獄中で何かを書いたということは、検察庁のある検事から聞いて知っていた。僕らはそれを"幻の文書"と呼んでいたが、あっちこっち捜し歩いたが発掘できなかったんです。見せられたときはこりゃ凄い。大変なものが出てきたなと思いました」と話している。美能幸三という告白者ーたとえそれが一方的な視点であっても、我々は彼のおかげでヤクザの本当の壮絶さを知ることができた。
これだと映画化は既定路線ということになるが、これ以前1971年（昭和46年）春、或いは1971年暮、東映京都撮影所の日下部五朗プロデューサーと笠原和夫が飯干の長編2作目『やくざ対Gメン 囮』（1973年夏映画化）の映画化権取得交渉のため、飯干の自宅を訪問時に、飯干から美能の手記を見せられて、当時の日下部は俊藤浩滋プロデューサーの下にいたが、映画化に意欲を燃やしたという説もある。日下部は飯干にその場で映画化権を申し出たと話している。矢村隆『週刊サンケイ』編集部次長（当時）の証言では、飯干は手記の入手と同時に、日下部に相談したと証言している。また飯干が手記を見たのは『週刊サンケイ』が美能と5回の掲載交渉した後、『週刊サンケイ』を通じてと証言しているため、1971年（昭和46年）秋以降ということになり、 日下部は上層部に映画化を聞いたところ、岡田社長から「絶対にやれ」と檄を飛ばされ、すぐに呉の美能に会いに行ったと証言している。岡田は1971年、担がれて社長に就任するが、この数年の間、興収の低迷や社長の世襲問題に端を発する大川家と組合の激しい対立など問題が噴出、旧体制派との確執に直面していた。その魍魎跋扈の姿はまるで映画そのもの。周辺で蠢いた人間の私利私欲に惹かれた思惑と術策こそ、観客が求めるドラマがあると考えた。特に自身が手掛けた"任侠映画路線"がマンネリ化し、その刷新が緊急の課題であったが、1972年7月に日本でも公開された『ゴッドファーザー』が大ヒットし、"マフィア映画ブーム"が到来すると、岡田はこのマフィア映画的世界観を邦画で再現できないかと思案していた。広島出身の岡田は広島抗争についてよく知っていて、前述の「ある勇気の記録」を過去に映画化しようとしたこともあった。岡田は『キネマ旬報』1972年9月号で「事実を避けて通らず、克明に描いたところに大衆を引きつける魅力がある。便乗企画といわれればそれまでだが、東映でも日本版マフィア映画を作るべきだ」と話しており、この岡田の指示により、企画を検討し、飯干晃一著「広島やくざ・流血20年の記録 仁義なき戦い」の映画化を決定した。
製作が最初に公表された『キネマ旬報』1972年9月号では「タイトルは『ゴッドブラザー』（仮題）、出演は高倉健、鶴田浩二、若山富三郎、菅原文太らに小林旭、渡哲也、高橋英樹らを加えたオールスター総出演で製作、来年正月の公開を予定している」と発表された。実録路線への転換は、即ち俊藤浩滋の推し進めてきた任侠映画の否定、及び終了を意味するが、全国直営館の館主も新しい路線の転換を支持した。岡田の側近・渡邊達人は岡田に不良性感度路線から善良性への転換を進言したが、岡田は実録路線へ舵を切る。岡田がいなければ、一連の「実録やくざ映画」は製作できなかった、と笠原和夫や高岩淡、日下部五朗ら、多くの関係者が話している。「仁義なき戦いシリーズ」のキャメラマン・吉田貞次は、「実録やくざ映画は岡田茂社長の考え方がすごく入ってる。大川博さんが生きていたら実録やくざ映画は生まれなかったでしょう。そこそこは、やったかもしれないけど、あんな極端には、やらせなかっただろうと思う」と述べている。梅宮辰夫は「『仁義なき戦い』は、商魂たくましい岡田社長が『ゴッドファーザー』が大ヒットしたから『アメリカがマフィアやったら、日本はヤクザや。ヤクザ映画やったら東映の十八番やないかい』と思いついたものです」などと述べている。当時はまだ広島抗争は燻っていて危険な状況だったが、岡田が強引に映画化を進めた。『仁義なき戦い』第一作は勿論大ヒットはしたが、一本だけでは伝説になり得なかった。映画界に"路線"という言葉を持ち込んだ岡田は、「映画は路線化しなければ単発で当てても儲からない」という考えを持っており、第一作の大ヒットで『仁義なき戦い』の続編や、同様の実録ヤクザ映画の製作を矢継ぎ早に指示し、時代劇を任侠路線に切り換えた時と同じように、時代に吹く風を敏感に嗅ぎ分け、時代に即応した路線転換を進めた。岡田は『月刊創』1977年5月号のインタビューで、任侠映画をスパッと切って、実録映画に転換した理由について「任侠映画がマンネリになったから止めたんではなく、観客が別の方向の映画に行くのを見極めただけ」と述べている。『月刊ビデオ&ミュージック』は「東映は"やくざ"から"実録"へ見事な路線の転換に成功した岡田イズムが強烈」と評価している。それまでの鶴田浩二・高倉健を軸としていたスターローテーションを若手中心に切り換えようとした岡田と俊藤の間には確執があり、『仁義なき戦い』が大ヒットしたことで、後ろに館主が付く岡田茂―高岩淡―日下部五朗のラインが強くなって、俊藤は二作目以降は本シリーズから外れる。俊藤は一作目の撮影の途中から顔を出さなくなったという。かように映画は虚実の被膜を越え、まさに製作者、関係者たちの『仁義なき戦い』をも作り出した。東映五代目社長・多田憲之は「社会情勢、観客の動向を見極めた上での実録映画製作という岡田の英断が社の窮地を救った」と評価している。
実際に東映と映画化の契約を結んだのは原作者の飯干で、美能は飯干から全く相談を受けなかった。しかし映画化にあたって契約はなくても、承認は必要だろうということで、最初に俊藤が美能の元を訪ねた。美能は「『週刊サンケイ』ですべて終わらせたい」と断ったため、もう俊藤は行かなかった。しかし高岩淡と京都撮影所の畑利明が再び訪ねてきて「どうしても映画にさせてくれ」と何日も泊まり込みで執拗に頼むので、美能は根負けして映画化を承知したという。
俊藤浩滋・藤純子・菅原文太・若山富三郎・鶴田浩二が対談したテレビ番組『すばらしき仲間』「任侠」（1982年10月24日放送）では、菅原が「京都へ撮影で行くとき、自身が週刊誌の表紙に初めてなった『週刊サンケイ』（1972年5月26日号）を東京駅の売店で喜んで買ったら、それに『仁義なき戦い』の連載第1回が載っていた。とても面白いので京都の岡田社長を尋ねて『これをやらせてくれ』と直談判したが、岡田は麻雀中で『そこ置いとけ』と、まともに相手してもらえなかった」と話した。この菅原の話に俊藤は「それは遅い。オレは東京に行くおり『週刊サンケイ』を買って『仁義なき戦い』を読んだら凄く面白くてもう抑えた」と話した。俊藤が『週刊サンケイ』の連載を見て「仁義なき戦い」を知ったということであれば、『週刊サンケイ』の連載開始は1972年（昭和47年）5月なので、俊藤が「仁義なき戦い」を知った時期がかなり遅い。菅原は2013年『週刊朝日』の林真理子との対談で、「『週刊サンケイ』を東京駅の売店で買った」までは『すばらしき仲間』での話と同じなのだが、その後、岡田社長ではなく、すぐに俊藤のところに行って原作を渡し「絶対読んで下さいと念を押し、翌日、俊藤が『あれ、おもしろいな』というので、菅原が『おもしろいじゃなくておれにやらせて下さい』と頼み、俊藤が日下部五朗をすぐに呼んで、日下部に『おい、この原作取らんかあ』と命じて、日下部が『わかりました』と言い、そこからスタートとした」「いろんな説が飛びかっていて、『俺がやった』というのが3人も4人もいるんだけど、本人が言うんだから間違いない」などと主張している。菅原が2014年11月に亡くなった際に『仁義なき戦い』が菅原の持ち込み企画のような報道が多数なされたが、前述の『すばらしき仲間』での、菅原と俊藤のやりとりでは、俊藤から"菅原からの映画化の話は聞いてない"と言われている上、31年も経って持ち込んだ相手も記憶がごちゃ混ぜになっており、菅原からの企画持ち込み説は誤りである。前述のように岡田社長は著書や立松和平とのインタビューで「『週刊サンケイ』の小野田政編集長が美能の獄中記を持ち込んできて、すぐ映画化を頼んだ」、矢村隆「週刊サンケイ」編集部次長（当時）は、飯干は美能の手記の入手（1971年暮）と同時に、日下部に相談したと証言しており、菅原が『週刊サンケイ』の連載を読んで会社に企画を持ち込んだという話は遅過ぎる。根本的に当初予定されていた主演は、岡田社長が当時盛んに東映引き抜きを画策していた渡哲也であり、代役の、それもまだ実績のない菅原が会社に企画を持ち込んだからといって映画化が決まるような題材ではないのではないかと思われる。菅原は先の『週刊朝日』の対談で他に「そのあと3日ぐらいして、東宝が映画化の権利を取りに行ったという話を聞いた。真実かどうか確認できないけど、一歩俺のほうが早かったんだ。東宝は佐藤允で『仁義なき戦い』をやろうとしてたらしいよ」「敵の撮影所でありながら彼とも知り合いで、彼がやったらそれはそれでおもしろかったろうね」などと話している。日下部は米原尚志とのインタビューで、飯干宅で『仁義なき戦い』の原稿を見たのだが、すぐ企画を進めた訳ではなく、「麻薬Gメンの話が潰れて『仁義なき戦い』の原稿のことを思い出した。そのときはすでに『週刊サンケイ』の連載が始まっていた」と証言している。これまで日下部が『週刊サンケイ』の連載よりも半年、或いは一年も前に飯干宅で美能の手記を見たというから、その後『仁義なき戦い』の企画を水面下で進めていたものと思い込んでいた、或いはそう書かれた文献が多いようであるが、先の日下部の証言通り、美能の手記を見ただけで企画を進めていなかったのならば、岡田ー日下部ラインで企画はスタートさせていたが、題材が題材だけに思うように進んでいなかったのかもしれない。
『仁義なき戦い』というタイトルを考えたのは『週刊サンケイ』編集部である。美能は「仁義なき戦いではない。わしは仁義を求めて生きてきた」と揉めたが、同誌・矢村隆編集部次長が「あなたはそうしたはずだが、ボタンの掛け違いが重なって結局は仁義がなくなったんじゃないか」と美能を説得したという。『仁義なき戦い』というタイトルでの映画化が決定した、と『週刊新潮』1972年8月5日号が報道した記事では、「『ゴッドファーザー』大当たり騒動記」という見出しで「東映が"和製ゴッドファーザー"をキャッチフレーズに『ゴッドファーザー』の便乗映画として山口組の田岡一雄をモデルとしてタイトルを『山口組三代目』としたかったが、実在の人物名を使っての映画化はやはり問題があるとして『仁義なき戦い』というタイトルに収まった、"和製ゴッドファーザー"を演じるのは鶴田浩二が最有力候補…さて、マーロン・ブランドのように、"落目の鶴田"がふたたび巻き返せるかどうか。ヘタにマネして"超暴力礼賛映画"になりはせぬか、今から心配である」などと書かれており、当初は田岡の自伝を先に製作する構想があったことが分かる。
1972年（昭和47年）5月に『週刊サンケイ』に連載が開始される。本連載は「ゴッドファーザー日本版」と銘打たれていた。同年9月に岡田社長がシナリオ作成を笠原和夫に指示。笠原にとっては気乗りしない仕事であったが、東映社員という身の上でもあり、やむなく受諾した。笠原の『ノート「仁義なき戦い」の三百日』によると、実在する登場人物や組関係者がどのように反応するか憶測もつかないため、笠原も映画化は実現不可能と二の足を踏んだが、岡田社長の強い指示で取材に着手。実際に美能に面会した結果、「呉での抗争事件だけならなんとかまとめられる」と引き受けた。
笠原は獄中手記を書いた美能幸三にも人を介して会いに行った。1968年の『人間魚雷 あゝ回天特別攻撃隊』で、江田島ロケをした際に、日下部がよく通った呉のスナックが美能も常連客でママが会う段取りをつけたくれた。最初の訪問は1972年9月30日。この前々日の9月28日に俊藤のツテを使い、当時共政会二代目会長だった服部武と会い事件のアウトラインを取材していた。当時の美能は8年の刑期を終え、出所してきたばかりで、映画に描かれたように二人の人間を殺めた人物。現役バリバリの殺気に笠原は縮み上がり、美能からずっと太ももを触られ続けられ、美能との邂逅は二重の意味で恐怖MAXで、1分が1時間にも感じたという。「映画なんか信用できん!」と美能の一言にその場を一目散に逃げ出した。ところが美能が追いかけて来て「せっかく来たのだから呉駅まで送ってやる」と言われ、道中の世間話で色々話をしているうち、戦中共に海軍の大竹海兵団にいたことが分かって美能は喜び自宅にまで招かれた。手記を書いただけに脚本家という仕事に興味を持ったようで「絶対に映画には使わない」という条件でたっぷり広島抗争の真実を聞くことが出来た。美能と酒を飲み交わし聞いた話が『仁義なき戦い』の〈核心〉であり、想像ではとても書けない奇妙なエピソードの数々と物語はここから出発する。別れ際、美能に「絶対に映画にしないんだな」と念を押されたので「しません!」と答え帰京、さっそく脚本に取りかかった。日下部が「美能さん、あなた、恨みを晴らすために書いたんでしょう。じゃあ、とことんやりましょう！映画ならもっと効果があがりますよ」などとけしかけ、高岩淡の度重なる懐柔交渉により、美能はようやく映画化を承諾した。美能から言わせれば、笠原と日下部が初めて訪ねてきたときは、二人をどこかの〈組〉の者ではないかと疑ったという。笠原の脚本第一稿は1972年11月11日に完成。
映画が製作された1970年代の始めは広島抗争はまだ燻っており、いささか危険な状況下にあった。東映宣伝部の福永邦昭は、宣伝も徹底的に〈実録〉で押し通そうと第一作の製作が決定するとすぐに広島入りしたが、現地は燻り続けるヤクザ抗争にピリピリで、地元マスコミも「暴力追放キャンペーン」の真っ最中で映画どころではない状況だったと証言している。この題材は過去にも東映をはじめ各社が映画化に取り掛かっては頓挫する、という折り紙付きの難物であった。このため当初は広島ヤクザをあまり刺激しないよう当事者には取材せず、短期間の撮影で正月第二週あたりの併映作（添え物）、ノン・スター、1時間10分程度の白黒作品で制作する予定であった。それが普通サイズのカラー作品での制作という事に変わり、東映内部でも後難を恐れ映画化に消極的な声があった中、広島出身の岡田社長のみが一人やる気満々で実現に至った。日下部は広島出身の岡田社長の人脈をフルに使いながら、映画化実現に向けて関係者の説得に当たった。
また俊藤は、広島の組織関係者との橋渡しとしてゼネラルマネージャーに就いた。共政会サイドや“ボンノ”こと菅谷政雄の舎弟・波谷守之などと調整し筋を通す役割を果たす。映画化実現に於いて、諸問題をクリアーしてくれたのは波谷であった。波谷が呉の暴力団と話を付けたから、映画が製作できたともいわれる。波谷は「美能にもし危害を加えるヤツがいたら、オレが相手になる」と言っていたという。深作欣二の監督起用について菅原は、従来とは違うものにしたいと俊藤に「『現代やくざ 人斬り与太』『人斬り与太 狂犬三兄弟』を見ましたか？」と聞いたら「見てない」というので、「見てください」と頼み、何日か経って「オモシロイなぁ」と言うから深作の監督起用が決まった、菅原は「その時以外には誰を監督になんていったことがないんだ」などと話している。深作は10月半ば、『人斬り与太 狂犬三兄弟』の編集中に俊藤から京撮で製作するやくざ映画の監督をする気があるか打診され、 俊藤「つぎに何か決まっているのか」 深作「いや、決まっていません」 俊藤「知ってるかな、『週刊サンケイ』に『仁義なき戦い』というのが連載されてるの」 深作「はい読んでますよ。あれは面白いですねえ」 俊藤「京都でやろうと思ってるんだ。やる気があるか」 深作「そりゃまあ、京都はまだ行ったことがないけれど、私で良かったらやらしてください」というやりとりがなされた。しかし、笠原が「あいつはシナリオをいじりまくる」と難色を示し、笠原と岡田社長は共に京撮の若手エース監督・中島貞夫を推していて、中島は内々の監督の打診を受けていた。俊藤が深作の起用を強引にすすめ、深作も笠原に電話し、脚本には一切、手を入れないことを約束し、最終的には岡田社長が笠原の説得にあたり深作起用が決定した。日下部プロデューサーは「深作さんが脚本に文句をつけたら、中島さんか誰か知らんけど、違った『仁義』になっていたのは確か」と述べている。深作の起用の決定はスタッフも決まった後でギリギリ。顔合わせをしたのは撮影開始3日前で、ディスカッションも何もする暇がないまま、ぶっつけで撮影に入った。深作は当時一般にはあまり知られておらず、"映研派"監督などといわれ、大学生の間では熱狂的に人気があったが、自分の撮りたいものを撮るという姿勢を崩さなかったため、撮っちゃ干され、撮っちゃ干されの時期が長く続いていた。菅原は「俊藤に深作を推薦したのは自分」「深作と一緒に撮った映画を俊藤に見せたら、おもしろいやないか。あれで行こう、と深作に決まった」と話している。深作は「正統任侠路線にようやく疲労が見えて、それに代わるものとして実録路線を打ち出すから、会社がこれを撮ってくれとゆうことになった」と述べている。深作自身は当時日本で最も評判の悪かったスタジオである京撮に対して幾許かの先入観があったとされるが現場に入ってからは深作組の名の下、縦横無尽の活躍を見せる。
第一部は当初、原作でも前半部でページの大部が割かれた佐々木哲彦（劇中では坂井鉄也）に焦点を当てた作品になる予定だった。映画の華になるこの坂井役は当時、岡田社長が東映引き抜きを画策していた渡哲也を、日下部プロデューサーも当初、東映主演第1作と考えていた。松方弘樹も候補にあがっていた。しかし渡は熱海で病気療養中の身で「1年くらいかかる」と断わられたため、以前から出演を希望していた菅原に主演が決まった。菅原は本作の映画化を聞く前から『週刊サンケイ』の連載を読み、その魅力に圧倒され、東映に「映画化するなら俺を出せ」と言っていたという。このため渡の東映出演は『仁義の墓場』まで延期となっている。シリーズ化を考えた東映によって急遽、美能を主人公のモデルにさしかえた。坂井役を得た松方弘樹は、任侠路線では社内では生かされる場所がなく、レンタルされていた大映から1971年に東映に復帰はしたものの適役に恵まれず。松方にとっては大役での大抜擢であった。
山守義雄のモデルとなった山村辰雄はそぎ落としたような顔をしてるため、深作は少し顔も似て重厚な演技をする三國連太郎を推したが、「三國は暗すぎてだめや」「三國では客が入らん!」「三國の広島弁は考えられない。広島弁の明るさがでなければだめだ」などと岡田社長が譲らず、岡田の"ツルの一声"で、金子信雄が抜擢された。深作がなお三國でと固執するので「お前降りろ、もういいよ」というところまでいったという。金子の好演が絶賛されたこともあり、岡田は鼻高々で『仁義なき戦い 頂上作戦』の大ヒット後、マスメディアに「オレの目に狂いはなかったろう。三国が出るとどうも当たらない。あの男は上手いけど疫病俳優」などと吹いた。金子はインタビューで「深作さんは三國をある場所に待たせていたらしいんだ。深作さんが行ったら岡田社長がそこにいてぼくに代えてしまったんだ」と述べている。金子は山村辰雄には会ってないと話しており、「山村さんは当時会える状況になく、飯干さんしか会ってないのではないか」と述べている。なぜ金子が選ばれたかについては、これまであまり語られたことがないが、岡田が著書で「金子は岡山の出身だから広島弁もいける」と述べており、金子は東京の出身で岡山とは縁がなく、岡田の勘違いで抜擢されたのか、或いは金子が岡山出身と言っていたのか不明である。また、金子がクランクイン直前に病気で倒れ出演が危ぶまれ、代役に西村晃が候補に挙がった。しかし話を耳にした金子が病床から這い出てきて「この役を降ろされたら生きていけない。死んでもやるからやらせてくれ！」と出演を熱望したため、西村の代役話は流れた。深作は初めのうちは、金子の親分役に「こういう親分って本当にいるのかいな」という不安がたえず付きまとっていて「三國さんの方がいいんじゃないかな」と思っていたという。笠原も「金子の芝居は相当のデフォルメ、やりすぎだ」と試写で見て「あんなアホな親分いませんよ。あんな親分に子分がつくはずないじゃないか」と言ったら、岡田がノッて「あれは絶対におもしろい」と言って結局その後も、ずっとあれで押し通されてしまったと述べている。金子の怪演なくして本作は語れない。金子の山守親分は「『仁義』の陰の主役」、「日本映画史上最高の悪役」と評価する向きもある。その他『代理戦争』で川谷拓三を世に出した西条勝治役は、最初荒木一郎が予定されていたが「広島ロケが恐い」という理由で降板したため、山城新伍、渡瀬恒彦、成田三樹夫3人の「拓ぼん出してやってくれ」と強い推しで、川谷の大抜擢となった。川谷の引きの画の一部は別の俳優だという。映画のポスターに初めて名前が載った川谷は「今、ここで死んでもええわ」と名言を吐き、生涯、そのポスターを大事にした。この抜擢は川谷だけでなく、大部屋俳優が集まった「ピラニア軍団」をも注目されるきっかけとなった。後年評価がうなぎ登りに上がったため、多くの役者から「出たかった」と言わしめたが、内容が内容だけにリアルタイムでは、俳優側から見れば積極的に出演したかったかは微妙ではという見方もある。

### シリーズ化へ
初日の幕が上がると、記録的大ヒット。全国的な大ヒットでロングランが決定（二週間→三週間）、配収5億円は確実と見られ、第一作の撮影中1972年12月にシリーズ化が決定され、続編はゴールデンウィーク公開が有力視された。深作は「2話目の話を僕が聞いたのは、1話目がクランクアップして仕上げをしている最中でした」と述べている。『シナリオ』で「邦画往来」を連載していた佐藤忠男は同誌1973年4月号で「『仁義なき戦い』は完全に『バラキ』を抜いた」と称賛した。岡田に呼び出された笠原は「第二部で、何をやりますかね」と聞くと岡田は「広島事件!」と即答。笠原「冗談じゃないですよ、まだ広島じゃ山口組と揉めてるし、原作もまだ完成してないし、第一、複雑怪奇で作りようがないですよ、あれ」 岡田「お前ね、そこを考えるのがライターじゃないの」 笠原「広島事件はまあ待って下さい、もっと面白くなりそうなのがあるから」と、何とか山口組から逃げた。笠原は「広島事件を描くと当然神戸の山口組が登場することになり、かなり慎重な配慮と手続きをしなければ」と苦悶。その結果、第一次広島抗争を実際の時代設定より後にずらし、原作でチラッと出てくる24歳で自決する殺し屋山上光治（演者・北大路欣也）を軸に脚本を書いたのが第二部『仁義なき戦い 広島死闘篇』となる。結局、二作目も大ヒットして、東映は「私がいやだいやだと逃げ回っている広島事件をとうとうやれと言い出した」という笠原を説得、本人も開き直った。後日、笠原が小林信彦に語ったところでは、代理戦争における合田一家（劇中では豊田会：笠原は合田一家の東進が広島戦争の原因としている）の評価も難しかったという。
前述のように当初の予定では佐々木哲彦（劇中では坂井鉄也）を主人公にし、この役を菅原文太にあて一作だけで終える予定だったが、シリーズ化を考えた東映によって急遽、美能を主人公モデルにさしかえた。元々、一作で終わらせようとしたのは俊藤で、これがシリーズ化されるようなことがあると鶴田浩二や高倉健など、俊藤が抱えている役者が使えないためである。さらに今まで大人しかった大部屋俳優も表に出始め都合が悪い。第二部は菅原の出番が少ないことは笠原は菅原から了解を得ていたが、1週間たったら菅原が「出番が少ないなら出られない」などと言い出した。菅原も俊藤の息がかかっていたからである。大喧嘩となって笠原は菅原に「お前、表に出てやるか！」と言うと「そっちがやる気なら、やってもいいです」と菅原は言うので、笠原は「ふざけるんじゃない。俺がガラスの瓶、パンと割ってお前の顔を傷つけたら、もう役者としてやっていけないんだぞ。それでもやる気があるのか！」と言うと、深作が間に入ってその場は収まり、二部以降は菅原なしでやると決まっていた。そうしたら菅原が「出させていただきたい」と侘びを入れ続投となった。菅原はこれを機に俊藤と別れたというが、菅原のいないシリーズになっていた可能性もあったわけである。
第一部の大ヒットで、1973年3月にシリーズを四部作にすることが決定した。決死の取材で広島事件をまとめて、第四部『仁義なき戦い 頂上作戦』と合わせて物語を終結させ笠原もようやく安堵した。ところが、笠原が岡田と深作、日下部の四人で夜の京都に繰り出したおり、四条大橋の上で岡田が笠原の肩に手を掛け「お前なァ、悪いけど『仁義なき戦い』をもう一本書いてくれないか」と囁いた。笠原は「あれはもう文太と旭の別れも書いて、二人とも刑務所に入れたし、もう書きようがない」と断った。バーに入って岡田に聞こえないように笠原が深作に相談すると、深作は「笠原さんがホン書くならやるよ」と言う。笠原は「よし。なんぼなんでもギャラが安すぎるから（一本120万円だった）ギャラを上げるなら受けることにしよう。おれが交渉するから、それまでお前は引き受けるな」「わかった。おれのぶんの交渉もよろしくな」と深作と打ち合わせをしていたが、正月に東映本社に挨拶に行った深作は、岡田から「今年はまず第五部だな、君、頼むよ」「はいっ」と二つ返事で引き受けてしまった。第五部『仁義なき戦い 完結篇』以降、笠原が脚本を降り、深作が監督を続けたのはこうした経緯から。『完結篇』以降もさらに三本が製作されたのは勿論、岡田の指令によるもの。

### シリーズ各作品
深作オリジナル五部作
- 仁義なき戦い（1973年1月13日公開）
- 仁義なき戦い 広島死闘篇（1973年4月28日公開）
- 仁義なき戦い 代理戦争（1973年9月25日公開）
- 仁義なき戦い 頂上作戦（1974年1月15日公開）
- 仁義なき戦い 完結篇（1974年6月29日公開）

深作新シリーズ
- 新仁義なき戦い（1974年12月28日公開）舞台：呉市
- 新仁義なき戦い 組長の首（1975年11月1日公開）舞台：北九州市
- 新仁義なき戦い 組長最後の日（1976年4月24日公開）舞台：北九州市・大阪

他監督作品
- その後の仁義なき戦い（1979年5月26日公開）工藤栄一監督　舞台：大阪・北九州市
- 新・仁義なき戦い。（2000年11月25日公開）阪本順治監督　舞台：大阪
- 新・仁義なき戦い/謀殺（2003年2月15日公開）橋本一監督　舞台：大阪・名古屋

### 製作

#### 脚本
初めて聞かされる専門用語がふんだんに登場するなど、暴力団の内情をうかがわせた脚本は、笠原和夫が綿密な取材を重ね膨大な資料を集めた成果である。笠原は飯干以上に深くヤクザの懐に入り込み、丹念に生の声を拾い集め、多くの新しい題材を作品に具現化させた。ただ実録と銘打っても、そこは商業映画であるため、演出、デフォルメなどが施されているが、笠原の取材によって、原作以上に実録に肉薄しているのが映画『仁義なき戦い』といえる。2002年に笠原和夫・絓秀実との共著『昭和の劇－映画脚本家・笠原和夫』を刊行した荒井晴彦は「笠原さんがホンを書いた『博奕打ち 総長賭博』（1968年）は名作って言われているけど、岡田茂社長に『芸術みたいなんもん作りゃあがって。芸術じゃぁ客は入らんど！」と広島弁でどやされて、嘘っぱちの任侠物が書けなくなってきたと思う。あのへんから『仁義なき戦い』につながる感覚があったかなと思うけど」などと述べている。「仁義なき戦いシリーズ」は日本映画史上、いまだかつてなかった脚本家の存在と功績がクローズアップされたシリーズとなった。『仁義なき戦い 完結篇』で脚本が笠原から高田宏治に代わったことでその比較が大きく取り上げられた。高田は「つねに"曇天商売"の脚本家が、これほど注目されたのは前代未聞や、と嬉しかった」「皮肉でなくそう思った」などと述べている。笠原和夫との比較、"笠原信者"からの批判はこの後も容赦なく続いたという。また当時の東映では異端的存在にあった深作の監督起用により、結果として日本映画最高の群集劇が誕生した。演技人も日本映画の衰勢によって日活、大映などの俳優たちの参加を可能にし、偶然の産物だがキャスティングの変更さえも、その奇跡の要因に数え上げられる。それは "血風ヤクザオペラ" とも称された。
笠原は東京日本橋の出身だが、終戦間際の5月から海軍幹部候補生として3カ月の広島滞在歴があり、広島県西端にあった海軍大竹海兵団（呉海兵団第二海兵団）に所属した。ここで基礎訓練期間を終えた後、軍用列車で同県呉市広駅で降り、賀茂郡黒瀬町山間部の対空警備隊に配属され、広島原爆のキノコ雲も当地で見た。終戦により山陽本線の西条駅から帰京したが、呉は本作の主要舞台であり、呉市広は第一部で梅宮辰夫が演じた大西政寛が本拠を置いた街でもあり、西条は岡田茂の故郷でもあるため、本作と笠原は奇妙な縁があった。前述したように笠原は美能が同じ大竹海兵団にいたことで、意気投合して一夜を飲み明かし「仁義なき戦い」の裏ネタのほとんどを仕込めた。仮に笠原が東京で志願して横須賀海兵団に入っていたら、或いは長岡から舞鶴海兵団に入っていたら、本作はかなり違った内容になっていた可能性が高い。笠原自身「それが27年後に思いもよらぬ幸運をもたらしてくれた。『仁義なき戦い』シリーズで、私は監督の力量にも恵まれて少しばかりの成功を得たけれども、その成功はこんなにも不確かな運命の転変と偶然の上に乗っかっているものなのだ。なんともこわいことだ、と思わずにいられない」と話していた。笠原は数ヶ月の広島滞在があるが広島弁はあまり知らなかった。綿密な取材を重ね膨大な資料を集め、広島弁も研究し広島弁の辞書まで作っていたと噂された が、広島弁独特の語感は文字の上からだけでは捉えられない。そこで思い当たったのが、自身の苦心作を脚本の本読み席上でクソミソにコキ下ろした岡田茂の語調だった。あの時、この時の岡田のニクたらしい言葉の数々と岡田の面貌を併せて思い起こしていると、菅原文太や金子信雄のセリフが生き生きと回転し始めた。それは昔の仇を取ったような溜飲が下がる思いがしたという。第一部巻頭の闇市で、進駐軍の米兵が女性に乱暴するシーンがあるが、アメリカでは戦後の一つの神話として“日本の進駐軍の米兵はいたってジェントルマンで、女性を尊敬した"ということになっており、こうした米兵の乱暴な行動を露骨に描いた作品は殆ど無いという。リンダ・ホーグランド監督は、上記理由で2010年公開の映画『ANPO』の劇中でこのシーンを使用している。
脚本執筆にあたり笠原は、広島抗争の取材を重ねて材料は充分に整ったが、その料理法に行き詰まった。後に笠原は『ゴッドファーザー』からの影響を否定し、「『ゴッドファーザー』みたいに作ってくれ」と言われたが、『ゴッドファーザー』の方は一家の愛とか結束というのが主題で、『仁義なき戦い』の原作を読んでみたら、人間の裏切りやなにかでバラバラになる話ですから、まるっきり『ゴッドファーザー』になんて、ならんわけですよ」と話した。エネルギッシュで生々しく、残酷でいてなにか浮世ばなれしたズッコケたヤクザ・ワールドの人間葛藤図は、それまでの任侠映画のパターンに収まりきらず、といって他に模すべき映画は見当たらず、『ゴッドファーザー』や『バラキ』といったマフィア物も見たが参考にならなかった。『仁義なき戦い』は戦後日本の風土のなかで描いてこそ活きる素材だったからである。1936年のフランス映画『我等の仲間』も参考にしたが、多大な影響を受けたのは、1972年の神代辰巳脚本・監督の日活『一条さゆり 濡れた欲情』だと言う。八方塞がりの時、たまたま入った映画館で観たのが『一条さゆり 濡れた欲情』で、一条さゆり、白川和子、伊佐山ひろ子の三女優の裸身が、文字通り組んずほぐれつ、剥き出し性本能をぶつけ会う1時間余りの映像は、この上なく猥雑で、従順で、固唾を呑む暇もないほど迫力があった。これからの映画はこうでなければならないと信じ、この手法を持ってすれば『仁義なき戦い』の材料は捌けると強い自信をも抱いた。笠原が今日のような名声を得る切っ掛けとなったのが『仁義なき戦い』がヒットした後、『キネマ旬報誌』で二回に分けて掲載された田山力哉とのロング・インタビューであった。それまで笠原は、ヤクザ映画の脚本家というレッテルを貼られて良識あるジャーナリズムからはまったく無視されてきた。田山を「私をマスコミの表側に押し出してくれた恩人」と笠原は述べていたが、田山は笠原を"非エリート"と名付けてその後は、「非エリート、たまには銀座で飲ませろ」などと"非エリート"呼ばわりがしつこく非常に頭にきたと著書で述べている。
深作は「何でこのような、アナーキーな活気を込めたユニークな映画ができたのですか?」という白井佳夫の質問に対して「実録的なドラマの力であって、これは人間を創造したというより、現実をリアルに活写した映画、というべきでしょう」と語っており、五部作の抗争の構図の大枠については、ほぼ事実に則している。膨大な資料・データを蒐集した笠原が、「事実」「実録」を元に、全体の構図は保ちつつ加工・アレンジ、デフォルメを加えて集約させたフィクションである。登場人物については、実在の人物のキャラクターに別の人物の要素を混入させているケースもある。例えば成田三樹夫扮する「松永弘」は、三名の実在人物から合成されたキャラクター。アクションシーンについては、単なる殺人シーンの羅列にならないよう、実際に起こった事件を別のシーンに起用して、映画にメリハリをつける計算が行われている。一作目で指を詰めて指がニワトリ小屋まで飛んでいった話は、笠原が美能と初めて会った夜に美能から聞いた実話であるが、川谷拓三扮するチンピラが『広島死闘篇』で大友組による無人島で受ける拷問、『代理戦争』で指詰めだけでは足らないと手首から切り落とす話は、実際は別の組で行われた実話。この他、ユーモアシーンのエピソードとしては、『代理戦争』で登場するプロレスラーに広能が「あとで"ミス広島"を抱かせちゃる」と言うシーンがあるが、このセリフは実際に山村辰雄が田岡一雄に公約したものという。プロレスラーのモデルは力道山だが、映画では試合後、キャバレーでブスをあてがわれて怒り暴れるが、実際に行われた広島での試合は広島県警の大動員によって大きな混乱はなく、力道山はすぐに次の興行地へ移動したという。このようにモデル人物、モデルになった事件と、映画シーン、登場人物の照合は、必ずしも厳密ではない。笠原は「獄中で七年間、遺書のつもりで書き続けたという美能氏の怨念の重さを思うと、その手記を絵空事にすりかえてドラマだテーマだと言っていることが大層虚しく思われてきてならない。美能氏がよく我慢して下さったものだと感謝するのみである」と述べている。2003年1月16日に築地本願寺で行われた深作欣二の葬儀・告別式で、岡田茂は「私はシナリオで譲らない深作君とよくけんかをした。君がホンを一切直さなかったのは『仁義』の時だけだった」と弔辞を読んだ。これは生前、世に認められることの少なかった脚本家への最大の賛辞といえた。
1973年4月28日、ゴールデンウィーク初日に封切られた第二弾『仁義なき戦い 広島死闘篇』は、都内の各映画館はドアが閉め切れず、半開きのまま。あふれた観客はロビーのテレビで競馬を見ながら入れ替えを待った。翌日の日刊スポーツは「かつての昭和三十三年当時の映画全盛時代を思わせる」と書いた。続く『仁義なき戦い 代理戦争』、『仁義なき戦い 頂上作戦』も大ヒットして、1973年第47回キネマ旬報ベスト・テンで「読者選出日本映画監督賞」が深作欣二に、脚本賞が笠原和夫に、男優賞が菅原文太に与えられた。東映京都首脳陣は快哉し、この年の暮れ、京撮の食堂に「仁義なき戦いシリーズ」が獲得したキネ旬、新聞各紙の賞の一覧を掲示した。入社以来「京都では当たる映画が名作や、東撮みたいなベストテンに入るもん作ったらクビやで」と言われ続けてきた高田宏治は、この東映首脳の豹変ぶりに唖然としたという。撮影は大半京都で行われたが、舞台が広島、神戸であったため出演者には演技の上で方言が必須になるが、習得にあたっては困難を極め、ノイローゼになる者が続出した。笠原も『頂上作戦』を書く頃には、セリフが広島弁でないと一行も書けないという慢性標準語喪失症に陥ったという。
東映に新たなドル箱路線をもたらしたにも関わらず、笠原は当時東映の社員だったため、1本の脚本料は全て120万円で、手掛けた4本しめて480万円。プラス4本込みの大入り料として50万円が笠原に進呈された。これが笠原の1973年の全収入で、笠原は『キネマ旬報』1974年3月下旬号で「仁義なき戦い白書」というタイトルでこれを告発した。スタッフとして参加した者のほとんどが一財産作ったといわれる『ゴッドファーザー』には比ぶべくもないが、「当時の一般レベル以下の低賃金で働く現場労働者を東映のトップはどう考えているのか」とヒサクニヒコは『報知新聞』誌上で批判した。笠原は「東映のみの話ではない。『日本沈没』のヒットで浮かれるなかれ。このままでは『日本映画沈没』の方がはるかに確実で早い」と書いた。
第五部『仁義なき戦い 完結篇』以降、笠原が脚本を降り、笠原から脚本をバトンタッチされた高田宏治は「巻き物みたいな膨大な資料を預かってね。あの資料を全て映画にしたら半日はかかる」「この人は素晴らしい人だと思いましたね。ふつう、自分が書いたものをなかなか後輩に渡さないですよ。この人は侍だと思ったね」 などと述べている。高田も美能に何度も会ったが、美能は4作目までに対して、山守（山村辰雄）が憎めないキャラに扱われ過ぎる点が「気に入らない。次は俺が脚本を書く」と言っていたという。

#### 製作発表
1972年11月21日、東映本社で製作発表会見があり、片山清東映企画製作部長、池田静雄宣伝部長、飯干晃一、深作欣二監督、菅原文太、松方弘樹の6人が出席した。この席で、監督深作欣二、脚本笠原和夫、主演菅原文太、梅宮辰夫、松方弘樹、千葉真一、渡瀬恒彦、長門裕之、待田京介の他、藤浩子、中村英子ら、新人などを含めオール・スター総出演で11月27日クランクイン、12月28日初号完成、1973年1月13日、正月第二弾として公開、上映時間1時間40分、と発表された。同時に「『仁義なき戦い』を実録シリーズ第一弾とし、従来の任侠映画的なヤクザを美化したものではなく、実録の持つ迫力をドキュメンタリー・タッチのドラマとして、ヤクザの裏面を衝撃的に描く」と発表された。

#### 撮影（ロケ地）
ドキュメンタルタッチで撮影したいという構想が最初からあり、《実録》を謳っていただけに、広島ロケをやるとマスメディアにも報道されていた。実際にカメラの吉田貞次らが広島にロケハンに訪れたが、現地では劇化を拒否する空気が一部の層にあり、仕方なく瀬戸内海を渡り、愛媛県松山市でもロケハンを行った。1952年に大映が『弾痕の街』という映画で広島ロケをやろうとロケハンをやったが、スタッフにヤクザが暴行を加え、広島ロケが流れたこともある。他の撮影候補地も視野に入れ、万一の場合は、広島で刺激・挑発を避けながらの難渋な撮影の強行も覚悟していた。深作監督が1972年秋、初めて京都撮影所入りした時には既に脚本は完成しており、《実録》を謳うだけに深作もオール広島ロケを密かに企てていた。ところが深作の出鼻をくじくように渡邊達人京都撮影所企画部長は「広島ロケは絶対に無理だからね」とニベもなく言い放った。渡邊は「市当局、警察、新聞社、市民団体等が、こぞって平和都市ヒロシマのイメージ作りに懸命になっている。こんな物騒な映画化を黙視するはずがない」などと説明した。深作は腹を括った。「こうなりゃ全部京都で撮ってやろうじゃないか」。「折しも戦後30年、ようやく灰塵の中から復興し始めた各地方都市は、繁華街の中に一歩踏み込めば、何処とも分からぬ無個性ぶりで、京都の雑居ビル群と原爆被災都市ヒロシマの繁華街のそれと比べて、観客がその違いに気付く筈はない」と閃いた。さっそく京都撮影所から徒歩3分の太秦大映通りに問い合わせたら、白昼ドンパチの現代ヤクザ映画の主舞台だというのに大した難色を示さずに協力を約束してくれた。結局、ほぼ大映通りを中心に撮影が行われた。そこは川谷拓三たち、京都撮影所生え抜きの大部屋俳優たちにとっては、現実に生きている生活空間。水を得た魚のように新鮮でリアルなアクションを見せた。
『仁義なき戦い』のロケ地は『仁義なき戦い 浪漫アルバム』を始め、雑誌や書籍で何度か取材が行われている。第一部の終盤、松方弘樹演じる坂井鉄也がチンピラ数名に射殺されるオモチャ屋は、大映通りで1996年にはブティック「エル」になっていた。このオモチャ屋に、当時は日本ではまだ知られてなかったはずのパンダのぬいぐるみがいるのは、京撮が初めてだった深作に対する京撮スタッフのいやがらせだったという説がある。広能と別れ、車から坂井が降りて歩く細い路地は大阪通天閣近く。ブティック「エル」から200メートル先に第一部で広能が土居組長を射殺したシーンで使われた海渡組設定の屋敷があり、東映の脚本家がカンヅメにされて数多の脚本を書かされた元旅館「岩佐」。ズブ濡れの広能が逃げる土居に執拗に銃弾を撃ち込む壮絶なシーンもこの前の道で行われた。このシーンで少し映る京福嵐山線の踏切と交わる辺りに倉庫があり、ここで『広島死闘篇』のラスト、北大路欣也扮する山中正治の自決シーンが撮影された。『代理戦争』で渡瀬恒彦が自動車に引きずられるのも大映通り商店街で、打本組の玄関にも使われた。第一部のラスト、坂井の葬式のシーンが撮影されたのは寺町今出川通の阿弥陀寺。
第一部の初号試写の日、エイドマークが消えると同時に、渡邊達人企画部長が深作の肩を叩き「映画史に残る作品ができたね。おめでとう」と言った。ただのお世辞とその時は聞き流したが、三週間後、封切当日、満員の活況に湧き返る映画館の中で、深作はひそかに、お世話になった大映通り商店街に人びとに手を合わせた。
『代理戦争』の冒頭、杉原文雄こと鈴木康弘が奈辺悟に射殺されるシーンは新京極のアーケード街。『代理戦争』で渡瀬が、『完結篇』では桜木健一が射殺されたのは四条大宮駅近くの大宮東映（建て替え）。『新仁義なき戦い』で若山富三郎が瀕死状態でフラフラになって歩くのも同館前。『完結篇』での印象的な天政会本部として使用された建物は、五条大橋の袂にあり、1998年にはバイクショップ「ドリーム・ロード」となっていた。その後、ブティックとして使用され、2011年は空き物件となっていた。『完結篇』のオープニングクレジットで天政会軍団がデモ行進するシーンは堀川通で撮影された。

#### 撮影
撮影の吉田貞次は、満映時代にニュース映像などを撮っていた人で、何度か登場する実際の商店街（主に大映通り）でのドンパチのシーンは「ニュース方式」、所謂「ゲリラ撮影」で行われた。他の場所で何度もリハーサルを重ねて、それを現場に持っていき、役者・スタッフとも映画人のような格好はしないで、カメラも隠し、一斉にアクションをかけ、それをカメラがニュースのようにつかまえていく。役者もどこにカメラがあるか分からないから、初めからおしまいまで本気でやる。ときには役者とカメラがぶつかることもあった。カメラは手持ちの小さい物で、アクションに紛れるとカメラがあるかどうかはわからない。現実の商店街でこれが急に始まるので、通行人も本物のドンパチと信じ込み、怯えたり狼狽えたりする通行人の芝居でないリアクションが撮れた。当然110番通報される場合もあり警察に絞られることもあった。第一部で三上真一郎扮する新開宇市が駅のホームで刺殺されるシーンは京都駅でのゲリラ撮影。本来は許可を取ってやらないといけないが、許可が出るわけないので内緒で撮影し、助監督が捕まってさんざん油を絞られている間に他の者は逃げたという。
ドキュメントタッチになった理由として、『代理戦争』と『頂上作戦』の助監督をつとめた土橋亨は「ミッチェル・ズームというのはこの映画が初めてだったし、成功した要因だろうね。それだとシンクロ（同時録音）できるからね。アフレコだったら広島弁のやりとりが噛んでいくあの感じ、絶対出ないんですよね。アフレコだとどうしてもスターティックになるから」などと証言している。
第一部の撮影が終わり、編集段階になって深作が「この映画のラストカットが欲しい。広島に行ってそういうカット撮ってきてくれ」といわれ、吉田と撮影スタッフだけで日帰りで広島に行き、撮影したのがシリーズ中、繰り返し出てくる原爆ドームの映像。原爆ドーム前にホテル（「広島の宿 相生」と思われる）があって許可をもらってそこから撮影したという。また第一部で土居組との抗争がエスカレートし、今後どうするか山守組幹部が山守宅に集まり、山守夫妻を囲んで話し合うシーンで、広能と若杉が「ここにおるもん（幹部）で今から土居組に殴り込みかけちゃろう」と号令をかけ、新開が「ここんとこ体の調子が悪うて働けるかどうか」、矢野が「ワシャ、他にも手があると思う」、槇原が「ワシャ死ぬゆうて問題じゃないが女房の腹に子がおって、これからのこと思うと可哀そうで、可哀そうで」などと、行きたくない言い訳を繰り返すが、これらは、それまでの任侠映画では決してお目にかかれなかったシーンであった。
深作は『深夜作業組』の略という逸話で知られるほど、撮影が長いことで有名であったが、このシーンは、向こうの人物とこっちの人物のフォーカスが上手く合わず「リテイク」「リテイク」の連続で撮影に8時間を要したという。松方弘樹は「1シーン平均で、テスト30回はやっていた」と証言している。本作の出演者はアフレコのヘタな人ばかりで、さらに慣れない広島弁。深作がOKを出しても、横にいた方言指導の人が「ここが違う、ここがこう」などと言い出すから、またやるの繰り返しで気が狂いそうになったと深作は話している。

#### 美術
劇中、道具（武器、凶器）として数々の銃器が登場するが、これは舞台の広島が、米軍岩国基地から近いことから容易に入手が可能だったためである。これらの大半は、不良米兵が金に困って、基地の軍用ピストルを盗み出したり、私物のピストルを持ち出して横流したもの。朝鮮戦争の傷痍軍人たちが次々岩国に搬送され、広島市内では当時、日本一安い値段で拳銃が売買されていたといわれる。舞台となった広島・呉は、劇中でも触れられるが海軍の隠匿物資を目指し、全国からワルが集まるアウトロー天国だった。劇中のヤクザファッションであるが、当時のヤクザの写真を参考に取り寄せたが、格好良すぎて戦後色もないし地方色もない。深作は「こりゃ駄目だ。何ともいえない呉の臭いが欲しいんだ。広島の臭いが。これ広島に見えない」と大阪をロケハンして歩いていると通天閣の下に出た。するとそこにダボシャツ、ステテコ、ニッカポッカ、そのうえ紫の腹巻きの人がいた。「あれだ。あれでないと広島弁が似合わない」と「広島では絶対こんなことない」と反対する衣装部を押し切り採用した。撮影が半分進んだ頃、美能が現場に来たので、ラッシュを見せたら「俺たち、あんな野暮な格好してなかったぜ、酷いじゃないか」とクレームを付けたという。深作はファッションについては大嘘と話している。

#### 登場人物
第二部『仁義なき戦い 広島死闘篇』で千葉真一が演じた大友勝利は、シリーズ中1, 2を争う名キャラクターとして人気が高い。千葉自身も忘れられない役柄として挙げており、後のやくざ映画でも「仁義なき戦いの千葉真一さんがやった大友勝利のような」と影響を与え続け、ヤクザ役のひな型となっている。この役は当初北大路欣也が演じて、北大路の演じた山中正治を千葉が演じることになっていたことでも有名だが、実際山中のセリフは全て覚えていたにもかかわらず、北大路が山中役を切望したこともあって、深作から急に「大友やれ」と言われ役を交換した。しかし当時の千葉はブロマイドの売上げが4年連続No.1であり、台本には「オメコの汁でメシ食うとるんど」などの過激なセリフもあり、とても悩みながら「これまで良いと思ったものを全て捨てる」という姿勢で、サングラスを常時掛けて眼を隠し、唇を裏返しにして糊付けするなど、役柄にふさわしい演技・扮装を工夫した。金玉を掻くシーンでは深作から「やれ！」と強制されて行った後に、勢い余って臭いを嗅いだら「やりすぎ」と言われた。映画の後半に「山中に銃口を向けられるシーンでは、慌てふためきダンボールで自分の顔を隠すように掲げる」という台本にないアドリブをやった。「相手に自分の顔が見えると撃たれてしまう」と人間のとった、とっさのバカげた行動が、よりリアリティを生んだ瞬間だった。「こういうのは役者冥利に尽きる」と話している。「大友を演じたことにより、脇役や悪役にも興味を持ち始めた。私の中で大きな転機となった」と述べている。大友は人気キャラクターだけあって主人公にした企画が出され、第四部『仁義なき戦い 頂上作戦』にも登場する予定だったが、既に千葉が主演映画『殺人拳シリーズ』の撮影に入っていたため実現せず、第五部『仁義なき戦い 完結篇』では大友が再登場したものの、宍戸錠が演じた。千葉は「大友のいんきんの汁が目に入って、刑務所で目が潰れ、義眼で出て来ることを作さんと決めてたんです」「梅毒が脳まで回った“その後の大友勝利”を演じられなかったことは今も悔恨が残る」と話している。（⇒ 千葉真一#転機）
第二部『広島死闘篇』、第三部『仁義なき戦い 代理戦争』に登場する成田三樹夫演じる松永弘は『代理戦争』での劇中、山守側に付くのか、広能側に付くのか、で二者択一を迫られる。松永のモデルになった人物の一人である網野光三郎は、芸能・プロレスなどの興行も行っていて、明石組のモデルになった山口組とはかねてから付き合いがあり、山守組幹部でありながらすんなり山守側で立てないという事情があった。網野は映画の通り、ヤクザから足を洗いカタギとなって、事業家として大きな成功を収めた。新しく始めた事業の一つが、会社の休みの日や深夜にビルの掃除をするという、今で言うベンチャービジネスのようなビルメンテナンスの会社で、この会社は30年以上、同じ内容のナレーターを使ったCMを広島地区で流しており、広島県人でこれを知らない者はいない。なお、やはり本作を映画での代表作としている成田三樹夫は、前述のようにモデルとなった人物が現実に引退してしまったため、四作目以降に出番がなくなり、成田はしきりに淋しがっていたという。成田は早くに亡くなってしまったが、深作は「彼が『もう出られないんですかね..』と言っていたのが忘れられません」と語っている。
第一部で「悪魔のキューピー」と恐れられた大西政寛（若杉寛）を演じた後、第三部『代理戦争』で再登板した梅宮辰夫が演じたのが明石組幹部・岩井信一。モデルとなった山口組幹部・山本健一の眉毛のない顔に似せるため、当初眉毛をロウでつぶすメーキャップをしていた。実際の山本は眉毛がないのではなく薄かったというが、京都の夏は暑く、また梅宮はよく汗をかいて溶けるのでめんどうくさくなってある日、志賀勝を真似て眉毛を剃った。京都の撮影所から東京に戻って当時1歳の娘（梅宮アンナ）を抱くと、普段泣かない子だったのに「ギャーッ!!!」と引きつるように泣いたという。「まあ映画的には正解だった。今でもファンに『あのときの梅宮さん、ホントに怖かったです』なんて言われるくらいだから」と述べている。小沢仁志はこの梅宮のヤマケン役の顔について「（梅宮さんの）昔の映画観てみろ。『仁義なき戦い』とか。恐ろしい。あれで30代だぜ」と評した。梅宮は山本とは本作以前から付き合いがあり、「あの人に恥かかしちゃいけねぇなという想いはありました」、「今は問題があるかもしれないけど、ヤクザの役を演じるんだったら同じメシを食い、同じ酒を飲み、時にはソープにも一緒に行くような…。そんな"匂い"を吸収するのも大事なことだったんだよ」、「いまホントにヤクザと付き合うとすぐ叩かれるでしょ？だからみんな付き合いもできないし、やってもコソコソするしかないんだよ。でも僕らのときには大っぴらにね」「当時の京都撮影所は本職がいっぱいよ。こっちが聞かなくても、いろいろアドバイスしてくれたな。もともと東映は"不良性感度"の高さを売りにした映画会社だから、役者もスタッフもそういう現場の雰囲気に対する抵抗感なんてなかった。あんな映画の現場は二度とないだろうな。時代も違うし、映画会社の体質も違う。世間やマスコミの役者を見る目も違う。役者自身の考え方だって、すっかり変わった。だから『仁義なき戦い』シリーズと平成の時代に作られたヤクザ映画を見比べたらリアリティがまるで違うよ。広島弁を生かした笠原和夫さんの脚本も素晴らしいし、深作監督のエネルギッシュな演出も良かった。いろんな要素が重なって傑作シリーズが生まれたんだと思う。残念だけど、あんな面白いヤクザ映画は、もう二度と出来ないよ。『仁義なき戦い』がなかったら、日本の映画界はあのまま沈没したじゃないかと思うね」などと回想している。一方で「みなさんの中で役者・梅宮辰夫は『仁義なき戦い』の印象が強いかもしれないけど、僕の真髄は不良と女たらしを兼ねた『不良番長シリーズ』なんですよ」と述べている。
第三部『代理戦争』、第四部『仁義なき戦い 頂上作戦』に優柔不断なヤクザの代表格として登場する加藤武演じる打本昇のモデル・打越信夫は、実際は事業家として先見の明があった人物で、解散危機にあった広島カープ存続にも貢献している。プロ野球が庶民の娯楽になることを見越し、1950年（昭和25年）に発足した広島カープの後援会（鯉城後援会）を作り広島カープのタニマチとなって、広島市民球場（1957年開場）の警備、自転車預かり所、売店などの運営を一手に引き受け新たなシノギを開拓した。鯉城後援会には広島の財界人がみんな入っていたという。有名な「たる募金」を組員によくやらせていたという。「カープのためによろしくお願いします！」と球場前でお客さんに頭を下げていたのは打越の組員だったのである。打越はそれまでのテキヤ・博徒とは違い、現代ヤクザとして充分通用する経済ヤクザ的なセンスを持っており、この点では時代を先取りしていた人物だった。劇中に出てくるタクシー会社の設立も同時期の1954年（昭和29年）である。ただしモデルになった会社、及び後継会社も現在は廃業しており現存しない。劇中で情けないヤクザの代表格として描かれた打越信夫について、打越会の番頭格だった人物は「私からすれば、ああいった描き方をされるのは心外。聖人君子とはいわないけど、あれほどこき下ろされたら面白くはない。なんじゃいうて、ええ方じゃった」と述べている。加藤演じる打本昇は、ヤクザの親分でありながら戦争（抗争）が嫌いで、それを回避することばかり考えている。湾岸戦争の頃に行われたインタビューで加藤は「フセインなんかも打本を見習ってもらいたいですな。そしたら戦争にはならんでしょう」と話した。加藤は、"小"山守というべきこの打本昇役を、今まで演じた中で最も気にいっていると述べている。
『完結篇』で広能の留守の間に若頭として広能組を守る伊吹吾郎演じる氏家厚司のモデルになった人物は、南海ホークスに所属したプロ野球選手。ただ、経歴からか「プロ野球人名録」などにも現在この人物の記載はなく、調査するのが困難な状況になっている。
登場人物のモデルは大半が実在の人物で、関係者が見れば誰が誰なのか一目瞭然のため、初公開時には映画を見た当事者達から大変なクレームを受けた。映画なのでより劇的にキャラクターを膨らませたり、話を面白く脚色するのは当然なのだが、それを理解できない人達からクレームがあった。「事実と違う」とか、「そこでハジキを撃ったんじゃ」、「ワシゃそがぁーなこまい男じゃない（私はそんなに肝の小さい男ではない）」、「ワシゃはそがいなこたあゆわん」とか、現役で周りの子分などに格好がつかない人達もいたようである。中には「ワシが出とらん（私が出ていない）」というのもあったらしい。『仁義なき戦い』が劇場公開される前に、東映京都本社の試写室に山口組三代目の田岡一雄組長が訪れて鑑賞したが、後に間に人を立てて親分が岡田社長に伝えた内容は「よう（広島の）若いモンがだまっとるこっちゃ。もしワシの事だったらシシャが行くがな」だったとされる。この"シシャが行く"の意味は未だ謎である。逆に「お蔭で息子も浮かばれました」と亡くなった人物の母親から感謝されることもあったという。この母親をモデルに創作したのが、『代理戦争』で渡瀬恒彦演じる倉元猛の母親で、名前は第一部を観て笠原に電話をかけてきた倉本聰をもじったものという。美能幸三は第一部封切りのあと「おっ母さんが泣いて喜んでくれた」と笠原に電話してきたという。「ヤクザ映画最悪のヒール」として描かれている金子信雄演じる山守義雄こと山村辰雄の場合は、同じくヒールとして描かれた姐さんが撮影現場を訪れ、役者と談笑していたというから、山村はしょせん映画は映画と考えていたのではといわれている。この他、広島抗争で重要な役割を果たしたといわれる波谷守之は「仁義なき戦い五部作」にまったく登場しないが、波谷をモデルにした『最後の博徒』では、別角度から見た『仁義なき戦い』が描かれている。

#### 出演者
高崎俊夫は「己の保身と欲望のためには手段を選ばず、乾分同士すら戦わせ、裏では敵対する組とも平気で手を結ぶ、無節操極まりない金子信雄扮する山守義雄親分は、ヒーロー不在の群集劇『仁義なき戦い』シリーズの中でも極め付きのアンチ・ヒーローとして屹立している。その狡猾と愛嬌がふてぶてしくも共存する奇矯なキャラクターこそは金子信雄の役者人生の集大成ともいえる。ウソ泣きを始め、セコさ極まる懐柔工作の数々は、もはや名人芸の域に達し、非道でなりふり構わぬキャラクターは周囲に感染し、山守チルドレンを増殖させた。『仁義なき戦い』の魅力は、荘重で深刻な任侠映画を支えていた求道的なモラルを嘲笑するようなブラックユーモアにあるが、その黒い笑いをまるごと体現していたのが、金子信雄が演じた山守親分であった」などと論じている。時には子分を泣き落とし、しょげてみせる。そうかと思えば鋭く恫喝する。奸計を自在に駆使し、対立するやくざのみならず、邪魔な子分を殺すことも厭わない。ヤクザの抗争の中、しぶとく最後まで生き残る。金子の発案で赤っ鼻に化粧して演じた山守親分役は生涯の当たり役となり、以降の金子の持ち役は、狡くてセコくてスケベな上役がお決まりになった。
五部作を通してその金子扮する山守親分の妻・利香を演じた木村俊恵は、劇団俳優座の女優だが映画界では地味な存在であった。この作品で時に夫・山守との絶妙のコンビプレーで子分を翻弄、時に山守の尻を引っぱたくモーレツなおかみさんを演じたが、五部作の撮影終了間もない1974年（昭和49年）5月、俳優座の公演中に過敏性腸カタルで倒れ、一旦回復したが同年7月26日、急性心臓死のため39歳で亡くなった。奇しくもこの日は、一年前から生活を共にしていた中谷一郎と晴れて結婚式を挙げる予定の日だったという。杉作J太郎は「うっとうしい感じを出す木村俊恵さんのキャステングも素晴らしいです。これが超美人だったら、山守親分が最後の最後まで女に貪欲なキャラクターになっていませんよね。『この奥さんじゃあ他の女に行くんだろうな』と思わせます。今の映画だったらココにイイ女持ってきますよね」などと評価している。
子供の頃から歌手志望だった松方弘樹は、波多伸二のロケ中の事故死による穴埋めで父・近衛十四郎に説得され17歳で俳優デビュー。1本だけの約束が東映の大量生産の煽りで次々と作品が決まり断れず、明けても暮れても撮影の日々。出演作は軒並みヒットしたが、演技に厳しい父は全ての作品にダメ出しし一度も褒めてくれなかった。やる気を失い、役者を辞めて遠洋のマグロ漁船に乗ろうなどと考えていたところを父に一喝され踏み止まったものの、このまま役者を続けていく自信もなかったが、30歳の時、この映画の第一部・坂井鉄也役に巡りあい変わったという。壮絶なシーンの連続に役者の醍醐味を味わい、演じることの面白さが実感できた。演技力にも自信が生まれ、ようやく父に褒めてもらえると思った矢先、父は亡くなった。本作の演技で倉本聰に惚れられた松方は、大河ドラマ『勝海舟』で病気降板した渡哲也の代役をオファーされた。杉作J太郎は「松方さんはいわゆるサラブレッドで、若い頃から剣戟映画に出られて、本来だったら時代劇スターで生涯を終えるかも知れない方ですよ。後にバラエティ、現代劇、色んなところで活躍して、日本人なら松方さんを知らない人はいないぐらいの有名人になりましたけど、その原点は『仁義なき戦い』の三役ですよ。松方弘樹の変装大会かよ！ですよ」などと評している。
第一部の梅宮辰夫扮する若杉寛が情婦（中村英子）の兄の学生服を着て「おい、テンプラがバレゃぁせんかのぉ」と言うシーンの撮影で、見学していた社長の岡田茂が広島出身であることから「違うぞ、辰！バレゃぁ、じゃのうて、バレやあ、って上げてみろ」と指摘し、梅宮は岡田の言う通りに演じた。「よし、それでいい」とOKをもらい、このセリフは岡田直伝の広島弁となる。中村は第三部『代理戦争』で室田日出男扮する早川英男の妻も演じたが、色白で上品な美人女優で「第二の藤純子」と期待されていた。映画の公開まもない1974年に山口組三代目田岡一雄の息子で、プロデューサーの田岡満と結婚して芸能界を引退。しかし1年後、子供を残し24歳で自宅でガス自殺。ヤクザ映画の会社に入ったばかりに、という声もあって、中村の亡霊が撮影所に現われると一時噂が立った。「幽霊でもいいからカムバックしてもらいたいよ」と中村を育てたプロデューサーは嘆いていたという。杉作J太郎は「梅宮さんのこの時期の太り具合が怖いですよ。なんていうのかなぁ…怖いんです」などと評している。
田中邦衛は「『狂犬三兄弟』とか『仁義の墓場』とかはね、納得してやれたんだけど、『仁義シリーズ』は自分の演技は全然よくないですよ。圧倒されちゃうんですね、拓ちゃん、室田さん、勝なんか存在感あるもん。でも子分ばかりやってたんで、街を歩いていたら、やくざから『お前よォ、オイ』って来られるんですね。兄貴ヅラされちゃう。安部徹さんなんかだとやくざも、やっぱ頭下げちゃうんだそうですけど。京都でやくざ風の二人に囲まれてね、橋の上で親しげに寄って来て両脇に手ェ入れられてね。どうやって撒こうかって『ちょっと待てよお、俺、小便すっからヨオ』って、やくざっぽく凄んで小便してたら、いきなり橋から突き落とされたんですね。で、後がまた酷いんだよ。東映の連中にその話したら『小便の中に落ちたのか』とか『チンポコはどうした』とか全然心配してくれないの。参ったよ」などと話している。
第一部で広能の友人・山方新一を演じる高宮敬二は、セリフも少なく地味な印象だが、私生活は破天荒な人で、全国津々浦々のトルコ（ソープランド）を回り、梅宮辰夫、山城新伍の"夜の帝王"に対抗して"トルコの帝王"と呼ばれた。『仁義なき戦い』撮影中に深作から飲みの誘いがあり、深作と高宮、曽根晴美、川地民夫、林彰太郎の五人で数軒はしごした後、これから一風呂浴びに行こうと話がまとまった。この頃風呂といえばトルコの事で、「トルコとなると私の出番」と早速高宮が松方弘樹の父・近衛十四郎の経営する雄琴の最高級トルコ店「姫」を予約した。
第一部のナレーション、第二部『仁義なき戦い 広島死闘篇』と第四部『仁義なき戦い 頂上作戦』に出演した小池朝雄は、「当時『刑事コロンボ』が当たっていたから」という理由で日下部五朗にキャスティングされた。
『広島死闘篇』から出演する北大路欣也は第一部を仕事先の沖縄の映画館で観て共鳴し、シリーズ化の決定を知り直訴して第二作『広島死闘篇』に出演が決まった。しかし上述（#登場人物）の通り当初キャスティングされた大友役を拒み、東映幹部ら（日下部など）に仲介させ、千葉真一と配役を交換させている。北大路が千葉とのキャスト入れ換えを要求したのはこれが初めてでなく、1963年の映画『海軍』に続いて2度目となるが、北大路は戦前からの大スターで東映の役員を兼務していた市川右太衛門の御曹司であることから、東映は北大路の意向を幾度となく受け入れてきた。脚本の笠原は「国家への忠誠を親分に捧げ、ゼロ戦の代わりにS&W M27を駆使し『予科練の歌』をハミングしながら、殺人を重ねていく自身の中にある時代の残滓を具象化してみたいと、北大路演じる山中正治の姿にそのキャラクターに託した。
『広島死闘篇』で村岡組のチンピラに扮した川谷拓三は、大友組にリンチを受けて両手首をロープで縛られて海をモーターボートで引き擦りまわされるシーンで、スタッフが「衣装も濡れるし、ボートを勢いよく走らせれば、水上スキーのように海面を滑るんじゃないか」とテストなしで川谷を海へ放り込むが、クルクル回り海底へ沈んだ。海水をたくさん飲んで失神、あわてて引き上げ心臓マッサージを施され、なんとか息を吹き返した。この後宙吊りされ射撃の的で惨殺されるが、普段の川谷は酒浸り身体を鍛えてないため撃たれたときの反応がうまく演じられずに撮影が進まない。深作監督からアドバイスを求められた大友勝利役の千葉真一は自ら木にぶら下がり「拓ボン、ドーンと音が鳴った瞬間に、左の脇腹に気を集中させて両足をクッと出してみな」と死んでいくチンピラの手本を演じて見せた。こうした命がけのシーンを川谷はこなしていき、認められていくこととなる。川谷拓三の息子・仁科貴は、「どこに出てるんだろう」と子供の頃、父親の出ている映画を見漁ったというが、はじめて父親のこの映画のリンチシーンを観たときは、背筋が凍るほど怖かったと話している。この役をやるため、深作監督から「ちょっと痩せたほうがいい」と言われたため、川谷は塩をかけたきゅうりだけを毎日食べてひたすら走り、20日間で15キロ体重を落として撮影に挑んだという。
ピラニア軍団の中でも酒グセの悪さで川谷と1、2を争うといわれた志賀勝が、最も強い印象を残したのがシリーズ4本目の『頂上作戦』。ヤクザの親分の温泉での同窓会に現れ、恩師や同級生が見ている前でその親分を惨殺して、「あんたら見とった通りじゃ」と身も蓋もないセリフを吐くシーンである。志賀は「誰に会っても、あのヒットマンの役って言われるんだよ。自分の中では、そういうシーンもあったなあ...くらいだけど」と話している。
『広島死闘篇』で美能組の組員として出演する前田吟は、国民的映画『男はつらいよ』で、さくらの夫・諏訪博役として善良なイメージで有名であるが、前田は昔から東映映画のファンで、「むしろ松竹の方が、自分が出るイメージがなかった」と話している。前田も第一作を映画館で観て感銘を受け、深作から直々に出演のオファーがあり、念願の東映映画出演を果たした。なお、前田は、ジャーナリスト側から見た「仁義なき戦い」といえるテレビドラマ『ある勇気の記録』（NET、1966年10月〜1967年1月）に出演しており、双方の視点で演じた貴重な役者となる。『広島死闘篇』での前田の最大の見せ場である時森勘市（遠藤辰雄）を殺害するシーンで、ドアの隙間から封筒が引き抜かれた瞬間、銃弾を浴びせるというアイデアは前田が出したものという。『男はつらいよ』では渥美清であろうと誰であろうと一切のアドリブは許されないため、非常に貴重な体験だったと話している。
『広島死闘篇』から出演する山城新伍は、テレビ時代劇『白馬童子』で茶の間の人気者になったが、大衆娯楽がテレビのブラウン管に移り、萬屋錦之介や大川橋蔵などの大スターがテレビの時代劇に出演するようになると、実績と貫禄不足の山城は行き場を失い、ニュー東映の時代劇映画の脇役に回った。深作はこのシリーズ中、強面の主役のかげで、巨大暴力組織や警察に軽妙な機転で迎合しつつ、鋭い反骨の気概を失わずしたたかに生き抜いていくコメディリリーフ的な役柄として、山城に新しい光をあてた。「僕は実家が京都の町医者だったから、戦後に女性のいろんな所を触った手で目をこすってトラホームになったヤクザが、家の病院に来ていた記憶がある。だから僕はあのシリーズで、江田役を演じた時に眼帯して出たんです。当時の風俗を出すためにね。あの頃、本物のヤクザが集まってきたら、自分のところの身内の者に『おう、兄弟』って言うわけです。それを聞いているうちに、役者にも移って『兄弟、兄弟』って呼び合うようになって。まあ楽しい時代だった。毎日が祭り。この祭りが、終わらなければいいと思ってました。今はもう、出来ないですね、最近でも若い奴らが亜流で広島ヤクザ戦争を描いた作品があったけど、観てられない。だってあの時の僕らにとって『仁義なき戦い』は最後の砦みたいな映画だった。時代劇が当たらなくなった。任侠映画も衰退してきた。どうするんだと。やけくそで、実録路線で行けと。そうやって、自然と結束していったんですよ」と述べている。
『広島死闘篇』に出演した大部屋俳優の福本清三は、拳銃を分解して手入れをしている時に山中正治（北大路欣也）に踏み込まれ、パニックに陥り思わず弾倉の入っていない拳銃を向けるが、これは福本のアイデアが採用された。この後、至近距離から山中に44マグナムを撃ち込まれ、座った状態から跳ね飛び上がって死ぬシーンでは、深作はハリウッド式にゴムを装着して後方に引っ張って飛ばし、被弾の衝撃を表現しようとしたが、殺陣師の上野隆三から「彼は体にバネがあるからゴムはいらんよ」と進言を受け、福本は身体能力だけで見事に吹っ飛んで見せた。
第三部から参加し貫禄充分な芝居を見せる小林旭の出演経緯は、1972年の『ゾロ目の三兄弟』で東映初出演した後、俊藤浩滋が、鶴田浩二、高倉健、若山富三郎と小林の四人で正月映画をやりたいと企画していたことが発端。小林が留守のときに俊藤が小林宅へ訪ねて来て「東映での面通しや」と言っていたと聞いて、「こっちは日活で看板張ってやってきた。今さら面通しもねえだろ」とカチンと来て、その話を蹴った。ちょうど歌がヒットしていて歌のスケジュールが一杯で毎日帰りが遅く、小林が家に帰って来たところに俊藤がまた家に訪ねて来ていて、ちょうど帰り際で、すれ違いざま、「あんたは映画俳優やないわい、ウタ唄いや」と捨てゼリフを吐いた。しかし後で、俊藤の中に路線が敷いてあり、その正月映画の後、『仁義なき戦い』で小林を主役にしたい構想していたと知り、「悪いことした、どっかで借りを返さなきゃ義理が立たない」と思っていた頃、「『代理戦争』に出ないか」と話が来たんで、「いいですよ」と喜んで返事した。演じた武田明こと服部武は『完結篇』で描かれたように、激しく対立していた広島ヤクザの大同団結を目指し、政治結社「共政会」の結成に奔走した人物で、小林は共政会結成の経緯などを聞き出さないと服部を演じることはできないと考え、服部にひと月密着取材して、その立ち振る舞いを入念に観察し、役作りに専念した。初めて会ったときは足が震えたという。「最初はキャバレーだったんだけど、薄暗い店の中で、周りを若い衆がずらりと囲んでてね。世間話をしながら本質を聞き出そうとしたんだ。ところが、俺があんまりしつこく聞くもんだから若衆が怒り出してね。席を立ち上がって『おどりゃわりゃ』『何しょうるんなら！』と怒鳴るのを親方が『いいから、いいから』とたしなめてくれた。その後も何度か話を聞かせてもらい、貫禄があってヤクザたるものこうでなきゃいかんという気概があって、ずいぶん役作りの参考にさせてもらった。服部さんと話す中から感じ取った鋭さや、先を見通した動き方なんかは作品でも表現できたと思う」「服部さんはそれでも何でも広島ってとこが好きでしょうがねぇって、立て直していこうかって辛抱強さを持っていた人だったね。それはやっぱり偉いと思った」「服部さんは派手な人ではないんだけど、それを派手に見せるのが映画だから。『そこを面白いから大きくしましょうよ』って言ったら、若い衆が『おどりゃわりゃ、ウチの親方を！』ってなるから、映画のデフォルメについてはよく話し合ったよ。服部さんからは『映画観たよ』って連絡があって『よかったよ』って言ってもらえたよ」「美空ひばりと一緒だった時期に彼女の親父代わりだった田岡一雄さんから『俺はあんたのおじきみたいなもんだ』と、盃を出されたわけだし、日本全国の親分衆とはようお付き合いさせてもらったんでね」、「田岡さんをはじめ、服部さん、美能さんにしても、組織を束ねる人間っていうのは、いろんな意味でスケールがデカい。知識は豊富、度胸もあるし。勉強になったね」「俺も神戸から西のホンモノのことはよく知ってたし、モデルになった人とも会ったりして、人物を色々膨らませてあの役をずいぶん煮詰めていったよ。撮影で拓ボンを締め上げるシーンで、思いっ切り壁に叩きつけたりした。それで拓ボンが飯の席でケンカを吹っかけてきたこともあったな。東映の立ち回りはそこまで本気でやらなかったんだろう」などと話している。当時売出し中だったピラニア軍団に小林は洟も引っ掛けず、ピラニア軍団は気に入らず、飲み会で岩尾正隆が出刃包丁を掴んで小林と乱闘になり、高岩淡が止めた。小林は「まあよくあることですよ（笑）」と述べている。サングラスの常用は深作からの指示だが、服装は神戸芸能社の仕事で広島や西日本に行ったときに感覚を掴み、一生懸命考えて、自身で背広の色や柄を選んだという。『頂上作戦』の終盤、広島ヤクザの大同団結を目指す小林演じる武田が、神戸明石組に対して啖呵を切る場面は、シリーズ白眉ともいえる名シーン。小林はしばらく脇役に甘んじていたが、『代理戦争』『頂上作戦』では水を得た魚のように、大きな体躯にもかかわらず病弱で繊細な、陰影に富むインテリ・ヤクザを演じ切った。2024年まで30年以上放送が続く『ダウンタウンDX』（読売テレビ／日本テレビ系）に出演したゲストで、ダウンタウンの松本人志は、小林が一番怖かったと話している。なお、第二部の広島ロケは服部の采配によるものである。
第五部『仁義なき戦い 完結篇』で再登場の大友勝利を演じた宍戸錠と敵対する市岡輝吉（松方弘樹）が料亭で対峙するシーン、2分半の長回しは語り草となっている。〈牛のクソにも段々があるんで〉の名セリフでも知られるシーンだが、激昂した宍戸がテーブルの小皿やグラスを左腕一撃で払いのけると、宍戸の左腕の静脈がばっさり切れた。血がビューッと噴き出て、テーブルいっぱいに血が広がった。宍戸は酒を飲みすぎていて血が止まらない。松方の隣にいた女優がそれを見て失神した。カメラが流血をうまく追いきれなかったのが残念であるが、〈牛のクソにも..〉のセリフは、高田宏治のシナリオにはない宍戸のアドリブだという。失神した女優は松方がしっかり介抱した。宍戸がこの完結篇に出演した経緯は、同学年で同じ宮城県出身で、学生時代から付き合いのあった菅原の誘いだったと思うと話している。宍戸は日活出身というプライドから東映の映画は嫌いで、仁義なき戦いシリーズも1本も観たことがなかったと話している。
五部作のうちの四作に出演した曽根晴美は『完結篇』には出演予定が当初なかったが、松村保（北大路欣也）と江田省一（山城新伍）が関西で襲撃を受けるシーンのロケが兵庫県尼崎市で行われると聞いて、「俺は尼崎の出身だから、やらせてくれ」と深作に直訴して殺し屋の役を勝ち取った。同シーンは踏切で挟まれたところで車を襲撃するという撮影のため、許可を取らない（取れない）ゲリラ撮影であったが、電車が近付いている時、突き切ろうとした車のタイヤが溝に落ちた。深作が「電車を止めろ」と無茶を言い出したが、その場にいた尼崎の若いヤクザらが、非常灯を振って阪神電車を止めてくれたおかげで無事撮影ができたという。本シーンは許可だけでなく、リハーサルもなく、撮影前、黒板にチョークで段取りを書いて「こっちが無線で合図したら撃ってくれ。遮断機がどうなろうが逃げて渡り切ってくれ。俺らはビルの上からカメラで追うから」と、ただそれだけ言われた。八名信夫は「あんな怖い思いはしたことがない」と話している。殺し屋の役の曽根は、何秒しかない間に撃って殺して逃げないといけないから、下なんて見ている暇がなくてひっくり返り、近所の医者に行ったら膝の骨が折れていたと話している。当時は何もかも大らかで、ロケは無許可でやることが多かった。また当時は警察もゆるくて、撮影で使うピストルを、近くの警察署が本物を貸してくれることもあったという。
「電柱1本、犬1匹まで画面に映ったらすべて主役。一人でも遊んでいたら画面が死ぬんだ！」が深作監督の口ぐせであった。普通の任侠映画では、主人公以外は絶対的に脇役であるが、深作は『仁義なき戦い』で脇役にも光を当てた。それまでのスターシステムを廃した演出に燻っていた無名の大部屋俳優、若者たちが跳ねた。『仁義』に出た役者は、みんなこの映画で個性を爆発させて上昇気流に乗せた。『仁義』以前は大半の役者が無名であった。片桐竜次は「僕ら若手の俳優は、皆、『仁義』が出発点」と述べている。
深作は「深夜作業組」の略というあだなを付けられるほど、午前中からテスト、テストを繰り返し、カメラを回すのは深夜になってからと言われた。それなのに撮影終了後、大部屋俳優ら出演者を引き連れ、河原町のバーに繰り出した。そのまま寝ないで撮影所に戻り、テストを続けたという。これはチンピラの目を寝不足で充血した目にしたかったという意図があった。また深作は東京撮影所の監督のため、京都では知り合いは誰もいないことから、大部屋俳優の名前を憶えて、京都の役者の心をガッチリ掴んでいたという。
近年、『仁義なき戦い』のキャラクターを自身の職場の上司や同僚に当てはめる企画が増えているが、これは『仁義なき戦い』がキャラクターの宝庫であり、世間に存在するありとあらゆるパターンの人間像が描かれているためである。『仁義』ファンは人によって好きなキャラクターが違うが、杉作J太郎は「そういう意味で『仁義なき戦い』は、ある意味、モーニング娘。やAKB48と同じ、グループアイドルとしても見られる。たとえば『広島死闘篇』の大友勝利の千葉ちゃんは、モーニング娘。でいえば、後藤真希のインパクトでしたね。加藤武は、AKB48のまゆゆ」などと、『仁義なき戦いAKB48説』『仁義なき戦いモーニング娘。説』を唱えている。

#### 音楽、サントラ盤
ベースリフが強烈なグルーヴを噴出させる津島利章作曲によるテーマ曲は、シンプルなメロディでありながら非常に高い演出効果を上げあまりにも有名だが、バラエティ番組で修羅場になるシーン（ヤクザや怖い（役の）人が出たり、武闘派タレントが激怒したり、また出演者の間で喧嘩が始まるなど）ではこのテーマ曲がよく流れて定着している。日本で最も使われている効果音ともいわれる。『キネマ旬報』「オールタイム・ベスト映画遺産 (映画音楽編)」でも「映画音楽が心に残る映画ベスト10」で、日本映画唯一のベスト10入り（9位）している。崔洋一は、日本映画の優れた劇伴の例えとして『仁義なき戦い』を挙げ、「津島利章の曲がなければ、『仁義なき戦い』はここまで評価されたかどうか。あの旋律を聴くことで、あの映像が浮かんでくるということもあるわけです」と話している。サントラ盤「東映アクション映画音楽列伝　仁義なき戦い　サウンドトラックコレクション」が発売されている。VPCD-81121

#### そのほか
美能幸三は『週刊サンケイ』の連載や映画化にあたり、正式な契約を結んでいない。あくまで了承・黙認だったため、美能に対する原案料は0円である。だが何の見返りもなかったわけではなく、美能は東映の衣装を払い下げてもらい貸衣装屋を始めた。映画で付き合い始めた俳優との交流も続き、それを足がかりとして冠婚葬祭場、ホテル経営へと拡大させ実業家として成功している。「美能」という名前が目立つため、裁判所に行って名字を変えていた。高岩淡は美能が事業を始めた際に便宜をはかり、それが縁で美能が亡くなるまで付き合いがあったという。美能は2010年（平成22年）3月17日に亡くなったが、その数年前まで時折雑誌のインタビューに答えていた。このうち、2003年（平成15年）出版された『東映実録やくざ映画 無法地帯』（太田出版）の中では、驚愕の事実を話している。『仁義なき戦い』は実録・実話と銘打っているものの娯楽映画であるため、ある程度のフィクションの加味は仕方ない。しかし美能は山村辰雄に盃をもらっていないという。「私は山村の子分ではない。盃をもらった親分は一人もいない。第一、山村と親子の盃をしているなら、ああいう手記は絶対に書かん。私は山村の七人衆と言われていたが、山村組に入ったことはない。山村が私のことを『アレはウチの若い衆じゃ』と言うから、みんな、そう思っていただけの話。私はあの人から世話になったことは一遍もない。みんなで集まったということもないし、ただ山村のとこへ出入りしていただけだったというのが本当のところで『組』というほどのものではなかったんだ」と話している。『仁義なき戦い』は、山守と広能の親子関係が大きなテーマとなっているが、これでは根本的な設定からしてフィクションになってしまう。ただ、戦後の混乱期にはセレモニーとしての盃事を執り行った組織は少なかったといわれ、盃事がなかったからといって親分でなかったとは言い切れない。
また、美能は広島抗争について『実話時代BULL』1998年3月号の門広・石谷綱朗との対談で、「わしはのう、手記の中で一つ肝心なことを抜かしといた。それは海生さん（劇中の大久保憲一）のことでのう、『わしのことだけは書かんでくれ』と頼まれて伏せたんじゃ、門はすでに海生さんは引退しとったと思うとったかしらんけど、海生さんはまだ現役で呉に君臨しとった。わしは安原さんが持ってきた話で、1963年の4月22日に山本さんと、小原光男さんも加わって3人の盃をする予定をしとったんじゃが、亀井貢が殺されて延期になり、5月に内輪だけで盃をしたんよ。そのときは海生の親分が山村を押さえるために山口組の顧問になるという話もほぼまとまっとったんじゃ。それ書いとったら、抗争事件のいきさつと全容がようわかるんじゃがのう。細かいいきさつを言やぁきりがないが、結局は打越対山村ということじゃが、これに海生さんがいっちょ噛んで来たことが決定的になって、いっぺんに火が噴いたということよ」などと話している。
本職のヤクザが毎日たくさん撮影所に出入りして演技指導をしていた、と多くの関係者が証言している。とにかく何から何まで、今では製作不可能な、二度と撮れない映画である。深作は「俳優の中に本物もいた」と、梅宮辰夫は「だいたい『仁義なき戦い』撮ってる頃は、撮影所はいっつもヤクザでいっぱいだった」「俺の叔父貴は、あんなことは言わなかった、とか、こっちが聞かなくても、いろいろアドバイスしてくれた。もちろん、それをすべてうのみにして演技をしたわけじゃないけどね。一番大事なのは自分がシナリオを読んで受けたイメージ。これをベースに演じたし、それに対して深作監督も何も言わなかった」山城新伍は「梅宮辰夫が眉毛を剃ったり、小林旭が常にサングラスをかけて出たりしているのは、役のモデルになった本物のヤクザの人が、毎日撮影を見にきているからなんです。そうすると、メイクや扮装もモデルとそっくりにしてね。みんな、そうですよ。撮影現場では、役者かヤクザかわからなくなってしまって(笑)」、松方弘樹は「『仁義なき戦い』以降、太秦はガラの悪いのが増えた」などと証言している。八名信夫は「〇人が風呂に入るシーンがあるとする。そうすると背中に〇青を描かなくちゃいけないよね。だけど、あれって描くのに4ー5時間がかかるんだ。それだったらということで、本物の人たちを映画の中に登場させる。30人くらいをバスに乗せて、撮影現場に直行させて。ずいぶん荒っぽいことをしていたと思う…でも演技なんてする必要ないんだよ。全部、自分たちで経験してきたことなんだから」「逆に俺が丁半博打の演技をしていたら、本職が袖から『手を握ったらあかん。掌を見せないと八百長だと思われるやないか』と小声で言われたよ。風呂に入ると見事な彫り物を入れた男がタワシでゴシゴシ背中を洗っている。俺たちは画を書いているから大人しくしていたよ。撮影所から警察に引っ張られたヤクザもいた。本物が出ているんだから迫力が違うよ。それを仕掛けたのが岡田茂さんだった。今なら大スキャンダルものだが、ある意味いい時代だったのかもしれない」「それが東映のやり方なんだよ。当然、映画の“匂い”が変わってくる。その集大成が『仁義なき戦い』だった」などと、伊吹吾郎は「賭場にしろ、手打ち式のシーンにしろ、たいがいは親分が後ろで見ていて、若い人が手順を披露する。ところが、ずらりと並んだ役者に照れがあるのか、少しおちゃらけた感じになる。すかさず親分から『バカヤロー、ちゃんとやれ!』って罵倒される。僕ら役者は、その声を聞くだけでビビってしまうものでしたよ」と述べている。若い頃（1980年前後と見られる）、一年の3分の2を京都撮影所内にある寮で暮らしたという真田広之は、楽屋に本職の人が「ヤァ、お若いの、元気でやってるか」とよく入って来たが、全然大丈夫で、「むしろ守られている」という感じだったと話している。映画の主要キャストにはそれぞれモデルとなった人物がいて、多くが存命でヤクザが撮影をチェックしに来ており、監督である深作がOKを出しても彼らがストップさせることもあったという。東映京都撮影所の俳優会館は、本作がシリーズ化され撮影が始まるとヤクザが出入りして異様なムードに包まれたといわれる。日下部は「監督、脚本、役者、時代、あらゆる意味で今じゃつくれない映画だった」、深作健太と仁科貴は「僕たちも実録やくざ映画を撮りたいけど、どんどん難しくなっている」、深作健太は「本人の意図とは別に『仁義なき戦い』が撮れた時代性があります。1970年代に入って映画が完全にテレビに負けた時代だからこそ、実際のヤクザの抗争事件をテーマにエンタテイメントが作られたのだと思います」と話している。松方弘樹は『修羅の群れ』（1984年）の次の年に『戦争と平和』という警視庁と合田一家の話を勝新太郎と一緒にやろうと衣装合わせまでしていたが、警察から岡田社長へ圧力がかかってダメになり、それぐらいからヤクザ映画が撮れなくなったと話している。
『仁義なき戦い』が興した「実録路線」はさまざまな副産物を撒き散らした。京撮次長だった翁長孝雄はクレーム処理を一手に引き受けた。笠原は「仁義なき戦いシリーズ」において、山口組を架空の「明石組」と名を変え書いたが、明石組は神戸の新開地にれっきとして実在した。明石組は「社長宅を爆弾でぶっ飛ばすぞ」と岡田社長を脅し、翁長は「何とかせい」と岡田に命じられた。翁長は友人である兵庫県警の刑事に連絡し、事態を憂慮した刑事が見張る中、組事務所に単身乗り込んだ。「今回の映画で組の名誉がどれだけ傷つけられたと思う? 亡き先代に顔向けできへん」と訥々と語る組長に「知らなかったとはいえ名義を勝手に借用したことは、申し訳ない」と陳謝し、位牌に焼香して仏壇に少なからぬ御香料を捧げた。これで一件落着となったが、このようなやくざ絡みの揉めごとは北九州でも浜松でも起こり、翁長は東奔西走させられた。美能も波谷守之から「映画でウチの若い者をポン中にしとると何度も電話がかかってきた」、どうやら波谷はフィクションの映画を、ノンフィクションだと思ったらしいと述べている。高田宏治は「やくざは映画になるといちゃもんつけるんですよ。大体やくざは小説や活字は読まない。でも映画で安く扱われると頭に来るんです」と話している。日下部五朗は夜桜銀次をモデルにした『山口組外伝 九州進攻作戦』で大分県別府市の石井組（山口組系） に挨拶にいった時、雪隠詰めにされた。「銀次いうたら、うちの組じゃ三下みたいなもんやないか！おまえ、あいつを何で映画にするんや。アホなことすな、誰の許可でそんな映画撮るんじゃい！おまえここにおれ」と日下部は二日後、東映本社からこのことを知らされた田岡一雄の"鶴の一声"で釈放されるまで、ホテルに軟禁されたという。
代々木忠は「広島抗争のきっかけを作ったのは俺たち。直接じゃないかもしれないが、後押しはした」と述べている。小倉でヤクザをやっていた頃、広島でストリップの興行をずっと打っていたが、ストリップは儲かるということが分かると、広島の組の若い衆が来てトップクラスの踊り子を引き抜いていくから、これはその組長を取るしかねえだろう、と殺るつもりで事務所に乗り込んでいった。しかしその組長が引退するつもりだった、というから殺らずにすんだという。それから代理戦争が始まったと話している。安部譲二は広島抗争に参加したと話している。逆に城内実の父親は、広島抗争時の広島県警捜査二課長で、所謂ヤクザと対決する側のトップであったという。『仁義なき戦い』のビデオが出たあと、お巡りさんに「私は全巻持っています」というお巡りさんのファンが多かったと深作は話している。スピード違反で止められたとき、免許証を見せたら「何だ『仁義なき戦い』か、行っていいよ」と言われたことがあったという。

### 宣伝
宣伝は東映本社宣伝部広告課の福永邦昭と関根忠郎を中心に行われた。福永は、宣伝も徹底的に〈実録〉で押し通そうと広島入りした。しかし現地はくすぶり続けるヤクザ抗争にピリピリで、地元マスコミは「暴力追放キャンペーン」の真っ最中で映画どころではなかった。ツテを頼り、やっと地元紙の資料室にもぐり込み、事件の記事を見せてもらった。当時はコピー機もないため、こっそり撮影した。紙面は小説よりもはるかに迫力があり、これらの資料は、作品のイメージを記者に伝えるため配られるなど、宣伝戦略上大いに役立った。福永は東映入社10年目であったが、宣伝マン冥利に尽きる映画だったと述懐している。一方、関根だが、当時の東映はスターシステムがはっきりしており、役者はそれぞれ派閥を作り、東映の社員もそれに付いていた。ポスターの名前の序列も決まっていた。社員もそれぞれの派閥の役者たちと酒を飲んでいたが、関根はそういったしがらみがイヤで、役者と酒を飲まなかった。菅原文太から関根に「自分の名前や顔なんか出さないでいい」と言ってもらえたことで、東映の宣伝表現に大きな変革が生まれた。それまで宣伝写真はスチールマンが担当していたが、題材が実録のため、リアリスティックな写真が欲しいと富山治夫を起用した。富山のモノクロ写真の採用でそれまでの『娯楽の東映」に新しい知的血流が流れ始めた。『広島死闘篇』で作成した「殺れい！殺ったれい！」など、関根作成による惹句とともにコントラストがハッキリした写真は効果的で、三大新聞を始め、毎日広告を打ち、大きな話題を呼んだ。後の角川映画に代表される事前にインパクト絶大な一つの惹句を考案するのではなく、毎日関根が思い付いた惹句を作り、毎日違う惹句を新聞に掲載した。関根は洋画配給会社と親しくしていたことから、今日の映画界では完全にアウトな「殺しの手口、暴力場面の凄まじさー〈ゴッドファーザー〉〈バラキ〉から 話題はいっきに日本の〈仁義なき戦い〉へ」などの惹句も打った。ユナイトからもヘラルドからもクレームは来なかったという。また『代理戦争』では深作の許可なく「私は暴力を否定しきれない！ 監督・深作欣二」とやったら、ゲラが出来たとき、偶然深作が通りかかり、深作に「こんなの考えました」と見せたら、深作は怒らず、ニヤッと笑って許してくれた。『代理戦争』のメインのポスターで使われたクレーンに吊り上げられたやくざの死体等、本編では登場しない宣材も多い。これらは読売新聞で広告賞を受賞した。

### 興行予想
黒井和男は、第一作公開前の興行予想として「『ゴッドファーザー』のヒットにより、内幕的な実録ものが興味を呼ぶようになり、『バラキ』のヒットがこれを裏付けたが、『バラキ』はパーフェクトな宣伝キャンペーンによって支えられた部分が大きく、『仁義なき戦い』は宣伝期間が短く浸透しない恐れもある。作品も一応まずまずのものに仕上がると考えられ、それなりの興行にはなるはずだが、この宣伝期間の短さは何とも惜しい。また東映に限ったことではないが、正月第二弾というのは間に正月が挟まれるため、この期間が宣伝面においてロスとなり、劇場での予告編の効果を狙うしかなく、実際問題としてキャンペーンも張れずで、作品内容的な問題より、封切期間そのものに問題のある興行である」などと興行不安を述べていた。

### 作品の評価
興行成績
東映は当時、邦画メジャーで唯一、正月興行を前後半に分けていたため、1973年の正月興行は、東映のみ前半『昭和残侠伝 破れ傘』／『女囚さそり 第41雑居房』、後半『仁義なき戦い』／『女番長』であったが、いずれもロング興行になった松竹『男はつらいよ 寅次郎夢枕』／『舞妓はんだよ全員集合!!』、東宝『恍惚の人』を向うに回し、全国的に地域格差もなく、大入りが続き、封切二週間で55,000人を動員し、邦画興行でトップに立った。東映は1973年の1月配収で9億5,000万円を記録し、1ヵ月の配収としては東映新記録となった。東映は館主会が強く、ブロックブッキングを堅持し、二週間上映が決まり事だったが、二週間配収で3億円を突破し、当時の東映では異例のロングラン三週間が行われた。配収3億円は2009年の興行収入換算で約21ー22億円に当たる。これまでの東映の観客層は、任侠ものや好色もので年齢層が高かったが、本作の大ヒットで観客層が少し下がったのもプラス材料とされた。三週間での配収は約5億円。松竹、東宝ともロングランの長さが違うため、トータルでの興行成績は比較ができない。1973年の正月興行は、洋画に翌年以降のような語り継がれような目玉作品がなかった影響もあった。深作はもともと客が入らない監督として知られていたため、映画の大ヒットには戸惑っていたという。
第一作の制作前にシリーズ化が決定されていたが、予想以上の大ヒットとなり配給収入は邦画の中で年間第2位となった。菅原文太は「高倉健に代わる東映の看板スター」などと評された。菅原の主演作としては、勝新太郎と田宮二郎のコンビで人気を博した大映の代表的シリーズ『悪名』の今東光の小説の版権を東映が押さえ、菅原主演でリメイクが製作準備中と報道されたが、東映の急激な「実録路線』への展開で製作されることはなかった。
マスメディア評
めまいを覚えるような荒々しい手持ちカメラによる映像が、ドキュメンタリーを見ているかのような生々しさで迫り、聞き慣れない広島弁のリアリティと津島利章の古典的ともいえる主題曲の単調な繰り返しが、独特のリズムとバイブレーションを生んで中枢神経を揺さぶる、画期的な暴力映画とも評された。
『仁義なき戦い』の成功は深作欣二のダイナミックな演出、斬新なカメラワーク、絶頂期に向かう役者たちの演技、実録ならではのリアリティ、終戦直後の広島や呉という舞台設定の妙、戦国時代の"国盗り物語"的なスリルなど、多くの複合要因から成り立ち、それらの幸福な出会いともいえるが、やはり原作にはない膨大な資料を掻き集めてシナリオにまとめた笠原和夫の巧みな脚本、"脳天唐竹割りな広島弁の応酬"、"広島弁のシェークスピア"とも"血風ヤクザオペラ"とも称された広島弁の珠玉の名セリフの数々によるところが大きい。日下部プロデューサーは「笠原さんが『仁義なき戦い』シリーズで残した最も大きな功績は、広島の方言、やくざ言葉を巧みに拾い上げて、映画の名ゼリフと言われるまでにしたことでしょう」と述べている。広島出身の玉木研二毎日新聞社論説室専門編集委員は「私が広島出身だから思うのではないが、もしこれが"標準語"で作られていたら、まったく違うイメージになっていただろう。"言霊"恐るべしだ。広島弁によって登場者一人一人とそのセリフに生気が吹き込まれた」「（名ゼリフの数々が）"標準語"だったら、迫力は半減だったろう」などと論じている。井筒和幸は「全編を広島弁で通してるのにはびっくりした」と、押井守は「あの広島弁はすごいリアリティがあった。それ以降、ヤクザといったらみんな広島弁になっちゃった（笑）。ああいうスタイルを作っちゃったわけだ。ヤクザ映画といったら『仁義なき戦い』だ、みたいなことになっちゃったわけ。着流しの任侠映画とか戦後派の敗北映画なんかは全部ふっ飛んじゃった。そのぐらいインパクトがあった」などと論じている。馬場康夫は「ヤクザの役は広島弁。これを発見したのが『仁義なき戦い』最大の発明ではないか」と論じている。本作のセリフは広島弁セリフそのままで、今日マスメディアでもしばしば引用される。
NHKは本シリーズをよく取り上げ、笠原和夫と深作欣二が相次いで亡くなった直後の2003年5月3日放送のETVスペシャル「“仁義なき戦い”を作った男たち」で、初めて正面からヤクザ映画を取り上げた。ヤクザ映画をNHKが特集するのは画期的で、NHKの長い歴史でもこれが初めてだったが、この映画が単純にヤクザ映画の範疇に収まっていない証明でもあった。21世紀を境に、テレビはあらゆる角度からの規制を強いられ、とりわけ「エロ」と「暴力」を描くことは、地上波では壊滅状態になりつつあった中、そのような風潮に異を唱えるような内容で、スター俳優は勿論、撮影の吉田貞次や殺陣擬斗の上野隆三ら裏方にもスポットを当てた。この重厚な番組の進行はNHKアナウンサー・黒田あゆみ、映画評論家・山根貞男と『仁義』の熱狂的ファンとして知られる井筒和幸だった。2016年5月18日放送の『アナザーストーリーズ 運命の分岐点』「映画“仁義なき戦い”情熱が革命を生んだ」でも、再び『仁義なき戦い』を取り上げて、本作を"日本映画の金字塔"と紹介した。2017年6月10日にNHK EテレETV特集で放送された「“原爆スラム”と呼ばれた街で」では、冒頭のナレーションで「『仁義なき戦い 広島死闘篇』は原爆スラムでロケが行われた」と紹介した。
1960年代後半から1970年代初期にかけて、日本はひとつの転換点を迎える。高度経済成長政策が行き詰まりをみせ、各種公害の発生や大学紛争の波及にみられるように、これまで抑え込まれていた政治社会の歪みが至るところで噴き出し始めていたからである。それは経済至上主義できた戦後の路線に対し、深い内省を迫る動きであった。「仁義なき戦いシリーズ」は、こうした世相の中で登場してくる。第一部は終戦直後、第二部は昭和27年頃、第三部と第四部は昭和30年代後期、第五部は昭和40年代を舞台にしている。戦後史を別の角度から見つめ直すという意味では、この連作はまさに時代の産物であった。映画は今まで隠蔽されてきた野卑で猥雑なものに視線を向け、これを白日のもとに晒そうとする。ここに提示されているのは、戦後日本の裏面史である。
第一部のラストシーン近く、松方弘樹演じる坂井が、菅原文太演じる広能にいう「のう、昌三..わしらよ、どこで道間違えたんかのう..」というセリフが、ひときわ印象的である。子分みんなに、むしろ軽蔑されながら、神輿として担がれている山守親分。彼は笑われ、バカにされながら、実はちゃんとみんなを牛耳って、統御しているのである。このあたりの存在感は、何やら戦後の日本の民主主義の象徴である、天皇という存在を思わせたりもして、少々不気味である。そのような戦後史映画を、深作はストイックな東映正統ヤクザ映画の"葬式型の陰湿な美学"に対抗する、アナーキーな東映戦後派ヤクザ映画の"お祭り型陽気な行動主義"を持って作ったのである。「実録路線」の旗手となった深作は、日本の戦後史に対して強い問題意識を持っていた。東映実録路線全般が凡庸なヤクザ映画に堕することなく、時代を撃つような批判力を持つものになったのも、戦後史の底辺に流れていた物を掴み出したいという意思が、作り手側に確固としてあったからである。虚飾を剥ぎ取り、内実に迫ろうとするこうした動きは、時代の趨勢だったといえる。
批評家評
鴨下信一は「『仁義なき戦い』は、日本映画のマイルストーンになった。出演者は各々のベスト・パフォーマンスを見せているが、これらの誰よりも大スターがいて、その魅力が全編を支えている。それは広島弁である」と論じている。『仁義なき戦い』で重要な演出効果となるのが、何といっても広島弁。現役の関西系の組関係者が不気味でドスが利いていると評価する。播磨弁では汚くて、博多弁では可愛らしくて、鹿児島弁では意味不明というところで堂々の極道方言ベスト1とも評される。凄まじい話の連続はインパクトは絶大で、広島弁は、この映画をきっかけに良くも悪くも全国に広まった。広島ヤクザも一気に全国区になり、広島は「ヤクザの街」というありがたくないイメージを持たれるようになった。公開当時は聞き慣れない広島弁のオンパレードに戸惑った映画ファンも多かったが、何度となく鑑賞する度にどこかの英語教材のように精通していき、"仁義ファン"はみな広島弁のバイリンガルとなった。第一作の公開当時は、お好み焼きも広島カープも有名でなく、一般の人たちからは「ヒロシマは原爆だけじゃないんだ」という感想を持たれた。
玉木研二は「第一作が公開された1973年秋、日本はオイルショックに見舞われ、高度経済成長の夢から完全に覚めることになった。地価高騰、狂乱物価、トイレットペーパーや洗剤の買い占め。一時まるで一般社会の方が『仁義なき』様相を呈してきた観があった。様式美化した任侠映画から脱し、ヤクザ世界を借りて人間社会の気取りや虚飾をはいで見せた『仁義なき戦いシリーズ』。見れば、何かしら鏡の前に立つような気分になるのは、たぶん、その映像に現実社会が重なり映るからに違いない」などと論じている。
品田雄吉は『サンデー毎日』1973年2月4日号に、第一作の最初の一つと見られる映画評を寄せている。「『仁義なき戦い』は深作欣二監督のダイナミックでスピーディーな演出が見もののやくざアクション映画である。それに俳優たちが、みなうまい。かつて、日本映画の男優たちは兵隊をやらせるとみな好演するーと言われたものだが、この映画などを見ていると。『やくざをやらせたら…』といいかえなければならないのではないかと思わせてくるくらいである（中略）かくて、映画は、さまざまなかたちの権力闘争が必然的に生み出すさまざまな殺人の連続となり、事件をさばく手ぎわのいい演出が見るものをあかせない。同時に私たちは、山守のような無倫理で現実的な権力志向型人間のみが成功する社会が存在していいのかーという作者の内に隠した怒りが、この映画の倫理的な背骨になっていることに気づくだろう。それがたんにやくざ社会への怒りではなく、私たちが生きている日本的な社会構造への怒りであることはいうまでもない」。
また品田は「深作さんの映画は当初から、テンポがよくスピード感があり、編集がうまく、これは抜群だという印象を私は持っていました。カッティングにすごい切れがあります。それは単にテクニック的にうまいというだけでなく、映像というものに対する、彼の身についた感覚というものが、特別優れていると思っていたわけです。そしてそれが、いちばんすばらしい形で実ったのが、『仁義なき戦い』だったと思うのです。広島のヤクザの抗争をドキュメンタリー風に描いたこの映画は、ヤクザの世界をわりと醒めた眼で見ています。要するにヒロイズムではない（中略）その根底にあるのは、権力をもっている者に対する絶対的な不信というものではなかったでしょうか。深作さんの思想というのは、おそらくアナーキズムではないかと私は思っています。要するに、体制というものを認めないという基本的な考えがあるのではないか。ですから、ある種の権力のシステムがあると、それは本来壊れるべきものであり、そしてどういうふうに壊れるかをみていきたいという思いが彼の基本にある。自分の組長からもうとまれるような、一匹狼的な主人公（菅原文太）にも、深作さんの考えが端的に出ているように思います。『仁義なき戦い』は、そういうアプローチをした任侠映画だったのです。アクション・シーンの演出は抜群にうまいし、痛快な場面もあれば滑稽なところもある。音楽がよく、またナレーションがドキュメンタリー風に、緊迫感を高めています。ですから、よくできたエンターテインメント作品といえますが、それと同時に、『仁義なき戦い』はそれまでの東映の任侠映画、高倉健とか鶴田浩二の伝統的な任侠美学というものの命を早く終わらせる役目を果たしたといえる。そういうものに対する批判になっていたように思います（中略）一種の人間群像ドラマのような形で描いた深作さんの仕事は、東映任侠路線の幕を引くという、日本映画の流れの上でひとつのターニング・ポイントになったわけです。深作さんにとって『仁義なき戦い』シリーズは代表作といえるでしょう」などと論じている。
高校卒業まで自宅の裏に村上組（映画では大友連合会）の事務所があり、100メートル先に岡組（一部では海渡組、二部では村岡組）の事務所があり、近所でヤクザ同士の流血騒ぎを何度も見たというルポライターの松岡繁は、第二部で千葉真一が演じた村上正明には、バイの後、食糧難の時代に彼が食べさせてくれた豪華な鍋焼きウドンの味が忘れられない、会えば「大きゅうなったのう」と可愛がられ、同じく第二部でチラッと登場する景浦辰次郎こと清岡吉五郎が自身の家に自転車を預けて「学校でいじめられとりゃせんかいの。いじめられたらすぐワシにいえいよ」と思い出を述べ、『映画評論』1973年7月号に「奇怪なる《実録》映画が誕生した」などと批判を寄せている。間接的に美能幸三に意見を聞いたら美能は「本（飯干晃一）になったのは事実の三分の一。さらに映画になったのは本の三分の一」と言っていたという。松岡は「美能の手記はあくまで彼中心に書かれたものであり、前後十数年に及ぶ刑務所暮しの期間は、新しく入ってくる服役者によってもたらされた情報と面会人によって断片的に知らされるものだけを綴っていたのである。つまりトータル的に広島ヤクザ戦争を語っていたわけではないから、その空白に対して補足的な説明は必要である。が、リライターとして飯干晃一がその任に当たったのは失敗であったと思う。なぜなら、彼はときとして美能を押しのけ必要以上に自分の解釈を前面に押し出し、この貴重なドキュメント本来のものを希薄にしているからである」などと評している。その例として「戦後のヤミ市時代のヤクザは戦国時代の群盗の如く、露店に出ているなけなしの食糧や酒を奪ったり、調子に乗ると露店ごと巻き上げてしまう狼だった。これがストンと抜けているのは、やはりヤクザ讃歌で行こうという映画作りの基調があってのことと思う。またヤクザの暮らしぶりの描き方にも問題がある。バクトたちがバクチに精を出し、テキヤたちが露店の商いに精を出せばこと足りるといった時代ではない。用心棒稼業やヤクの売買の他、中でも最も収益を挙げていた残酷なまでの売春管理が全く描かれていない。私は数回目撃したが、逃げ出そうとした女に対するリンチは凄絶なもので、特高もあそこまではやらなかったのではと思うくらい徹底したものだった。私は中の棚で飲んだ後、紙〇町タクシー（劇中の打本組）近くで数人のヤクザに拳銃を突きつけられたことがあり、そのときは酔いが醒めるどころか小便を漏らしかけていた。後で聞いたら、数日前に同所を訪ねて来た二人の堅気を数日前に誤って射殺したばかりだと聞いた。映画にはそのような恐怖感はどこにも用意されていない。埼玉県の本庄事件を描いた『暴力の街』ではそこのところを圧倒的に描き込んでいる」などと批判している。
関連書籍の著書もある鈴木義昭は「戦後の焼け跡・闇市に集う若者たちの暴力群像は、昭和元禄の果てのシラケ世代と呼ばれた当時の若者に強烈なカウンターパンチを喰らわせた」と評価した。
長部日出雄は「轟音と共に原爆投下のキノコ雲が空高く立ち上る場面に始まり、日本各地の戦後の焼け跡や街頭の光景を示す白黒のニュース映像に続いて、当時の闇市の画面に色彩が付されて劇中の世界となり、『昭和21年』『広島県呉市』と字幕で告げられる。次々に登場する極道の各組の幹部に扮し、対立する相手を威嚇したり脅迫したりする主演級や実力派ぞろいの俳優陣が、どう見ても全員本物のやくざとしか思えない。役者の演技力に加えて当時は新鋭だった深作欣二の傑出した演出力によるものだろう。俳優の全員が本物のやくざに見える中で異彩を放つのが、主人公の広能昌三を演ずる菅原文太である。復員兵から友人の喧嘩に加勢しやくざになるが、広能は怒号も威嚇も脅迫もしない。自分の思ったことを広島弁を生かした絶妙の台詞回しで口にするだけ。つまり菅原の演技はやくざ映画には珍しい自然体なのである。そして口にしたことは必ず実行に移す。だからこの男は信頼できるという実感が湧いてくる。また脚本の笠原和夫は様式美を重んじた従来の路線に別れを告げ、スーパーを多用して対立する複雑な人間関係を即座に把握させる実録やくざ映画路線を切り開いた視野の広さと力量の豊かさは賛嘆に値するものだ。広能は終盤、盟友の坂井鉄也が殺害され、対立する各組の親分衆も黒の喪服で参列した大規模な葬儀場に、ノーネクタイにグレー（薄紫？）のダブルという出で立ちで現れ、坂井の遺影に対面すると懐から拳銃を抜き出して、祭壇上の香典の山や各組の供花の名札を撃ちまくる。彼の拳銃はやくざの組織全体に向けられているのだ。血相を変えて、『広能！おどりゃぁ、腹くくった上でやっとるんか！』と暴挙をとがめた親分の山守義雄を睨みつけ、不敵な低声で言い放つ。『山守さん、弾はまだ残っとるがよう』。このラストシーンで、観客は東映任侠劇への弔鐘を耳にすると同時に、新たな時代を代表する大スターの出現を目撃したのである」などと評している。
高崎俊夫は「『英雄のいない時代は不幸だが、英雄を必要とする時代はもっと不幸である』『仁義なき戦い』第一作が封切られた1973年1月当時の異様な興奮と熱気を思い起こすとベルトルト・ブレヒトの有名なエピグラムが記憶の底から浮かび上がってくる。それは、過去10年の長きに亘り隆盛を誇ってきた東映の任侠映画路線、さらにそれを支えてきた鶴田浩二、高倉健という二大スターの絶対性を頂点とする映画作りの基本構造が終焉しつつあることを示唆していた。そして転形期には、その時代に相応しいまったく新しい未知の貌を持つスターが生まれる。〈実録〉と銘打たれた『仁義なき戦い』で主人公の広能昌三を演じた菅原文太は、東映の任侠映画で鶴田浩二、高倉健が体現していたストイックなまでの忍従の美徳、ヒロイックな〈死〉の美学への強烈なアンチテーゼであった。菅原文太自身のキャリアがそれを雄弁に物語る（中略）菅原文太は深い内省と鋭い洞察力によって、時代そのものが、もはや自己完結的でスタティックな美学ではなく、混沌を孕み、沸騰するようなダイナミックな力学を求めていることを本能的に察知していた。『仁義なき戦い』全五部作を貫いているのは、広能昌三と山守義雄に対する献身、懐疑、失望、憎悪、闘争の歴史だが、そこで菅原文太は紛れもなく主人公でありながらも、ある局面では狂言回しとなり、一人の脇役として後景に退く。つまり、主役にして脇役という奇妙な二重構造の役回りを担っている。やがて広能自身が、次第にチンピラから幹部、そして組長へと上り詰めていく。しかも広能は、『山守を殺る（とる）』と息巻きながらも、決して殺ることはできない。なぜなら、いつしか、自分が、あれほどまで憎悪したはずの狡猾なマキャベリスト・山守と酷似した存在に成り果ててしまったことを自覚しているからだ。このような大いなる矛盾を抱えたトラジ・コミカルな人物像を飄々と演じることは、鶴田浩二、高倉健では絶対に不可能であったはずである。菅原文太は、下克上が繰り返された、狂騒的な『仁義なき戦い』の現場をジャズの即興演奏になぞらえたことがある（中略）ジャズのインプロビゼーションのように闊達で自由自在な映画。そんな『仁義なき戦い』が、1970年代初頭という閉塞感に包まれた時代に生まれたのは奇蹟といえよう。そして菅原文太こそ、もはや悲劇に殉じる理想化されたヒーローが存在し得なくなった時代に現れた、稀有なアンチ・ヒーローだったのである」などと論じている。
白井佳夫は2003年1月の深作欣二の死去に「戦後の日本映画における政治的、芸術的な革新監督は多いが深作欣二の凄いところは、東映という大手映画会社の体制の中で『仁義なき戦い』というダイナミックで革新的な映画を作ったことだ。しかも、戦後間もない、闇市時代のにおいをスクリーンに焼き付け、本当の意味で優れた政治的な日本映画となっていた。そして形は違っても『バトル・ロワイアル』で同じテーマを追い続けた。野性的な日本人の血が通った映画を作った最後の監督、私たちの世代のチャンピオンだった」と、深作を追悼した。
秋本鉄次は「アウトローたちがひしめき合い、出し抜きあい、殺し合う群像ドラマとしては天下御免の『仁義なき戦いシリーズ』があるが、これは"ヤクザ映画"ではなく、日本映画にほとんど絶えて久しかった"ギャング映画"になっていることは快哉を叫びたい。それはかつて『ギャング対Gメン』や『ギャング同盟』などを撮り、深作監督もその路線を担っていた"東映ギャング路線"華やかりし頃を想起させる」などと論じている。
野村正昭は「どのカットを切っても鮮血が迸り出てくるような、ダイナミックな集団抗争アクション」と評価している。
坪内祐三は「政治家はシェークスピアと『仁義なき戦い』を見ることをお薦めする」と話し、「『仁義なき戦い』五部作を繰り返し見れば、派閥争いとは何か、いかにして派閥の勢力を伸ばして行くか、小派閥はどのようにサバイブして行くかなどがよく分かる。派閥と言う言葉を党という言葉に置き換えてもよい。『仁義なき戦い』シリーズは政治の世界を知る上でも勉強になる。しかも国内政治だけでなく国際政治にも通用する」などと論じている。
芝山幹郎は「何度見てもおもしろい、というのはこの映画のためにある褒め言葉だろうか。『仁義なき戦い』には熱狂的なファンが多い。私もその一人だが、スピードといい、会話の味といい、役者の面構えといい、この作品は1970年代以降の日本映画のなかで群を抜いている」と評している。
中野翠は「『仁義なき戦いシリーズ』が完結した1974年ぐらいで日本映画は断末魔っていうかんじです」と述べている。
小山内美江子は「世の中の閉塞感をぶち破る、映画史的に大変価値のある作品だった。この映画から、手首だの腕だのが飛び始めました」などと述べている。
小泉悠は「以前から東大の学生に向けて、あるいは講演会などでは『仁義なき戦い』を観ましょう、と言っています。中露関係、露朝関係は『仁義なき戦い』と同じと見ておく方がいい」などと述べている。
井上淳一は「『仁義なき戦い』の役者は、任侠映画シリーズとは5割増しぐらいに演技がオーバー。学生に『仁義なき戦い』を見せたら、あまりにも芝居が大げさなんで入っていけませんでしたって言ったやつがいます」と述べている。
平野啓一郎は「私はヤクザに憧れないし、暴力も大嫌いだが、『仁義なき戦い』は大好きで、その矛盾に頭を抱えてしまう。それはまるで、人間は、『その実物を見るのは苦痛であっても、それをきわめて正確に描いた絵であれば、これを見るのをよろこぶ」というアリストテレスの『詩学』の説のようだ」と論じ、『「カッコいい」とは何か』の解説として『仁義なき戦い』を例にとり、「『格好がつかない』という言葉が、一種の行動規範として随所に轟く映画が、東映ヤクザ映画の金字塔『仁義なき戦い』で、この作品こそ、『しびれる』ような名場面満載の『カッコいい』映画の代名詞であり、今日でも熱烈なファンがいる。実を言うと、私もその一人で、オリジナルの全五作は、ほとんど台詞を暗記してしまうほど何度も見ている」と話し、「実際に、この時代のヤクザ社会の中で『カッコつけにゃいけん』という言葉が、どの程度、用いられていたかはわからない。飯干晃一の原作『仁義なき戦い〜美能幸三の手記より』にも、『恰好つける』という言葉は何度も用いられており、映画の脚本で、それがキーワードとして強調されている点は慧眼だが、原作も映画も、1970年代になって、『カッコいい』という言葉が大流行した後に書かれているので、あとから加えられた認識かもしれない」などと、シリーズの分析を行っている。
当事者評
深作は「"仁義なき戦い"に一番興味を感じたのは焼け跡であり、それがしかも地方都市、広島、呉だったということ」「それと前に『ジャコ萬と鉄』で少しありましたけど、地方弁を本格的な形で使ったのは初めてだったんですよ。京都で映画を撮ったこともないから、地方弁を使いたくてしょうがなかった。自分の中に地方人としての意識があったんでしょうね」「焼け跡が闇市になり、さらにビルディングや鳩の舞う平和な公園に変貌していく過程を目にしながら戦後は良かった、という甘い悲しいノスタルジアがあるんだよぼくには」などと話している。また『仁義なき戦い 広島死闘篇』が公開中の1973年、『週刊朝日』のインタビューで、「『仁義なき戦い』は面白い素材です。つまり、日本の戦後史なんですね。敗戦後の混乱した土壌からヤクザが生まれてきて、朝鮮戦争で肥え太る。やがて大資本が再生すると同時に、それまで癒着していた国家権力から切り捨てられてゆく。ヤクザたちを通して、戦後史の曲り角がリアルに見通せるような気がするんですけどね」。この記事で『週刊朝日』は、深作を"暴力派"と紹介している。深作は本作の魅力について「やはりゴチャゴチャした人間のズッコケ芝居のおもしろさですね。ブラックユーモアと言っていいのかどうか。悲劇というより絶えずおかしみがともなって、極めて底辺のところで血の雨を降らす。それも何の意味もない血の雨の降らし方ということ。そして最後は県警。つまり国家権力にしてやられるという話なんですからね」と解説している。『仁義なき戦い』は戦後を振り返りながら、やくざ組織の治乱興亡の描写に日本人の生き方を重ね合わせた、いわば異色の大河ドラマであった。戦後、暴力世界の拡大に人生を賭けたやくざたちの姿は、アメリカの核の傘の下で経済的繁栄を追い求めた日本人の姿と重なって見える。
菅原は1973年の『週刊朝日』のインタビューで「方言ていうのは、芝居つくってくうえで適切なんじゃないですか。標準語よりもね。土のにおいがするというか。芝居してて、いちばん感じをつかみにくいのが標準語ですよね。言葉が生きてない」「役者は常に、自分と共有部分のある監督とのめぐりあいを予感しています。作さんとの出会いは、運命的といっては大げさだけども、そんなニュアンスがありますね。同じ昭和一ケタで、混乱した時代をくぐりぬけてきた戦後体験を持っている。東映でも作さんは売れない写真づくりを続けてきたし、僕も任侠路線に中途半端に入り込んで、多少違和感を感じながら仕事してきた。その同質の部分が共鳴するみたいですね」などと述べていた。菅原は後年、「俺が38歳、深作さんが41歳。若くてエネルギーがいちばん滾っていた時、内も外も最高の燃焼が生んだ作品は"仁義なき戦いシリーズ"に尽きるんじゃないかな、燃焼し尽くしたって気がする」と語る一方で「いまだに人に会えば"仁義なき戦い"ばかり言われて、さんざん嫌になってくる。もういいよと。"仁義なき戦い"はもう遠い昔のことというふうにしか思えない」と述べている。
梅宮辰夫は「東映の傑作というより日本映画が誇る傑作と言っていいのが『仁義なき戦い』だった。俺自身、第1作の脚本を読んだときに『これはいける』という手応えがあった。何しろ物語のベースになっているのは戦後の広島で現実に起きた抗争事件だし、登場人物全員に実在のモデルがいる。そのリアルさはそれまでの任侠映画にはないものだった」などと述べている。
松方弘樹は「『仁義なき戦い』が今も時代を超えて支持され続ける理由は何だと思いますか?」という質問に対して「それ以上の映画が出来てないから(きっぱり)。まず監督がすごかったということもあるし、笠原さんの脚本も面白いし。あの時代はヤクザ社会だけじゃなくて世の中が一番激動の頃ですから。やっぱり題材が一番面白いですよ。それと、今はあれだけ層の厚い俳優さんたちがおらんもん」と話している。
田岡一雄は娘にせがまれお忍びで本作を鑑賞した。岡田茂に電話があり、「いい映画だ。おい、もしヤクザが文句言って来たら、俺のとこにすぐ電話してこい。誰か名前を聞けよ。俺がちゃんとしてやるから。普通だったら、お前刺されるぞ」と言ったという。
第五部『仁義なき戦い 完結篇』で、笠原和夫から脚本を交代した高田宏治は、第四部までの笠原脚本について、「実際のモデルを検証することによって、あれだけシビアに料理できるという勇気。人間関係の整理の仕方だとか、チンピラの書き方、山守親分の描き方とか、やっぱりすごい。実録からくるリアリティ、リアリズムの持つ迫力、これを映画というエンターテインメントに仕立て上げた手腕ですね。うまく戯画化してね。あれは勇気がいりますよ。実在の親分をあれほどボロクソに書くのは、なかなかできることじゃないですよ。いろいろ問題はあったようだけど、よく文句がでなかったと思うぐらい、むちゃくちゃに扱ってますよね。実録の世界になって、たんなるギャグを通り越して、実在のやくざの赤裸々な人間の滑稽さを笠原さんがつかんだんです。僕とは違う人間のコミックな裏の部分をあの人が厳しく書いた。そこで越えられたなというのがすごいショックだった。いろんな障害を突き抜けてやったという勇気から、ああいうおもしろいのが出てくるんです。そういうところに東映的なエンターテインメントの拠って立つ意味合いというか、ステータス、エスタブリッシュメントがあったわけでね。それはやっぱり飯干晃一さんが書いた原作があったから。モデルをあれだけ率直に扱う勇気のある作家・ジャーナリストがいたから、それにのっとってやれた。原作がなくて、そのまま映画人が取材に行って、現実にいる人を戯画化して踏みつけにするような形で映画化するのは普通できないですよ。原作がちょっとでもあったら『原作があるから』とか言って逃げられるんですよ」などと話している。
映像関係者評
大島渚は『キネマ旬報』第654号で『仁義なき戦い』について論じているが、大島はこの映画の成功は、ナレーションの巧妙さやタイトルの使い方が、大きな役割を果たしていると述べている。
内田裕也は「やっぱり『仁義なき戦いシリーズ』は映画史上に残る名作だと思います」と評価している。
19歳のとき、大阪の道頓堀東映でこの映画を見た井筒和幸は、「オレたちの青春とシンクロしすぎて、熱いものがガーっときて、プー太郎だった自分がウワーとなって、もっていかれた」という。それまでは洋画一辺倒で日本映画なんて馬鹿らしくて、この映画がなかったら日本映画なんて観に行かなかったろうと話している。当時はビデオやDVDがなかったので、再上映を待って朝日ベストテンの1位（1〜3部）受賞での再上映でまた観に行くと、今度はインテリ風の観客が多くて、こんな映画を見せていいのか心配になったという。井筒は第二作の千葉のセリフ「村岡が持っとるホテルは……云うなりゃアレらは○○〇の汁でメシ食うちょるんど！」に「こんなセリフを映画館で初めて聞いた。ホンマにこんなセリフ書いてはるんやろうかと思って、『シナリオ』に掲載された笠原さんの脚本を読んだらホンマに書いてあって、やっぱり映画はシナリオによるんやなと。そこから笠原和夫という名前を覚え込まされた」「自身の原点はヤクザ映画。『仁義なき戦い』には特に影響を受けた。50年近く前、喝采を浴びる巨匠・深作欣二監督を目の当たりにして、映画監督とはなんたるかを知った。あれを見たのは、僕らが焦燥感しかない時代。全共闘運動の熱狂が終わってしまった時代、大人たちから"シラケ世代"とレッテルを貼られ、"無気力・無関心・無責任"の"三無主義"とかって言われてね。シンプルに言うと、『仁義なき戦い』を見て、映画監督になろうと思った」などと述べている。また名もなき大部屋俳優たちが画面からとびだしてきそうな迫力におののき、第四作の名場面である小林旭が明石組に啖呵を切る場面で、小林の横で「来いやぁ！」と睨みつける岩尾正隆の印象が強烈で、『二代目はクリスチャン』の撮影で東映京都撮影所に行った際、どうしてもと懇願して岩尾に出演してもらったという。井筒は近年「“仁義なき戦い”研究家」を名乗っている。
第一作の制作中に生まれた深作欣二の一人息子・深作健太は「中学のとき、レンタルビデオで初めて見ました。『仁義なき戦い』は恰好いい面の裏側をクローズアップした。僕自身、反抗期でグレかかっていたが、もっと悪い世界を描いたのがおやじだったのでグレずに済んだ（笑）。初めて尊敬できました。子供のころ一緒に遊んでもらった役者たちの人柄と落差にも驚いきました。一緒にやった『バトル・ロワイアル』でも感じたが、俳優たちが何かを発していく度にはしゃぎ、みんなを引っ張っているのを見て、『仁義ー』のときもそういう撮り方をしていたんだろうなと思った。陰惨な話だけど、妙に映っているものが明るい。それがおやじの特徴で、人間を愛する力だったんじゃないかな。『仁義ーの深作』と語られると、本人は苦笑いするでしょうね。おやじが一番好きなのは『県警対組織暴力』であり『軍旗はためく下に』でした。晩年に『バトル・ロワイアル』が一番と言われたら喜んだと思う。生涯現役にこだわり続けた人でしたから」などと述べている。
西郷輝彦は第一作をすぐに映画館に観に行き、「ぶっ飛んで帰って来た。このパワーは何だろうか…ものすごく新しい波だと感じた」と述べている。
深作は若い世代に継承していく『完結篇』に於いて「ショーケンや松田優作が出てたら歴史に残ったろうに、と思うなあ」などと話しており、本格的に俳優活動を始めた萩原健一もシリーズを劇場で観たという。萩原は「1作目は素直に素晴らしいと思いました。2作目はキャメラが斜めになったり横になったり、ずいぶん目まぐるしい映画だなと思った」と感想を述べている。シリーズ途中に『傷だらけの天使』が始まり、萩原は初めて深作に会った。1話と3話の演出を担当した深作は、萩原扮する小暮修に「死んだ妻との間に3歳の子供がいるんだけど、高倉健の『健』と菅原文太の『太』を取って健太というんだ」という、実の息子の命名エピソードを言わせた。
松田優作は1988年に出演した東映『華の乱』制作時の『キネマ旬報』インタビューで「『仁義なき戦い』なんて、15年前だよ。今、あれほどの映画を撮れる奴がいるか?」などと述べた。
林海象は「『仁義なき戦い』はバイブルみたいなもの」と述べている。
細野辰興は「時代性を僕が一番感じたのは『仁義なき戦い』でした。封切で観た時のインパクトって、後から観た時と全然違った」と、快楽亭ブラックは「『仁義なき戦い』が封切られた時のこと、よく覚えてるなぁ。成功してメジャーになった深作欣二を、前から知っている身としては、うれしさ反面、『前は俺しかいいって言わなかったのに、今はこんなにいい、って言う人がいる』って寂しさがありました」などと述べている。
押井守は「要するに『仁義なき戦い』というのは、『名もなく貧しく美しい戦後映画』に対する逆襲なんですよ。『そんなぬるいこと言ってるからこんなになったんだ』と。あの主人公たちが追求してるものって何なのか、という有名なセリフがあるでしょ。『ワシらうまいもん食うてよう、マブいスケ抱くために生まれてきとるんじゃないの』って要するにアプレゲールだよ」などと論じている。
馬場康夫は「『ゴッドファーザー三部作』と『仁義なき戦い五部作』を見比べたら今の多くの観客は8割方『仁義なき戦い』の方が面白いと思うんじゃないでしょうか、僕もその一人です」などと評している。
森達也は「いろんな意味で『仁義なき戦い』のなかでは作りものなんだけど、それが反転してリアルになってしまっているみたいな不思議な印象を『仁義なき戦い』を再見しながら、改めて感じました」と述べている。
野田秀樹は「『仁義なき戦い』を観たのは高校3年のときで、映画通の友人に評判を聞いて新宿かどこかで封切で観ました。鮮烈でしたね。とくに、カットイン、カットアウトでポンポンとリズムよく進む構成は、新鮮そのものでした。登場人物一人一人の生きざまを感情を挟まず、徹底的にリアルに描き切っているところなんかは、まるで報道番組を見ているようでした。あの時代でいえば、安田講堂の攻防戦、よど号乗っ取り事件、浅間山山荘事件などの生々しいテレビの映像を見ているのと、共通の感覚がありました。しかも、実際の報道番組では、事件の裏側しか見ることができないのに『仁義なき戦い』では、親分の家の中まで覗くことができる。これは事実よりリアルっていうことですよね。『時計じかけのオレンジ』なんかは、封切当時は『おおー！』って思ったけど、リバイバルで観たときは『あれー?』って感じでしたけど、『仁義なき戦い』は、時間が経っても、同じような新鮮さと魅力がある。見る側を圧倒的に力でねじ伏せてしまう気迫があります。作品の気迫はいつの時代でも受け入れられますよね。だから普遍的な映画になりうると思います」などと論じている。
今石洋之は「『男たちの挽歌』を観て『洋画に出てくるような拳銃アクションは日本じゃできないんだ、香港ならできるんだと思っていたら、もう『仁義なき戦い』でやっていた。ほとんどドスと変わらない描写だったけど、ちゃんと日本でも拳銃アクションをやっているんだというのが『仁義なき戦い』を最初に観た時のショックでした。あとやっぱり、ヤケクソ感に惹かれました。（ひたすら打ち合わせばかりやる）『仁義なき戦い 代理戦争』もお話と途中から始まった途中で終わっちゃうんだけど、それでも異常に面白かった。それまで日本映画といったら特撮映画しか観たことがなかったので、『こんな素晴らしいものがあったのか』と思って原画や作監をやってるころに、深作さんの有名どころは大体観ました」と述べている。
大森一樹は「僕ら、はまりやすい映画青年たちは、広島弁で会話を交わし、山中の拝み撃ちを真似、ついに8ミリでやくざ映画を撮った」「今、同業の映画監督となって見直すと、人物を的確に描き分けていく演出、猛スピードで話が組み立てられていく映像処理には何度見てもため息が出る」などと評している。
小沢仁志は「教科書でもあるしバイブル。そう言ってる人がプロデューサーから監督から、この業界に何万人もいる。日本映画界に与えた影響力は絶大です。映倫もクソもないじゃん。（今やったら）映画全部が引っ掛かるよ基本。あのタイミングであのキャストと監督がいたから出来た。あれを『やれ』って言った岡田茂さんはやっぱりさすがです。東映自体も革命であったわけでしよ。カメラのブレブレと役者のギラギラ感が絶妙にマッチしてる。ヤクザを勉強するとかということではなく、役者としての生き様みたいなものを役から垣間見れる。今はそういう映画がない。俺から見れば（当時は）30過ぎの先輩たち。ギラギラ感も凄いし貫禄も凄い。顔で見れるスターたちの芝居。『仁義なき戦い』の凄いのはキャラが被ってない。あれは深作さんが分けたんじゃなくて、役者一人一人が目立とうとして自分のキャラを探したんじゃないかな。若い頃は『仁義なき戦い』観て『ああこの人のキャラいいなあ」って（役作りに）取り入れたよね。今、先輩たちが親分で、俺らが頭で、その下にもっと凄いのがいるヤクザ映画作れたら最強なんだけど…違いすぎるよね……あの人たちの持ってるオーラとか凄さが、ヤクザの役やってるときの威圧感とリンクしてる。芸能人オーラじゃないから先輩たちのって。今はなかなか持ってる人間少ねぇし、てか、いねえじゃん。『仁義なき戦い』観てると元気出る。テレビドラマなんか出てると『俺、何で役者やってるんだろう』って思うんだけど、役者やってる意味を思い出すんだよ」などと評している。
斉藤ひろしは、私のマスターピースとして『仁義なき戦い 代理戦争』を挙げ、「『仁義なき戦い』が公開された1973年当時、私は中学3年生で、虚弱体質を克服すべく通信教育空手に日々勤しんでいた。14歳、それはいろんなものに影響を受けやすいナイーブな年齢である。『仁義なき戦い』を観るきっかけは、中学の担任の勧めだった。日頃からちょっと左翼的な発言が多い女性国語教師が、ある日のホームルームで『先週面白い日本映画を観た』と黒板にピンクのチョークで記したタイトル、その字面に私は魅入られた。『仁義なき戦い』…ジンギナキタタカイ、何度でも声に出して読みたい日本語である。つくづく、題名というものは大事だと思う。彼女の話はチンプンカンプンだったが、題名のカッコよさにのみ惹かれ劇場にカッ飛んだのである。そしてあのテーマ曲 ♪トエエーッン! トエエーッン! トエエーッン! トエエーッン! ひろし少年は仁義なきワールドに完全にハマってしまった。アコギな東映首脳部の思う壺である。笠原氏が書いた広島弁は、もともとあまり賢くない15歳の脳ミソを確実に浸食して行った。映画を観た後の私は、生活のあらゆるシチュエーションで『やれんのう』を連発するようになった。以後、私は続編が出る度に映画館に足を運んでは、くだんの女教師に『観てきました。面白かったです』と律儀に報告していた。最初は『そう。良かったわね』と笑顔で返してくれた彼女だが、『広島死闘篇』で千葉真一のオゲレツな台詞の数々を真似しだしたあたりから、表情が曇りがちになり、『代理戦争』に熱狂する私に『サイト―くん、あなた最近成績がどんどん落ちてるみたいだけど、このままじゃ都立なんか絶対受からないわよ』と信じられないセリフを吐いた。『はぁああ!?誰のせいでそういう事態に陥ったと思うとるの。この腐〇〇道がぁあああっ!』などと述べている。
那須真知子は「脚本家として進むことを決意し、最初に買ったのが『笠原和夫シナリオ集 仁義なき戦い』（映人社、1977年)です。人生初めてのシナリオ集で『仁義なき戦い』を恐る恐る読み始めたのだが、忽ち、夢中になった。最初のシーンのナレーションから素晴らしい。『敗戦後、既に一年。戦争という大きな暴力こそ消え去ったが、秩序を失った国土には新しい暴力が渦巻き、人々がその無法に立ち向かうには、自らの力に頼るほかはなかった』。一見、何気ない、説明のない文章に見えてスルーしがちだが、ここに、プロの脚本家、それも映画というものを知り尽くしたプロであり、なおかつ、映画というものはお金を払ってくれる観客なしでは成立しないこと、つまり興行として成功しなければならない宿命を持っていることを覚悟したプロの凄さがあると思う。言わば、初っ端のこの数行で観客の興味、心をぐぐっとわし掴むことに成功しているのである。その頃の私のように、好きなものをお気楽に書いているだけではない。最初から客を見据え、客との勝負に出ているのである（中略）話を進めていくのは、数えてみたら50人近くの登場人物達である。その人数が一人一人、主役周辺は勿論、映画上、端役と呼ばれる人間まで、しっかりと、完璧に描き分けられている。だから、この映画は面白いのである。出て来る人間に皆、野望があり、強さや弱さ、ずるさがある。いわば、皆、血が通っているからこそ、どのシーンにも、まるで自分がその場に居合わせたかのような臨場感がある。東映京都撮影所に仕事で行った時、尊敬する大先輩である高田宏治さんと食事をする機会があり、高田さんに『君は一作品でだいたい、しっかりと何人の人間が描けるかい?』と聞かれた。その頃、『ビー・バップ・ハイスクール』の漫画原作を脚色していたので、結構、見得もあって『まあ、20人ぐらいは描けると思います』と答えたところ『まだ、そんなものかい。50人以上、しっかり描けないとだめだな』と言われた。笠原さんの脚本に打ちのめされ、少しでも近くにと半歩半歩進んできて10数年、また、高田さんに打ちのめされ、思うような脚本が書けるのはいつのことかと一人になって、溜息をついてしまった。今でもついている。多分、一生ついているのだろう（中略）最初に呼んだ脚本が『仁義なき戦い』で本当に良かったと思う。今でも私の宝であり、本箱の中央で古くはなったがでーんと睨みをきかしている」などと述べている。
西川美和は「『七人の侍』や『太陽を盗んだ男』や『仁義なき戦い』や『新幹線大爆破』みたいな、めちゃめちゃなことをして作った、めちゃめちゃな迫力の映画を観て打ちのめされて、映画の世界に入って来たスタッフは、もう二度とそのような興奮には出会えないことを覚悟してもらわなければなりません」などと述べている。
オールタイムランキング
初公開時には『ゴッドファーザー』の影響を指摘されたこともあって『仁義なき戦い』をどのように評価するのか、またしないのか、映画評論家にとっても試金石になった。このためキネマ旬報ベスト・テンでは、同じ年に公開された『代理戦争』が8位、『広島死闘篇』が13位で、シリーズモノで票が分散したという不利な点はあったかも知れないが、2位であった。ただし読者の選出では見事1位（『広島死闘篇』4位）となっている。評論家とは逆に、安保闘争の敗北など、当時の無力感を吹き飛ばすエネルギーに満ち溢れた映画に観客は熱狂的に迎え入れた。またそれまで任侠映画は大新聞が「暴力礼賛だから取り上げない」と宣言し、完全に黙殺したジャンルであったが、『朝日新聞』の映画評で絶賛されたことで、影響は各紙誌に及び、映画の大ヒットに繋がったとも言われる。なお、この年『仁義なき戦い』を抑えて1位になったのは、斎藤耕一監督の『津軽じょんがら節』だが、世紀をまたいで評価が増すばかりの『仁義なき戦い』に比べて、『津軽じょんがら節』の評価が風化するのは早かった。
2000年12月暮れにテレビ東京で「21世紀に残したい日本映画ベスト100」なる特番がオンエアされ、「仁義なき戦いシリーズ」として『七人の侍』に次ぐ第2位に選ばれた（3位『砂の器』）。
従来の任侠路線を否定・破壊した攻撃性、意外に短命だった完全燃焼の激しさが裏付けているように、日本のポップ・カルチャーにとって東映実録路線=『仁義なき戦い』の出現こそが、真の"ジャパニーズ・パンク"であった。『キネマ旬報』は2009年（平成21年）に実施した＜日本映画史上ベストテン＞「オールタイム・ベスト映画遺産200 (日本映画編)」に於いて、本作を『東京物語』、『七人の侍』、『浮雲』、『幕末太陽傳』の古典的名画に次いで歴代第5位に選出した。同誌の歴代ベストテンは過去4度にわたり実施されているが『仁義なき戦い』の第5位は、1970年代以降の作品としては史上最高位となる。ヤクザ映画というカテゴリーを越えて、"日本映画史を代表する一本"として認知されつつある。

### 受賞歴
※第一作
- 第47回（1973年度）キネマ旬報ベスト・テン
  - 日本映画ベスト・テン第2位[4]
  - 読者選出日本映画ベスト・テン第1位
  - 読者選出日本映画監督（深作欣二）
  - 脚本賞（笠原和夫）
  - 主演男優賞（菅原文太）

- 第11回 昭和48年度（1973年）ゴールデン・アロー賞映画賞（深作欣二と菅原文太）[注釈 21][415]。

※第三作
- 第47回（1973年度）キネマ旬報ベスト・テン
  - 日本映画ベスト・テン第8位[4]

※第四作
- 第48回（197年度）キネマ旬報ベスト・テン
  - 日本映画ベスト・テン第7位[4]

※第一作ー第三作
- 朝日ベストテン映画祭第1位[416]。

### ビデオとテレビ放映
VHS, DVD, BD
ビデオ化されなかった間も土曜日のオールナイトなどでシリーズ作が上映されていたが、1987年（昭和62年）末に他のヤクザ映画より大幅に遅れた形でビデオ化された。第一作VHSのみ、価格15,000円。これに関して深作は「映画が公開された頃は、描かれた人たちの多くが刑務所に入っていた。いわば鬼のいぬ間に公開してしまったようなところがあった。ところが映画のビデオソフト化が始まった頃は、もうその人たちは社会復帰していた。そのため、ビデオ化の方が色々と問題が多かったわけです」と語っている。ビデオ化が遅れた人気作品で市場に海賊版が出回り、関西では一本7万円で売買されるなど、問題が生じていた。ビデオ化解禁の1ヶ月前、1987年（昭和62年）11月に三代目共政会・山田久会長が他界したことも影響があったといわれる。ビデオ化解禁まではテレビでも放映されることはなかった。
1991年末から1992年9月にかけて順次、レーザーディスク化リリースされた。
レンタルビデオは邦画としては桁外れの売上を達成し、以後もロングセラーを続けた。2008年（平成20年）にDVD化もされており、DVDも売り上げは東映作品の中でも突出しているという。日本国外でも英語字幕つきDVDが販売されている。「仁義」という言葉は英語に訳せず、海外では『BATTLES WITHOUT HONOR AND HUMANITY』というタイトルになっている。
劇場公開から40周年を迎えた2013年、シリーズ化された初期五部作が3月21日にブルーレイボックスとして発売され、このBOXでしか手に入らないスペシャルディスクとして、ボーナスBlu-rayディスク『仁義なき戦い 総集篇』（1980年4月公開、3時間44分）、NHK・ETVスペシャル2003年5月3日放送「“仁義なき戦い”を作った男たち」、縮小復刻「仁義なき戦い 頂上作戦」パンフレット、縮小復刻ロビーカードが封入特典された。価格31,290円。
| 発売日         | タイトル                                | 規格            | 品番       |
| -------------- | --------------------------------------- | --------------- | ---------- |
| 1987年12月11日 | 仁義なき戦い                            | VHS             | TE-B298    |
| 1991年12月21日 | 仁義なき戦い                            | LD              | LSTD-01006 |
| 2001年08月10日 | 仁義なき戦い                            | DVD             | DSTD-02026 |
| 2013年03月21日 | 仁義なき戦い                            | Blu-ray         | BSTD-02026 |
| 1988年01月14日 | 仁義なき戦い 広島死闘篇                 | VHS             | TE-B308    |
| 1992年02月25日 | 仁義なき戦い 広島死闘篇                 | LD              | LSTD-01010 |
| 2001年08月10日 | 仁義なき戦い 広島死闘篇                 | DVD             | DSTD-02027 |
| 2013年03月21日 | 仁義なき戦い 広島死闘篇                 | Blu-ray         | BSTD-02027 |
| 1988年03月11日 | 仁義なき戦い 代理戦争                   | VHS             | TE-B319    |
| 1992年04月25日 | 仁義なき戦い 代理戦争                   | LD              | LSTD-01015 |
| 2001年08月10日 | 仁義なき戦い 代理戦争                   | DVD             | DSTD-02028 |
| 2013年03月21日 | 仁義なき戦い 代理戦争                   | Blu-ray         | BSTD-02028 |
| 1988年07月08日 | 仁義なき戦い 頂上作戦                   | VHS             | TE-B342    |
| 1992年07月25日 | 仁義なき戦い 頂上作戦                   | LD              | LSTD-01024 |
| 2001年08月10日 | 仁義なき戦い 頂上作戦                   | DVD             | DSTD-02029 |
| 2013年03月21日 | 仁義なき戦い 頂上作戦                   | Blu-ray         | BSTD-02029 |
| 1988年09月09日 | 仁義なき戦い 完結篇                     | VHS             | TE-B353    |
| 1992年09月25日 | 仁義なき戦い 完結篇                     | LD              | LSTD-01035 |
| 2001年08月10日 | 仁義なき戦い 完結篇                     | DVD             | DSTD-02030 |
| 2013年03月21日 | 仁義なき戦い 完結篇                     | Blu-ray         | BSTD-02030 |
| 2013年03月21日 | 仁義なき戦い Blu-ray BOX (初回生産限定) | 6Blu-ray + 1DVD | BSTD-03630 |
| 2018年05月09日 | 仁義なき戦い Blu-ray COLLECTION         | 5Blu-ray        | BSTD-20093 |

DVDは5作とも2006年12月8日および2009年11月1日に期間限定出荷の廉価版として再発された後、2013年11月1日に「東映 ザ・定番」として継続的な廉価版として再発されている。「仁義なき戦い五部作」のほかの作品のビデオ化は各ページのビデオ項目を参照。
テレビ放映
1990年代初めに『ゴールデン洋画劇場』（フジテレビ）でシリーズ5作が定期的に放送されたが（冒頭解説は高島忠夫）、この映画は放送禁止用語が何箇所かあり、オンエアではそういったシーンはカットされた。このため例えば第一部で、菅原文太ファンの明石家さんまが一番好きなシーンという広能が海渡組本宅前で土居組長を暗殺するシーンでは、広能がこれから殺らないといけないプレッシャーで憂鬱にしていたところ「土居じゃが」とターゲットの土居組長が訪ねてきたとたん、獲物を狙う狼のような表情に豹変する展開があるが、その前の憂鬱だったシーンで「ないか?」「ポンか（ヒロポンのこと）」というセリフがあり、これらのシーンは全てカットされいきなり土居組長の来訪シーンから始まった。
テレビ放送日と視聴率(『ゴールデン洋画劇場』)
| 放送日         | タイトル     | 関東  | 関西  |
| -------------- | ------------ | ----- | ----- |
| 1991年4月27日  | 仁義なき戦い | 19.4% |       |
| 1991年7月27日  | 広島死闘篇   | 16.8% | 17.9% |
| 1991年11月30日 | 代理戦争     | 16.1% | 22.0% |
| 1992年2月29日  | 頂上作戦     | 14.8% | 18.3% |
| 1992年5月9日   | 完結篇       | 11.8% | 17.1% |

第1作放映時(1991年4月27日)には、映画『首領になった男』の公開(1991年5月11日)を控えていた主演の松方弘樹がゲスト出演していた。完結篇が放送された翌々週(1992年5月22日・23日)の同時間枠で『北の国から'92巣立ち』が放送され、菅原文太がゲスト出演(裕木奈江扮するタマコの叔父役)し、田中邦衛との久々の共演となった。なお、1996年9月28日にも同時間枠で放送予定されていたが、実現には至らなかった。

### 余波
量産
『仁義なき戦い』の大ヒットは東映実録シリーズの量産を生んだ。このうち山口組の全国進攻を描いた作品は、第三部『仁義なき戦い 代理戦争』の作中、映像とテロップで駆け足で挿入されている。「昭和36年6月 義友会事件」は、明友会事件のことで『実録外伝 大阪電撃作戦』として後に映画化、「昭和36年7月 石川組組長刺殺事件」は、大和郡山市で起きた服部組長刺殺事件で、殺害した柳川組をモデルにして映画化されたのが『日本暴力列島 京阪神殺しの軍団』。そして「昭和37年5月 九州博多事件」としてテロップで出るものを最初に映画化したのが『山口組外伝 九州進攻作戦』。このテロップとともに映し出される映像はアパートで銃殺されるヤクザが夜桜銀次で、人気が高いこともあって夜桜銀次を題材としたものは、その後も何度か映像化されている。山口組を題材にした映画が量産できたのは、田岡一雄の息子・田岡満をスタッフに入れていたためである。田岡がすべての脚本をチェックすることで、映画に取り上げられた組関係者に、協力はしても反対はするなと指示を出していたという。戦後の混乱期に輩出した広域暴力団の物語をシリーズ化し、それまで公式的な日本戦後史にあって決して語られてこなかった少数派を主人公とするアクション映画を次々製作した。前述の山口組の全国進攻を描いた作品以外にも各地で起こった暴力団抗争を描いた映画を多数製作し、その過程で『沖縄やくざ戦争』（1976年）、『ドーベルマン刑事』『空手バカ一代』（1977年）など、沖縄を舞台にしたアクション映画を製作。それまで沖縄を舞台にした映画は反戦映画か芸術映画が主であったが、この東映の暴力映画を切っ掛けに1970年代に日本のアクション映画に最初の沖縄ブームが到来した。
笠原和夫が広島県で『仁義なき戦い』の取材中に総会屋・小川薫の存在を知って興味も持ち、小川に密着取材して1975年『暴力金脈』という総会屋を描いた映画が製作されている。『広島仁義 人質奪回作戦』（1976年、東映）、『日本の首領 野望篇』（1977年、東映）の成立は『暴力金脈』の登場によるところが大きい。また近年、オリジナルビデオで主に製作されるやくざ映画は、こうした「金融やくざ映画」が中心であるため、「仁義なき戦い」は本シリーズ以外にも『仁義なき戦い』から派生したこうした映画も含めて、後に影響を与えることになった。
藤木TDCは「東映が山口組とつるんで実録映画を作り出したとき、東映に警察が入って『止めろ』って言った後、実録犯罪映画が増えました。昭和の時代は実録映画や犯罪映画の全盛期でした。ピンク映画でも実録犯罪ものがいっぱい作られましたし、『連続23人強姦魔』とか、『若妻人質性拷問』とか『誘拐密室暴行』とか『TATTOO＜刺青＞あり』や『冷血』とかね。『海燕ジョーの奇跡』とか『南へ走れ、海の道を!』とか、やくざ映画をそのまま撮れないから青春映画っぽく撮る映画も出来た。映画は実録的要素がどんどん増えました。2010年代も流行ってますよ、『冷たい熱帯魚』とか『凶悪』とか、テレビドラマだと『黒い看護婦』とかね。今は人権問題が厳しいから昔とはタッチが違うけど。1980年代のアイドル映画時代にもアイドルの実録みたいなのが出てきましたね。セイントフォーの『ザ・オーディション』なんて芸能界の実録の隠れた傑作です。単なるアイドル映画とは明らかに一線を画しているけど、今は公開できないんじゃないかな。吉川晃司の『すかんぴんウォーク』（大森一樹監督）も芸能界の裏側を描いています」などと論じている。
波及
近年も人気は持続し関連本・研究本が続々刊行される他、大友勝利（千葉真一）などメインキャラクターのフィギュアなども発売されている。近年シネコンの増加で各地で老舗映画館が閉館されるなか、東映系の映画館の閉館イベントはこの映画が上映されることが多い。21世紀の現在も名画座を満員にできるコンテンツである。この映画の大ヒット後、ジャーナリズムは様々なヤクザ抗争を俎上に上げて料理し、それを原作とする多くの実録ヤクザ映画が製作されたが、30年以上経った今日でも、未だこの映画を凌駕するものは生まれていない。
『キネマ旬報』は「主人公だが時には狂言回しとなる広能昌三役の菅原文太は、新東宝・松竹を経て外様である東映において、ようやく決定的な当たり役にめぐり合った。今や菅原文太＝『仁義なき戦い』と言っても過言ではない」と評価する。広島弁は映画ファンには、この映画全体で強烈なインパクトを与えたが、菅原文太は当たり役である本作の広能昌三イメージそのまま、1980年代から1990年代に出演したCMで広島弁を喋り、お茶の間にも強い印象を残した。特にサントリーホワイト「社長さんも..大臣も..飲むときは、タダの人じゃけえ....のう!」や「天気力エネルギーの..朝日ソーラーじゃけん!」などが有名で、菅原は広島弁普及の功労者である。張本勲は同郷の岡田東映社長から『仁義なき戦い』がクランクインする前に「お前が広島の言葉を菅原文太に教えてやってくれ」と頼まれた。広島出身の岡田は『仁義なき戦い』における笠原脚本の肝は、広島弁のセリフにあると看破しており、宮城県仙台市出身の菅原に身につけさせる必要性を考えていた。張本は菅原と一緒に広島や呉を訪問して、何度も広島弁を指導し親しい間柄になったという。『仁義なき戦い』の菅原の名セリフの抑揚、アクセントは、ヤクザになる道も考えていたという張本の監修であった。本シリーズが上映されていたころ、ヤクザだった人たちは本作に影響を受けた人が多いという。特に当時、若かったヤクザに菅原のファンが多かった。
フジテレビ系列で毎年正月に放送されていた大人気バラエティ番組『新春かくし芸大会』では、4度『仁義なき戦い』のパロディコントが放送されている。1975年の第12回、1976年第13回では二年連続で放送。1975年第12回は『実力・仁義ある戦い』というタイトルで、沢田研二が役名・広能昌三を、森進一が梅宮進一を演じ、他に中条きよしらの出演。タイトル通り、血も涙も義理も人情も人一倍厚い男のカガミを描く。1976年第13回は『続・仁義ある戦い』というタイトルで、野口五郎と郷ひろみのヤクザ対決がメイン。この第13回では同じ東映『大奥㊙物語』のパロディ『大奥㊙夜話』というタイトルで、谷敬、加藤茶、せんだみつおらが大奥の美女に扮して桜田淳子扮するお殿様に迫る今日に通じる男女逆転大奥を先取りするコントも放送された。1978年の第15回では『新・仁義ある戦い -首領（ドン）-』というタイトルで、森進一、沢田研二、野口五郎、西城秀樹、郷ひろみ、アグネス・ラムらの出演。1991年の第28回では『仁義ある戦い ものまね残侠伝』というタイトルで、ものまね四天王（清水アキラ、栗田貫一、コロッケ、ビジーフォー）、美川憲一、所ジョージ、田代まさし、榊原郁恵らが出演した。
この他、パロディコントとしては、チェッカーズが『仁義なき戦い』のファンだったことから、1990年代始めに『とんねるずのみなさんのおかげでした』（フジテレビ系）で、とんねるずとチェッカーズが広島ヤクザを演じる『珍義なき戦い』が計7回放送された。また『ダウンタウンDX』（読売テレビ／日本テレビ系）2013年10月10日に放送された第1回のゲストは、ダウンタウンの浜田雅功がファンだった菅原文太をゲストに招き、菅原と山城新伍、川谷拓三の3人が出演し、トークが行われたが、当時30歳の浜田が菅原に過激な質問を浴びせ（「文太さんはオ〇〇ーってするんですか?」など）、これを家で観ていた出川哲朗は「俺が一番最初に『お前はバカか！？』と言ったのは、このときの浜田さんに対して！」と話している。この他、『仁義なき戦い』の賭場シーンをダウンタウンと菅原、山城、川谷で笑いなしで完全再現するという今のテレビのプライムタイムでは有り得ない内容もあった。
ジョニー・デップ主演の『ブラック・スキャンダル』2016年日本公開を前に『仁義なき戦い』をパロディした動画をファンが動画サイトにアップし、話題を呼んだ。
漫才のテンダラーのネタに『仁義なき戦い 広島死闘篇』で、大友勝利組長が競輪場の事務所に子分を助けに行く名シーンをパロったような物がある。岸本斉史の漫画『NARUTO -ナルト-』に登場する「口寄せの術」によって呼び出される口寄せ動物・ガマブン太は、『仁義なき戦い』の菅原文太をモデルにしたもの。小林まことは『1・2の三四郎』の多彩な登場人物が百花繚乱する設定は『仁義なき戦い』の影響と話している。尾田栄一郎の漫画『ONE PIECE』に登場する海軍の人物・赤犬も『仁義なき戦い』の菅原文太、黄猿は田中邦衛がモデルと尾田が話している。『ONE PIECE』は『仁義なき戦い』を始めとした東映の任侠映画を再現させているという見方もある。『天元突破グレンラガン』も『仁義なき戦い』の影響を受けているという。石川賢の漫画『極道兵器』は『仁義なき戦い』を意識して描かれている。ジョージ朝倉の漫画『溺れるナイフ』には『仁義なき戦い』の登場人物の名前を捩ったキャラクターが多数登場する。2004年平野耕太の漫画『HELLSING』では、単行本各巻巻末の登場人物紹介に、登場人物に混じって山守義雄の項目が設けられている。その紹介は「全長50m以上、体重2兆トン」 といったように巻を追うごとにエスカレートしており、最終巻では「このマンガの主人公」とまで言われている。BS11、TOKYO MXほかで放送されたテレビアニメ『ハイスクール・フリート』の登場人物、ドイツ艦アドミラルシュペーの副艦長ヴィルヘルミーナこと「ミーちゃん」は、巨乳ながら『仁義なき戦い』が好きで、ぶち切れると広島弁を使う。きうちかずひろは『仁義なき戦い』の大ファンで「『ビー・バップ・ハイスクール』も、端々にいろんな影響が出ている」と述べ、『映画版にも『仁義なき戦い』のセリフが何度か出る。セガ・エンタープライゼス（現: セガ）が、ドリームキャスト発売当時に、当時のゲームゲーム業界を風刺したパロディ映像『仁義ある戦い』を制作し、「第11回東京ゲームショウ2001秋」に合わせて開催された発表会「CONSUMER CONFERENCE 2001」で、関係者のみに配ったことがある。
2014年の大河ドラマ『軍師官兵衛』で、主人公・黒田官兵衛を悩ませる最初の主君・小寺政職を演じる片岡鶴太郎はプロデューサーから「『仁義なき戦い』の金子信雄さんのイメージで」と出演オファーを受け、金子そのもので小寺政職を演じている。『仁義なき戦い』の金子信雄は、元々片岡の物真似レパートリーの一つ。
「実録」という呼称はイタリアのマフィアの実態を克明に描写した1972年の『バラキ』あたりから用いられるようになったが、用語として定着するのは東映が『仁義なき戦い』を実録映画路線の第一弾として発表してからである。実は「仁義なき戦いシリーズ」は、1本もタイトルに「実録」をうたったことはないのだが、『仁義なき戦い』が興した実録ヤクザ路線のブームにより、東映から多くの実録ヤクザ映画が量産され、以後の日本映画ではヤクザ映画にとどまらず、「実録阿部定」から『実録・連合赤軍 あさま山荘への道程』に至るまで実に100本以上の作品が題名に「実録」を冠することとなった。「実録」を掲げることが一種の流行になり、容易にこれを冠した作品もあらわれるようになった。『仁義なき戦い』は「実録物」の草分けでもある。小沢仁志は2000年のオリジナルビデオ『実録・広島やくざ戦争』で「オレがタイトルに“実録”を入れようと言ったら、Vシネマで実録物ばかり作られるようになった」と話している。哀川翔は「俺たちのVシネマのルーツはこれ」と『仁義なき戦い』を自身の「オールタイム・ベスト」の一本として挙げている。1989年から製作が開始された『東映Vシネマ』には当初から『仁義なき戦い』の亜流といえる作品が多かった。
東映Vシネマを軌道に乗せ、またOV市場拡大の起爆剤になった1990年のVシネマ『ネオチンピラ 鉄砲玉ぴゅ〜』のプロットは『仁義なき戦い』第一作の劇中、山守組と敵対する土居組組長を誰が殺るか、山守組幹部で揉め、誰もが言い分けを繰り返して手を挙げず、結局、痺れを切らした菅原文太が手を挙げる名シーンのオマージュ」と谷岡雅樹は指摘し、「『ネオチンピラ 鉄砲玉ぴゅ〜』は、新しいタイプのスターであり、"アニキ"・哀川翔を誕生させた」と論じている。
『仁義なき戦い』というタイトルも慣用句として定着、今日でも「手段を選ばないこと」の比喩表現として、雑誌等の見出しなどで『〇〇の仁義なき戦い』『仁義なき〇〇』『〇〇なき戦い』という形で頻繁に使われる。こうした比喩表現は『完結篇』公開時の『夕刊フジ』から既に使用が見られる。2008年（平成20年）1月には『佐々木夫妻の仁義なき戦い』という稲垣吾郎主演のTBS系ドラマのタイトルにも使われた。アダルトビデオ最盛期の1988年に本作のタイトルをパロった『前戯なき戦い』というビデオが発売され、以降も同名タイトルのAV作品がよく作られる。またサブタイトルでは、2013年のNHK朝ドラ『あまちゃん』15週のサブタイトル「おらの仁義なき戦い」など、2019年のNHK大河ドラマ『いだてん〜東京オリムピック噺〜』第33回のサブタイトル、「〇〇の仁義なき戦い」「仁義なき〇〇」という形で、テレビ番組では数えきれない程使われている。広島出身のロックバンド・ユニコーンが1991-1992年のツアーに「舞監なき戦い」というタイトルを付け、2011年8月19日に行われた氣志團との対バンでは「〜前戯なき戦い〜 氣志團 vs ユニコーン」というタイトルを付けた。異色の使用では『芸術新潮』2016年6月号で「仁義なき聖書ものがたり」という特集が組まれ、巻頭特集で架神恭介による「仁義なき聖書ものがたり　旧約聖書バイオレンス・ガイド」が掲載され、旧約聖書を広島弁でノヴェライゼーションした。
そのほか第三部と第四部のそれぞれの副題“代理戦争”、“頂上作戦”も時折使われる語である。もともと“代理戦争”は国際社会の東西冷戦を、“頂上作戦”は警察による暴力団取締まりを当時のマスコミがこう呼んだもので、三部と四部の映画の副題として採用した。いずれも当初の意味では死語となっているが、現在も時折使われるのは、この映画の副題として残っている理由もあると思われる。
マスメディア
『アサヒ芸能』は世間的にヤクザ記事に強い週刊誌というイメージがあるが、同誌に本格的にヤクザ記事が登場するのは『仁義なき戦い』の大ヒットを受けて掲載を開始した『山口組三代目田岡一雄自伝』が最初であった。山口組の田岡一雄組長と親交があった岡田東映社長が直接、田岡と交渉し映画化の約束を取りつけ、小説化〜映画化にあたり「アサヒ芸能」を出版する徳間書店の徳間康快社長を呼び、話を持ちかけたら「頼む。これだけは俺にやらしてくれ」と小説化の話に飛びついてきたといわれる。『週刊サンケイ』は勿論、雑誌でこの映画、いわゆる広島抗争をよく取り上げていたのは『実話時代』（メディアボーイ）と姉妹紙『実話時代BULL』であった。『実話時代BULL』の編集長を務めた鈴木智彦が、古今東西の抗争事件を再検証していた時、広島抗争に惹きつけられて、40年以上も前に確定した広島抗争の記事を改めて掘り返した。近年は下記参考文献にある特集本がたくさん刊行され、一般誌もよく取り上げるが、「実話時代」などが創刊された1990年頃はこういった特集本がほとんど無かったため、『仁義なき戦い』の詳細情報、例えばモデルになった人物が誰かなどの情報は、こうした雑誌でしか得ることが出来なかった。ところでこのジャンルはネタがあまり無いためか、この映画の関連記事を載せると部数が伸びるのか、一時毎月のようにこの映画と関連の特集を掲載していたことがあった。関連本のうち、1998年に洋泉社から出た『実録「仁義なき戦い」・戦場の主役たち・これは映画ではない！』と2003年の『実録「仁義なき戦い」・外伝・血の抗争の鎮魂歌』は、美能幸三以下、実在の人物の写真が掲載され、出版業界の常識を覆しタブーを犯した、超弩級のビジュアルムックであった。これを実現させたのは『実話時代』の編集を担当する創雄社代表・酒井信夫の果敢な編集者魂によるものであった。
ファン
北野武、崔洋一、井筒和幸、石井 聰亙、大森一樹、長崎俊一、黒沢清、林海象、三池崇史、高瀬将嗣、平山秀幸、入江悠、園子温、奥田庸介 といった日本の映画監督はもちろん、クエンティン・タランティーノやジョン・ウー、リュ・スンワン、ベン・ウィートリーなど、日本国外の映画監督にも多大な影響を与えたことでも知られる。日本大学芸術学部出身の柏原寛司は「『仁義なき戦い』が始まった当時の日芸の学生は、仁義〜に影響されてみんな広島弁を話していた」と話している。柏原の日芸の後輩・石井聰亙は『キネマ旬報』1981年5月下旬号の高林陽一と長谷川和彦との対談で、影響を受けた映画として『仁義なき戦い』と神代辰巳監督作品を挙げている。押井守は「（東京学芸大学教育学部で映研の後輩）金子修介が映研に入ってきたときに『どんな映画が好きなわけ?』って聞いたら『仁義なき戦い』っていうわけ。もちろん俺たちも見てるけど、普通そういうときに答えるのはゴダールだアントニオーニだ、そういう映画なんだよ。ついにそういう世代が来たかと驚いたの。いきなりギターで『仁義なき戦い』のテーマを弾き始めたり…」などと証言している。若い頃は東映映画をほぼもれなく観ていたという押井の2006年の作品『立喰師列伝』は「基本的には『仁義なき戦い』の世界の延長線上にある、あちこち引用してる」などと述べている。金子修介は2021年の監督作『信虎』は「『影武者』と『仁義なき戦い 頂上作戦』が頭にあった」と述べている。奥寺佐渡子はアマチュア時代に一番印象に残ったシリーズは『仁義なき戦い』と話し、「映画もパワフルですけど、脚本もパワフルで痺れました。活字から熱気を感じるのは凄いなと」などと述べている。奥山和由は、本作や『ゴッドファーザー』を観て映画が好きになり、自身が実話ばかりを映画化するのは、事実に食い込んでいったこれらの映画に凄い迫力を感じ、その時代に育ったせいと思うと話している。
1997年からフジテレビ系で放送され、映画シリーズもメガヒットしたテレビドラマ『踊る大捜査線』は、『仁義なき戦い 代理戦争』から着想を得たもので、亀山千広は「私と君塚良一さん二人の間では『踊る』は半分『仁義なき戦い』なんです」と述べている。また2022年のNHK大河ドラマ『鎌倉殿の13人』は、脚本の三谷幸喜が『仁義なき戦い』を参考の一つにしたと述べている。
この他、映像関係者、作家、漫画家、ミュージシャンなど著名人にもファンが多い。浅田次郎、畑中純、あだち充、いしいひさいち、林家かん平、新田隆男、中田潤、秋本鉄次、神無月マキナ、高田文夫浅草キッド、大川俊道、パンチ佐藤、仁科貴、橋本一、佐々木亜希子、冷牟田竜之（東京スカパラダイスオーケストラ）、川原テツ、庄司英徳、三代目魚武濱田成夫、西加奈子、鈴木信行、オカモトショウ（OKAMOTO'S）ら。風間杜夫や平田満も『仁義なき戦い』の洗礼を受けたと言う。2013年3月24日、第5回沖縄国際映画祭で『仁義なき戦い 広島死闘篇』が特別上映され「仁義なき戦い」大好き芸人としてなだぎ武、バッファロー吾郎、椿鬼奴、ジャルジャルが登場した。現在の東銀座（旧木挽町）生まれのなぎら健壱は、近所に物凄い数の映画館が有って映画を観まくり、子どもの頃から映画三昧。『鉄道員』『禁じられた遊び』『第三の男』を不動のベスト3と自負していたが、飲み屋で「そんな文部省推薦みたいな優等生映画は映画じゃない、『仁義なき戦い』を観ろ」と言われ、アタマにきて『仁義なき戦い』を観たら「拳銃ブッ放して転げ回ったり、川谷拓三が手首ごと詰めたり、実録を徹底させることで滲み出るユーモアが強烈で、老若男女万人が観て感動する名画なんて映画じゃない」という気持ちが分かったという。それからは「何が『禁じられた遊び』だよ」みたいになったという。土方仕事をやっていた時、現場の昼休みは皆、にわか広島弁で煙草を吸いながら「ワシら親分を見る目がなかったんかいのお」と話していたという。永島敏行の父親は、若い頃、菅原文太と男性モデルオーディションで競った人で、『仁義なき戦い』が大好きな映画ファン。野球に打ち込んでいた息子の意思と関係なく、勝手に息子を『ドカベン』のオーディションに応募し、これが切っ掛けで、永島敏行は役者をやることになったという。桂春蝶は「映画をこよなく愛する私が史上最も回数多く見続けてきたのが『仁義なき戦い』シリーズです」と述べている。斎藤工は、かつて東北新社に勤務していた父親の影響で「とりあえず『仁義なき戦い』シリーズを端から観ろ」と言われ、「それらを渋々観てしまったのが今の自分を作っている最大のルーツ」と話している。2014年9月21日に放送された『ボクらの時代』（フジテレビ）では「昔『ゴッドファーザー』が公開されたとき、日本では『仁義なき戦い』作って喧嘩売ってた。そこで作られたエネルギーは凄いし見習いたい」と話した。磯村勇斗は、20歳くらいの時、地元での叔父さんに『おい、お前、男ならこれを見ておけ』と『仁義なき戦い』シリーズのDVD全巻を渡された。「いまの時代では絶対描けない内容だし、俳優陣の説得力がすごいと思いました。役への魂の入り方が違いますよね。いま、自分があれを表現できるかと言われたら、出来る自信がないくらい皆さん、いい味を出している。あれだけ豪華メンバーが集結していることにも鳥肌立ちます。個人的には前半よりも、『頂上決戦』以降の、特に文太さん演じる広能が逮捕されて、刑期を終えて出てくるあたりの話（『完結篇』?）が好きです」などと話している。川谷拓三の息子・仁科貴は「少なく見積もっても100回は観ている」と話している。『仁義なき戦い』の関連本を出版している杉作J太郎は、「中学2年生で衝撃を受けて、あまりにハマり、ラジカセを映画館に持ち込んで、ナレーションを暗記したり、それから今日までずっと『仁義』を追いかけて、追いかけて、という気持ちで生活してきました」と話している。19歳のとき、新宿東映で「仁義なき戦い」を封切り3日目に観たという映画評論家・田沼雄一は「自分の青春映画といえばこれ」と話している。高橋克実は『仁義なき戦い』に出ていた俳優とどれだけ共演できるかが目標の一つ」と話した。
泉谷しげるは『仁義なき戦い』の関連書はモチロングッズまで欲しがる大ファンで、『その後の仁義なき戦い』が製作されると聞いた1979年当時、東映に直接電話を掛けて「どんなチョイ役でもいいから出させてくれ」と頼み出演している。深作を敬慕する萩原健一は、かつて「深作さんの『仁義なき戦い』をみてると、腹立ってくるわけよ。なぜ、オレがここに出ていないかってね」と話した。きうちかずひろもこの映画に強い影響を受けたとインタビューで述べており、『頂上作戦』の山場で梅宮辰夫扮する岩井信一が放つ「おんどれらも、吐いた唾飲まんとけよ！」は『ビー・バップ・ハイスクール』にも語り継がれた名ゼリフ。映画が大好きだという安倍晋三は、政界を引退したら映画監督に転身したいと話し、「自分で撮るとしたらヤクザ映画ですかね。『仁義なき戦い』をさらにドキュメンタリータッチにして、それと『ゴッドファーザー』を足して2で割ったものとかね」とラジオで話した。柚月裕子も『仁義なき戦い』の大ファンで、「『孤狼の血』は、何度もくりかえし観た不朽の名作『仁義なき戦い』があったからこそ生まれた作品です。あんな熱い物語をいつか自分も小説で書きたいと、ずっと思っていました」などと話し、2015年の小説『孤狼の血』の舞台を広島にした。同作は、ほぼ『仁義なき戦い』のオマージュという。また『孤狼の血』の映画版の監督の白石和彌と、メインキャストの役所広司と松坂桃李もインタビューで『仁義なき戦い』ファンを公言している。白石は「構図とか、監督をやるようになって、映画のことがわかってから気づいたことです。見れば見るほどすごい映画だなと思います」などと述べている。また同作に出演した江口洋介は「『仁義なき戦い』のDNAをつなげていきたい」と話した。アメリカ人作家のピーター・トライアスも本作のファンである。『江戸川乱歩全集 恐怖奇形人間』発掘等で知られる大井武蔵野館の元支配人・小野善太郎も、「日本映画にのめり込む切っ掛けは『仁義なき戦い』、日本映画を観てなかったらこういう商売についてなかったと思う」と述べている。
広島出身の金本知憲は本作のかなりの通。阪神時代に何かといじっていた弟分の新井貴浩に、八方美人のキャラクターがそっくりと田中邦衛演じる"マサキチ"とあだ名を付けていた。新井の四番らしい活躍を認めるようになると、「貫禄が違うよ。相手ピッチャーがビビっとるもん。"マサキチ"改め、大親分・大久保憲一や!!」と、内田朝雄を演じる"大久保憲一"にあだ名を変更した。
2010年のカンヌ国際映画祭のコンペティション部門に『アウトレイジ』で参加した北野武は、現地の公式記者会見で「影響を受けた作品は？」の質問に、「『仁義なき戦い』シリーズは好きだけど、手法としてはカメラを持って振り回したり、役者で空間を埋めるのも好きじゃない。“深作監督のような撮り方をしない”というのが、ある意味影響を受けたことかな」と『仁義なき戦い』からの影響を話した。この他、日本のマスメディアのインタビューでも「あまり会話がないと『ソナチネ』とかあっちに行っちゃうんで。『仁義なき戦い』のような、文句の言い合いみたいなのをやらなきゃいけないと思った」、「同じに見えないよう気をつけた」、「実録調のナレーションなんかを入れ込んだら「仁義なき戦い」と同じになっちゃう」 などと『仁義なき戦い』からの強い影響があったことを話している。『アウトレイジ』の続編製作を発表したたけしは「まあ『仁義なき戦い』のシリーズと同じでさ、死んだ役者がもう一回出てもいいということにしよう」と、アウトレイジ続編は“仁義なき”方式でやると話し、その『アウトレイジ ビヨンド』で「『仁義なき戦い』の呪縛を解いた」と話した。
本シリーズ製作中の1974年に韓国でもヤクザ映画が作られ始め、金斗漢の映画がヒットし、1981年まで五部作が公開された。金斗漢は日本の植民地時代に、日本軍の武器庫を爆破するなど日本人ヤクザと抗争を繰り広げた「抗日ヤクザ」として名を馳せ、解放後の韓国では反共右翼の政治家として左翼運動家を弾圧し、やがて国会議員にまで登りつめた実在のヤクザ。金は日帝と共産主義という韓国人にとって二つの脅威と戦った勇士で、金の名は韓国人に知れ渡り、ヤクザでありながら国民的英雄になった。五部作は1920年代から1950年代にかけての韓国の社会的情勢を背景とし、いづれの作品もラストで金が大乱闘を繰り広げ、警察に逮捕されるという、東映任侠映画のドラマツルギーを踏襲していた。これら五部作の監督を務めた金暁天と高栄男は、日帝支配下で育ったため、日本語が堪能で、しばしば日本を訪れ、東映任侠映画を観たり、『キネマ旬報』などの映画雑誌でシナリオを読むなど、任侠映画のフォーマットを研究していた。70年代半ば、日韓の実録ヤクザ映画は互いの近現代史を合わせ鏡のように映し出していた。

### 新仁義なき戦いシリーズ
1974年の『仁義なき戦い 完結篇』で20年に亘る広島ヤクザ戦争サーガは幕を閉じたが、岡田社長より「弾丸はまだ残っとるがよ！」と、"鶴の一声"があり、無理やりシリーズ続投が決定。『新仁義なき戦いシリーズ』と銘打たれているが、前五作とはほとんど関連性はなく、岡田社長が「このタイトルで出しゃあまだまだ客が入るで」という理由で付けられたものである。結果的に旧五部作に比べて、新三部作は1作ごとに孤立した内容になった。新シリーズになってからの特徴の一つに〈女〉が前面に出てきたことが挙げられる。新シリーズが始まった1974年は洋画人口が邦画人口を上回り、女性客が急増してきたという時代の流れ、実録路線が続くにつれてネタがだんだんなくなり、題材として扱えない現在進行形の事件が多くなる中、何かと差し障りのある抗争事件より、女絡みの世話話や濡れ場を増やそうと考えたことなどの理由があるが、何より新シリーズになって脚本家が高田宏治に変わることで、その傾向は助長された。『完結篇』で笠原から脚本を交代した高田は「何でここまで言われなあかんのや」と呆れ果てる程、笠原の比較、批判を容赦なく受けた。シリーズ五部作の後の新シリーズ一作目『新仁義なき戦い』は、前の五部作の焼直しで広島を舞台にしていたが、続く二作目『新仁義なき戦い 組長の首』は、脚本の佐治乾と田中陽造が当初考えていたプロットは「広島山守組の元幹部が、預かった客分の不始末を買って出て刑務所暮らしからの下関落ち」という『完結篇』前の四部作を受けての〈外伝〉となる予定だった。ところが高田が脚本に入った決定稿で、四部作からスピンアウトした設定は全て消してしまい、舞台を北九州に変更して主人公を広島抗争とは縁もゆかりもないただの流れ者に変えてしまった。但し、周りは九州弁なのに主人公の菅原は広島弁を喋る。高田は四部作との臍の緒を断ち切り『新仁義なき戦い 組長の首』を、『仁義なき戦い』とは名ばかりの、五部作とはまったく関連性もない「純粋アクション映画」にしてしまった。続く『新仁義なき戦い 組長最後の日』は最初から高田に脚本が委ねられたが、本作も『新仁義なき戦い 組長の首』同様、実録ではなくモデルのいないフィクションであった。高田は四部作で笠原があまり表に出さなかった〈女〉を笠原へのアンチテーゼとして前面に出した。これは後に高田が脚本を手掛けた『鬼龍院花子の生涯』や「極道の妻たちシリーズ」などの「東映やくざ女性映画」に繋がっていく。『新仁義なき戦い 組長の首』では、ヤクザ映画には珍しい山﨑努が麻薬中毒の破滅的な男に扮している他、前シリーズで山守組長役の候補だった西村晃が出演。『ウルトラセブン』のアンヌ隊員役で根強い人気を誇るひし美ゆり子が、抱いた男がすべて死ぬという「下がりボンボン」と呼ばれるホステス役で出演している。この他、関本郁夫率いる第二班撮影のカーチェイスの迫力が話題を呼び、深作の『暴走パニック 大激突』（1976年）や中島貞夫監督の『狂った野獣』（1976年）と、東映カーアクション路線というべき作品が生まれた。深作はジョン・ブアマン監督の『殺しの分け前/ポイント・ブランク』（1967年）が好きで同作をイメージしたと話している。
前述のように『新仁義なき戦い』が四部作の焼直しで、『新仁義なき戦い 組長の首』『新仁義なき戦い 組長最後の日』ともフィクションであるため実録シリーズといえないが、同シリーズには最終作として製作を予定されていた映画があった。それが『北陸代理戦争』で、本作は映画の製作が原因でモデルとなったやくざを刺激して映画と全く同じシチュエーションで実際にモデルとなった組長が殺害されるという（三国事件）「実録シリーズ」の最たる映画となった。仁義五部作は実録の過去を映像化したものであったが『北陸代理戦争』は、現実を同時進行させた。本作が同シリーズに主演していた菅原文太が病気のため降板して主演が松方弘樹に代わったため「新シリーズ」に入れられてない。菅原の病気降板は表向きの理由で、実際は『トラック野郎シリーズ』で主演していた菅原がやくざ映画を続けるのを嫌がったといわれる。深作は「彼（菅原）も飽き飽きしていたんじゃないですか」と回顧している。本作は現在進行中の抗争を映画化したことで福井県警から干渉を受けたり、大雪で撮影が難航したり、主役、準主役の交替など撮影時から多くのトラブルにも見舞われたが、飛び交う雑音を無視して岡田社長が「こういう生々しいのはええ」と製作を推し進めさせたといわれる。しかし『仁義なき戦い』というネームバリューを外されたこと、興行力のある菅原が降板したこと、客層が変化したことなどの理由で配収が2億円に届かない記録的な不入りとなった。深作は『北陸代理戦争』を機に実録路線を切り上げたといわれており、実録ヤクザ映画からの脱皮第一作が空手・拳法アクションを卒業しようとしていた千葉真一を主演に据えた映画『ドーベルマン刑事』で、千葉と深作は1966年の日本・台湾合作映画『カミカゼ野郎 真昼の決斗』以来11年ぶりにタッグを組み、新しいアクション映画に挑むこととなる。
2003年4月21日に「新仁義なき戦いシリーズ」は「新 仁義なき戦い DVD-BOX＜3枚組＞」がDVD-BOXとして発売。価格14,400（税抜き）。単品各4,800（税抜き）。
2013年3月21日に発売されたブルーレイボックスにボーナスディスクとして収録されている『総集篇』は、1980年4月に変則システムで劇場公開されている（『ミスターどん兵衛#興行』）。当時の東映はコケ続きで、安上がりにネームバリューの高い本作の『総集篇』を思いついたとされる。第二部と第五部はほとんど使われず、第一部、第三部、第四部をバランス悪く再構成し、広島抗争は何一つ総括されないへんてこりんな代物もので、深作はつなぎまでやったところで『復活の日』の南極ロケに出発し、ダビングをチーフ助監督の土橋享に頼んだ。このため深作は出来上がりを見ておらず、また深作は多作でもあるため本作の記憶が薄いようで、2003年の山根貞男とのインタビューで本作を「二時間半程度のダイジェスト」と勘違いしている。本作は三時間四十四分の長尺である。
『仁義なき戦い 頂上作戦』公開直前に同作のプロモーションを兼ね、1974年1月13日に東京12チャンネル『日曜特別ロードショー』枠で、その『総集篇』に似た第一部から第四部までの見せ場を深作監督の監修で再構成したハイライト版をテレビの2時間枠で放送したことがある。同時期（1974年1月10日）に日本テレビも『木曜スペシャル・スリル！スピード！アクション！壮絶洋画名場面特集』というタイトルで、当時公開中の『スコルピオ』を始め、『007/死ぬのは奴らだ』『ダーティハリー』『シェーン』など38本のアクション映画やスペクタクルから抜粋した名場面を1時間半枠で放送した。これらは当時としても珍しい試みだった。
『仁義なき戦い 完結篇』と「新仁義なき戦いシリーズ」一作目の『新仁義なき戦い』の間に深作が演出を担当したのが、日本テレビ系のテレビドラマ『傷だらけの天使』の第一話と四話。深作は企画に参加する暇がなく「ショーケンでこういうのやりたいんだけど」と言われ参加した。既に有名なタイトルバック（オープニング映像）と二話分を恩地日出夫が撮影していたが、放映では前後して深作が演出した二話分が第一話と四話になった。萩原健一は深作に会うなり「何で僕は『仁義なき戦い』の出られなかったのか」「僕があそこに出てなかったのは自分でも信じられない」と話していたと言い、撮影はスムーズに進んだという。深作はこの『傷だらけの天使』で初めて木村大作カメラマンと組んだが、木村も『仁義なき戦い』を観ていたから、手持ちキャメラでも負けないと、オートバイに乗ってキャメラを担いだという。この第一話で萩原扮する木暮修が、古美術屋に強盗用のモデルガンを借りに来るシーンがあるが、その店の店主が金子信雄で広島弁を喋る『仁義なき戦い』の山守親分のようなキャラクターで登場する。萩原がもごもごと「このオジさんむかし広島でヤクザの親分だったから」などと言うシーンがある。「仁義なき戦いシリーズ」撮影中が縁でのカメオ出演と思われる。

## 演劇

### 金子信雄プロデュース版（昭和49年）
映画のヒットを受けて、1974年（昭和49年）10月24日 - 同年11月2日に、新宿紀伊國屋ホールで上演された。芸術祭参加。金子信雄の友人・福田善之が『仁義なき戦い』のファンで、金子に「舞台にならないか」と持ち掛けたもので、福田が「自分がホンを書く」といったためやることになった。しかし映画同様、上演には権利面など難点があり、とにかく東映が何というか分からないため、金子が岡田茂東映社長に直接会いに行った。金子と岡田は同世代で、1951年の岡田二作目のプロデュース作『わが一高時代の犯罪』で岡田が出演交渉して以来の古い友人。岡田は初めはビックリしたが、「お前がやるのならいいよ」と承諾をもらい、それならやろうとなり舞台化が決まった。岡田は自身が抜擢した金子の好演がシリーズ成功に大きな貢献をしたと評価し、金子を主役にした"やくざ喜劇"を構想していた。手記を書いた美能幸三や飯干晃一、笠原和夫にも許可が必要だが、美能には日下部五朗が話をつけてくれ、飯干、笠原も「資料を提供するよ」と快く許可してくれ、意外にとんとん拍子でいったという。
山守役を気に入った金子信雄が自らプロデュースして、金子が当時主宰していた「劇団マールイ」の全面協力のもと、深作欣二と福田善之が共同演出として参加。内容は映画の第一部と第二部を基にしたもので、福田善之、明城照弥、中島紘一の共同脚色。美術・朝倉摂、照明・立木定彦。深作は舞台初演出。実録ヤクザ映画ならぬ実録ヤクザ芝居。キャストも金子が映画そのままに山守役を演じ、広能昌三役は金子は小林旭を希望したが、具合が悪くダメで、金子と深作が相談して室田日出男を抜擢した。室田は東映ニューフェイス出身ながら、熱心に組合活動をやるので1966年に東映を解雇されてフリーになっており、東映の許可は必要なかった。東映と再び専属契約を結んだのは1975年9月。坂井鉄也が峰岸徹之介（峰岸徹）、新開宇一が曽根晴美。その他、山城新伍・池玲子・成田三樹夫、中原早苗ら、映画にも出演している役者達が多数出演した。金子が岡田社長公認をいいことに悪ノリにし、東映の仕出しを全部使い、やくざの組に「花輪は遠慮しませんから」と伝え、公演当日の会場には、やくざの組からの花輪がズラッと並び、黒い背広に短髪の若い役者にそれ風の恰好をさせてズラッと並ばせ、全階自由席の客席の壁には、墨で大きく「四方同席」と書かれた垂れ幕が下がっていた。美能幸三も激励に訪れ、室田は映画と違い、美能は左手の小指ではなく、右手の小指がないことに驚き、「正調指詰めは右手をやる、道具を持つ力が入らないようにするためと聞いた」と話している。新聞、週刊誌、テレビとよく取り上げられたという。曽根が一時間半くらい大遅刻したことがあり、何度も場内放送で開演時間が遅れのお詫びを放送したが、お客はあまりいなかったという。赤字が200万程度出て、金子は公演後二週間寝込んだ。

#### キャスト
山守組
- 山守組組長 山守義雄：金子信雄
- 山守利香（山守の妻）：中原早苗
- 山守組若頭 酒井鉄也：峰岸隆之介
- 広能昌三：室田日出男
- 槙原政吉：山城新伍
- 新開宇市：曽根晴美
- 山中清次：林ゆたか
- 槙原美津子：中尾ミエ
- 高見益夫（広能の舎弟）：池田一臣
- 有田俊夫（新開の舎弟）：坂入正
- 秋子（新開の女）：高橋みどり
- 坂井の子分：高月忠、畑中猛重、橋本真也

岩尾組
- 岩尾組組長 岩尾誠：成田三樹夫
- 岩尾組若頭 松永武：内山森彦
- 岩尾靖子（岩尾の姪）：池玲子

その他
- 中原良史（市会議員）：田島義文
- 大和田憲一（黒幕）：西田昭市
- 上田透（大和田の縁者）：打田康比古
- しず子：河本由貴
- 流しの健：浅見久志
- 酔っ払い：西田昭市
- 警官：池田一臣
- 看守：内村不二人
- チンピラ：諏訪和文
- ホステス：山田蕗子、玉川豊子、岩田君代
- 娼婦：米田貴美子
- 歌手：野路由紀子、嘉手納清美、日吉ミミ

#### スタッフ
- 原作：飯干晃一（美能幸三の手記より）
- 映画シナリオ：笠原和夫
- 脚本：福田善之、明城昭彌、中島紘一
- 演出：深作欣二、福田善之
- 演出補：川島陽
- 美術：朝倉摂
- 照明：立木定彦
- 音楽：津島利章
- 音響：山本泰敬
- 疑闘：菊地竜志
- 舞台監督：高橋正篤
- 制作：新演劇人クラブ・マール＋立動舎
- 企画協力：日下部五朗
- 企画：金子信雄
- 大道具制作：金井大道具KK
- 小道具：高津小道具KK
- 衣裳制作：東京衣裳KK

### AKB48グループ版（2019年）
2019年11月、福岡・博多座の開場20周年記念公演として『仁義なき戦い〜彼女（おんな）たちの死闘篇〜』のタイトルで、AKB48グループによって舞台化された。同月9日から24日まで開催された。当初、広能昌三役にSKE48の松井珠理奈、新開宇市役にNMB48の太田夢莉の出演が発表されていたが、後に変更されている。脚本を上條大輔、演出を奥秀太郎が務めた。
本編終了後は第2部として、AKB48劇場のルーツとされる劇団あんみつ姫がプロデュースする歌謡ショー『レヴュー48』を上演した。

#### キャスト (AKB48グループ版)
左側が11月9日から11月14日までの前半キャスト、右側が11月16日から11月24日までの後半キャスト
- 山守義雄（金子信雄）役＝田島芽瑠（HKT48）・斉藤真木子（SKE48）
- 山守利香（木村俊恵）役＝坂口理子（HKT48）・吉田朱里（NMB48）
- 坂井鉄也（松方弘樹）役＝武藤十夢（AKB48）・白間美瑠（NMB48）
- 広能昌三（菅原文太）役＝横山由依（AKB48） ・岡田奈々（AKB48 / STU48）
- 新開宇市（三上真一郎）役＝小栗有以（AKB48）・川上千尋（NMB48）
- 神原精一（川地民夫）役＝豊永阿紀（HKT48）・谷口めぐ（AKB48）
- 矢野修司（曽根晴美）役＝本間日陽（NGT48）・今村美月（STU48）
- 槙原政吉（田中邦衛）役＝山本彩加（NMB48）・田中美久（HKT48）
- 山方新一（高宮敬二）役＝西潟茉莉奈（NGT48）・荻野由佳（NGT48）
- 岩見益夫（野口貴史）役＝岩田陽菜（STU48）・清司麗菜（NGT48）
- 土居清（名和宏）役＝須田亜香里（SKE48）・古畑奈和（SKE48）
- 若杉寛（梅宮辰夫）役＝向井地美音（AKB48）・瀧野由美子（STU48）
- 国広鈴江（中村英子）役＝村瀬紗英（NMB48）・松岡菜摘（HKT48）
- 上田透（伊吹吾郎）役＝西村菜那子（NGT48）・高柳明音（SKE48）
- 大竹勇（大木吾郎）役＝沖侑果（STU48）・中村歩加（NGT48）
- 有田俊雄（渡瀬恒彦）役＝石田千穂（STU48）・神志那結衣（HKT48）
- ウエイトレス秋子（渚まゆみ）役＝松岡はな（HKT48）・福岡聖菜（AKB48）
- 山城佐和（小林千枝）役＝谷真理佳（SKE48）・加藤夕夏（NMB48）
- その他のキャスト

野方守 役＝ 込山榛香（AKB48）、前川巡査役＝東由樹（NMB48）、江波亮一役＝秋吉優花（HKT48）、古屋役＝上野遥（HKT48）、目崎武志役＝熊沢世莉奈（HKT48）
垣内次郎役＝栗原紗英（HKT48）、初子役＝堺萌香（HKT48）、横川役＝武田智加（HKT48）、安条啓介役＝水上凜巳花（HKT48）、
田楽役＝村重杏奈（HKT48）、西谷英男役＝ 山下エミリー（HKT48）